# سيات ليون
سيات ليون (بالإسبانية: SEAT León) هي سيارة عائلية صغيرة تصنعها شركة سيات التابعة لفولكسفاغن، وتنتج منذ أكتوبر 1998 حتى الآن.
سيات ليون SEAT León (النطق الإسباني:se.at leˈon)، تهجئ أيضاً ليون خارج إسبانيا (سميت على اسم مدينة ليون (إسبانيا)، والتي تعني أيضاً «الأسد» بالإسبانية) هي سيارة صغيرة الحجم هاتشباك صنعتها شركة تصنيع السيارات الإسبانية سيات منذ أكتوبر 1998.[بحاجة لمصدر]
استخدم أول جيلين من ليون نوعين مختلفين من منصة مجموعة فولكس فاجن أ، وتقاسموا العديد من المكونات مع سيارات مجموعة فولكس فاجن الأخرى. يستخدم الجيل الثالث والرابع (الحالي) منصة مجموعة فولكس فاجن م.كيو.بي، وتستخدم أيضاً من قبل أودي م.كي3 وم.كي4 وفولكس فاجن غولف م.كي.7 وم.كي8 وشكودا أوكتافيا م.كي.8 وم.كي3.

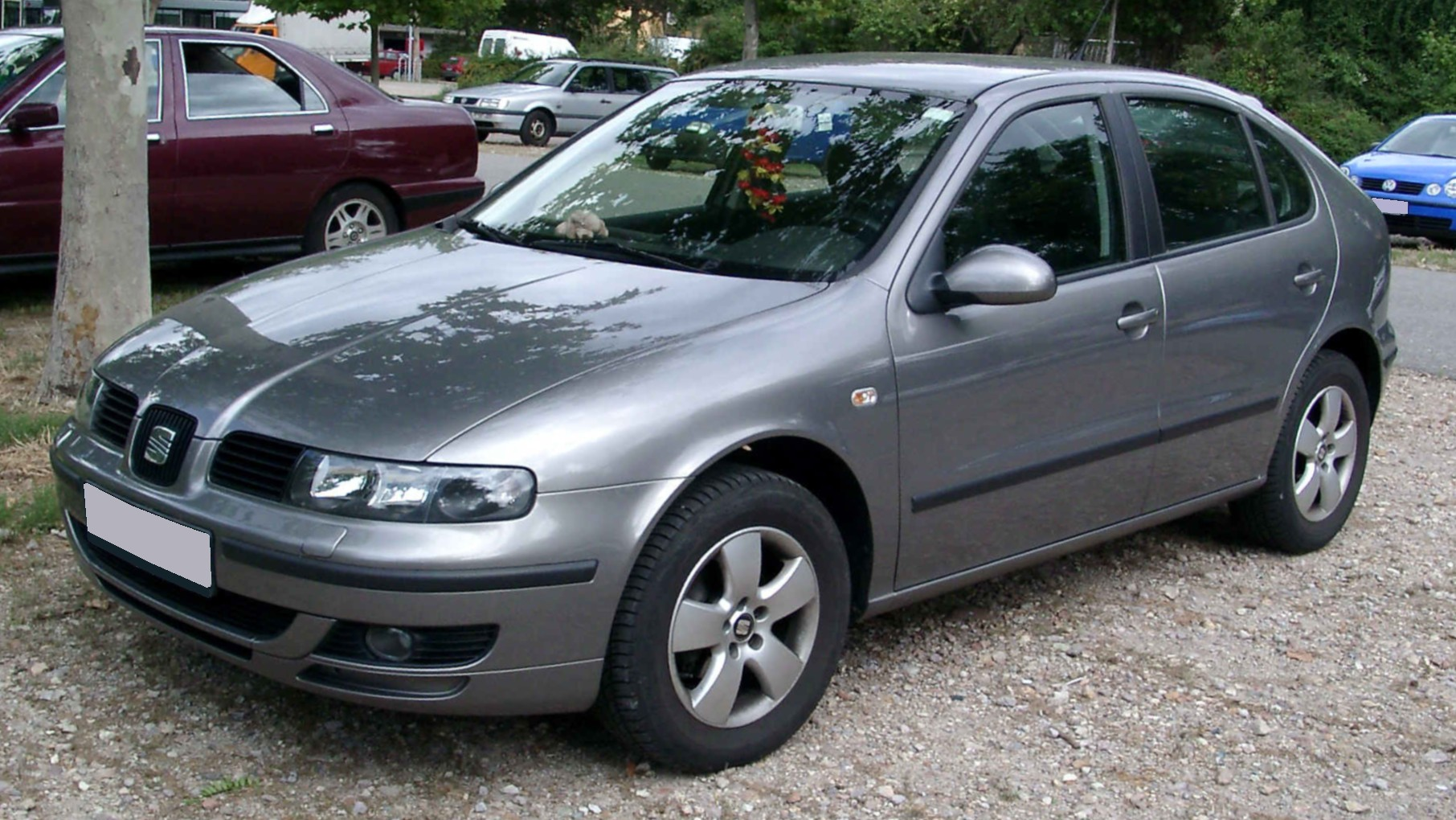

| سيات ليون Mk1 (1M) | سيات ليون Mk1 (1M) |
| ملخص               | ملخص |
| ------------------ | --- |
| إنتاج              | أكتوبر 1998 - مايو 2004 |
| المجسم             | - إسبانيا: مارتوريل ، كاتالونيا - بلجيكا: بروكسل |
| مصمم               | جيورجيتو جيوجيارو في إيطالي ديزاين |
| الجسم والشاسيه     | |
| منصة               | مجموعة فولكس فاجن A4 (PQ34) |
| متعلق ب            | أودي A3 Mk1أودي TT Mk1فولكس فاجن جولف Mk4فولكس فاجن بورافولكس فاجن بيتل الجديدسيات توليدو Mk2شكودا اوكتافيا Mk1                                              |
| مجموعة نقل الحركة  | |
| محرك               | محركات البنزين:1.4 L I4 16V ،1.6 L I4 8V،1.6 L I4 16V،1.8 L I4 20V،1.8 L I4 20V توربو،2.8 L VR6 24Vمحركات الديزل:1.9 L I4 SDI ،1.9 L I4 TDI ،1.9 L I4 TDI PD |
| توصيل              | 4 سرعات أوتوماتيكي،5 سرعات يدوي، يدوي6 سرعات |
| أبعاد              | |
| قاعدة العجلات      | 2,513 مم (98.9 بوصة) |
| طول                | 4,183 مم (164.7 بوصة) |
| عرض                | 1,742 مم (68.6 بوصة) |
| ارتفاع             | 1,439 ملم (56.7 بوصة) |
| كبح الوزن          | 1,210–1628 كجم (2668-3589 رطلاً) |

## الجيل الأول

### (النوع إم 1؛ 1998)
تم إطلاق سيات ليون (مجموعة فولكس فاجن النوع إم1) في عام 1999، وهي متوفرة فقط بهاتشباك، ونسخة الصالون ذات الصلة كانت تُعرف باسم سيات توليدو. كان يعتمد على منصة مجموعة فولكس فاجن إي4 (PQ34)، وعلى هذا النحو، شارك العديد من المكونات المشتركة مع طرز مجموعة فولكس فاجن الأخرى مثل فولكس فاجن جولف م.كي 4، بورا، وأودي أي3. تم إنتاجها بشكل أساسي في مصنع مارتوريل التابع لشركة سيات بعدد صغير من 13401 سيارة تم تجميعها في عام 2000 في مصنع مجموعة فولكس فاجن في بلجيكا.
كأول طراز من الفئة سي في سيات كجزء من مجموعة فولكس فاجن، تم تسويق ليون إم كي1 على أنه نسخة رياضية وأرخص من الجولف. لتعزيز الصورة الرياضية، كانت السيارة تتمتع بمظهر أكثرعدوانية قليلاً. تم تجهيز الإصدارات الأكثر تكلفة بمحركات احتراق داخلي أكثر قوة نسبياً، جنباً إلى جنب مع تعليق أقوى لتحسين المناولة. في الداخل، لوحة العدادات مشتقة من الجيل الأول من أودي إي 3.
كانت المحركات المتوفرة هي محرك البنزين ذو 16 صماماً سعة 1.4 لتر والذي أنتج 55 كيلووات (75 حصاناً 74 حصاناً) محرك بنزين سعة 1.6 لتر 8 صمامات 74 كيلو واط (101 حصان، 99 حصاناً) (تم استبداله لاحقاً بـ 16 صماماً بقوة 77 كيلو واط. (105 حصاناً؛ 103 حصان) وتضمنت نوعين مختلفين من محرك مجموعة فولكس فاجن ذو 20 صماماً توربينياً سعة 1.8 لتراً (مع بعض البلدان أيضاً تحصل على محرك VR6 سعة 2.8 لتراً بقوة 150 كيلوواط (204 حصان، 201 حصان).
كان محرك «ليون 20VT» الأصلي (الذي عُرف لاحقاً باسم «كوبرا» ثم "FR") محرك توربو سعة 1.8 لتر بقوة 132 كيلوواط (179 حصاناً، 177 حصاناً) و«ليون كوبرا آر» 154 كيلو واط (209 حصان، 207 حصان) أصبح فيما بعد 165 كيلو واط (224 حصان، 221 حصان). أصبح متاحاً لأول مرة في ثلاثة ألوان فقط (أحمر، أصفر، أسود) تم اختيارها كإحترام لألوان العلمين الوطنيين لإسبانيا وألمانيا التي تشير إلى جذور المشروع المشترك الذي كان النموذج في الأصل.
في بعض البلدان، كان هناك أيضاً «كوبرا 4»؛ مزود بمحرك VR6 سعة 2.8 لتر يوفر 150 كيلوواط (204 حصان، 201 حصان) ومجهز بنظام دفع رباعي (دفع رباعي)، بناءً على القابض متعدد الألواح هالديكس تراكشين مثل فولكس فاجن جولف 4 موشن.
تم توفير مجموعة من محركات الديزل ذات الحقن التوربيني المباشر (الإختصار - تي دي آي)، بما في ذلك إصدار 110 كيلو واط (150 حصاناً، 148 حصاناً) من محرك 1.9 تي دي آي التابع لمجموعة فولكس فاجن، والذي تم بيعه في الأصل باسم «كوبرا 4 تي دي آي» مع الدفع الرباعي، والذي تم بيعه من أجل  سنة واحدة فقط، وفقط في بلدان معينة، انتقل بعد ذلك إلى سلسلة «إيفليوشن»، ثم «توب سبورت» ثم أعيد تسميتها لاحقاً باسم إف آر إختصار (لفورمولا ريسينغ).
في بلدان أخرى، كان النموذج يحمل شارة «كوبرا» ثم «فورمولا ريسينغ» قبل أن يتم تزويد عدد محدود من السيارات بمجموعة الجسم من البنزين الذي يعمل بالبنزين «كوبرا آر» وأطلق عليه «آف آر بلس». كانت إصدارات الديزل الأقل متوفرة بمخرجات 66 كيلو واط (90 حصان، 89 حصان) 81 كيلو واط (110 حصان، 109 حصان) و96 كيلو واط (131 حصان، 129 حصان).
تحتوي جميع المحركات التي يزيد وزنها عن 96 كيلو واط (131 حصاناً، 129 حصانًا) على ناقل حركة يدوي قياسي بست سرعات. كان التعليق الخلفي من خلال شعاع الالتواء شبه المستقل لمعظم المتغيرات، في حين تم تزويد الطرازات المتطورة ودفع رباعي بتعليق خلفي مستقل متعدد الوصلات. تأتي جميع الإصدارات بمكابح قرصية على جميع العجلات الأربع (التهوية الأمامية، وفي بعض السيارات الخلفية أيضاً).
في المكسيك، أصبحت ليون سيارة مشهورة جدًا مع شباب الطبقة العليا. المشكلة الوحيدة التي عانى منها ليون في المكسيك هي حقيقة أن نظام التعليق الرياضي للسيارة ليون غير مصمم لتحمل عيوب الطريق المستمرة مثل  مثل الحفر والمطبات التي تكثر في الطرق المكسيكية.
في سويسرا، كانت هناك نسخة رسمية أخرى تم ضبطها بواسطة أ.ب.ت سبورتس لاين من ليون تسمى ضاغط سيات ليون كوبرا 4.
كان لهذا الإصدار نفس الدفع الرباعي و2.8 لتر VR6 ولكن مع 206 كيلو واط (280 حصان، 276 حصان) وعزم دوران 323 نيوتن متر (238 رطل قدم).
انتهى إنتاج المصنع للطراز إم 1 في مايو 2006. ومع ذلك، ظل التقدير لجاذبية سيات ليون كوبرا آر م.كي 1 واضحاً، ولا يزال حتى استطلاع «أفضل هاتشباك ساخن على الإطلاق»، الذي أجرته شركة أوتو كار في عام 2010، حيث كرم قراءها كوبرا آر 7، في المراكز العشرة الأولى  قائمة الهاتشباك لجميع الأوقات في تفضيلاتهم.

### الجوائز
جائزة «كارو دو أنو» (سيارة العام) لعام 2001، في البرتغال.

«السيارة الأكثر إرضاءً لعام 2007» في بولندا، من مجلة أوتو سويت البولندية.

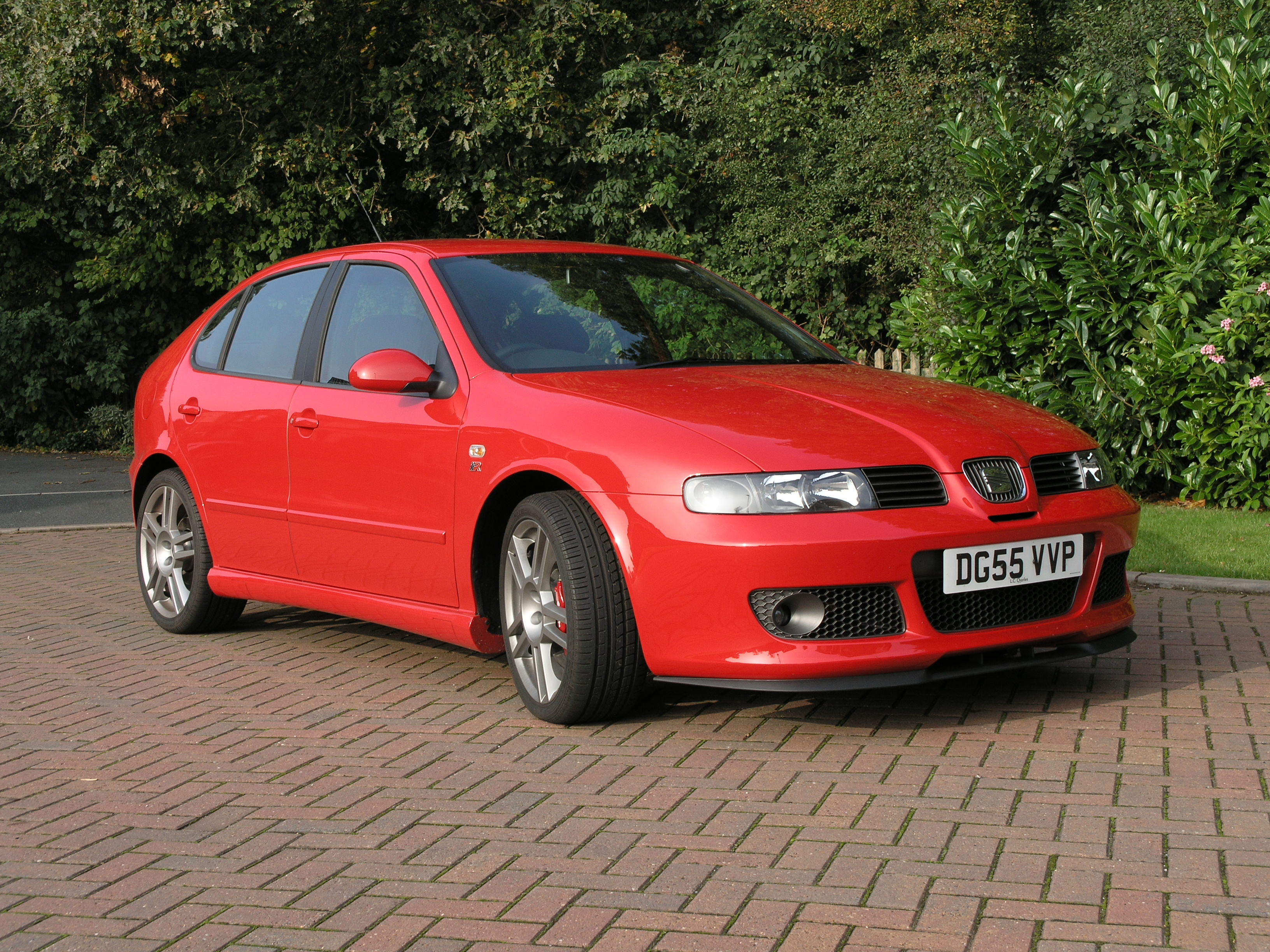
سيات ليون إم كيه 1 كوبرا آر
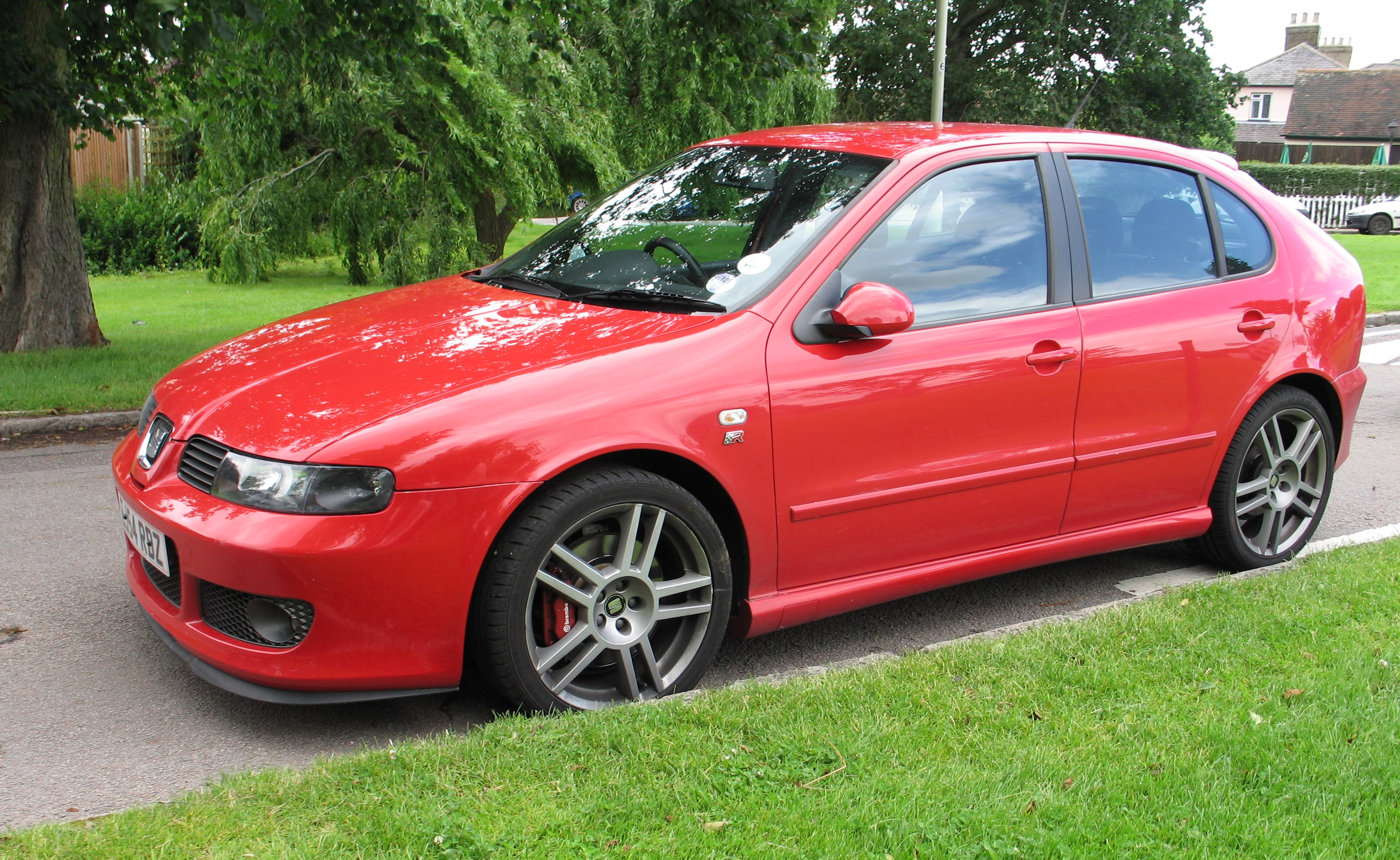
سيات ليون إم كيه 1 كوبرا آر
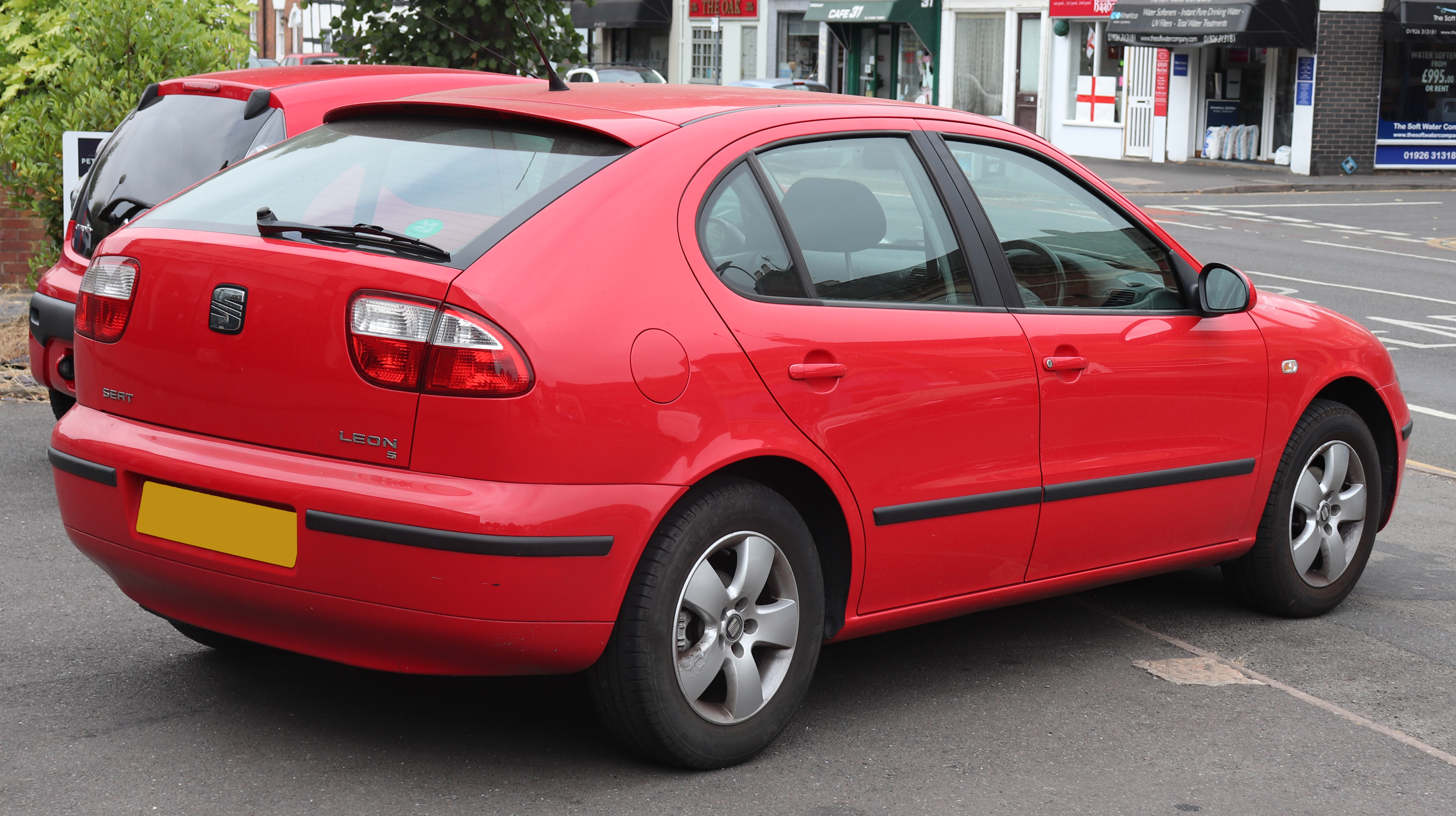
سيات ليون إم كيه 1 كوبرا آر
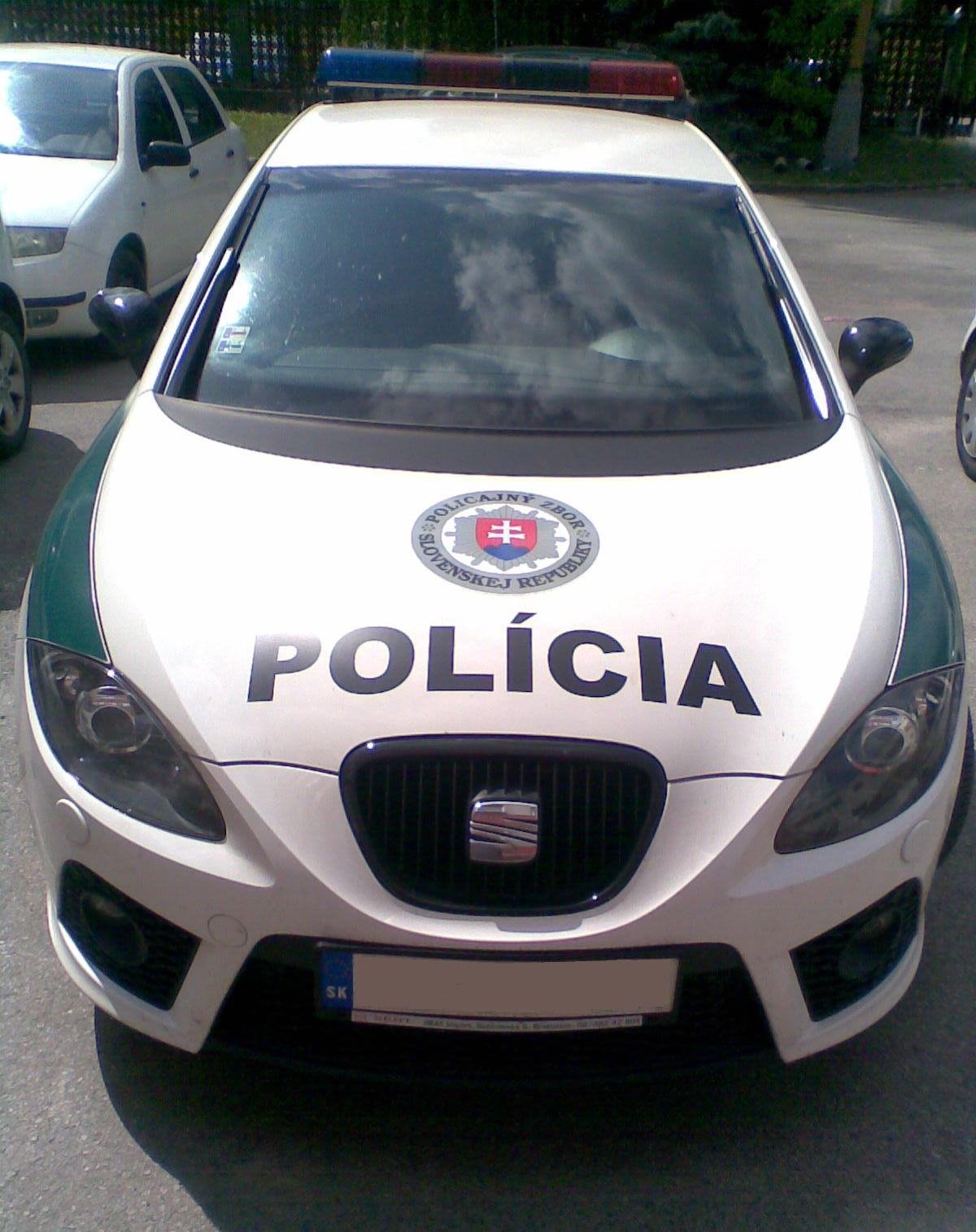
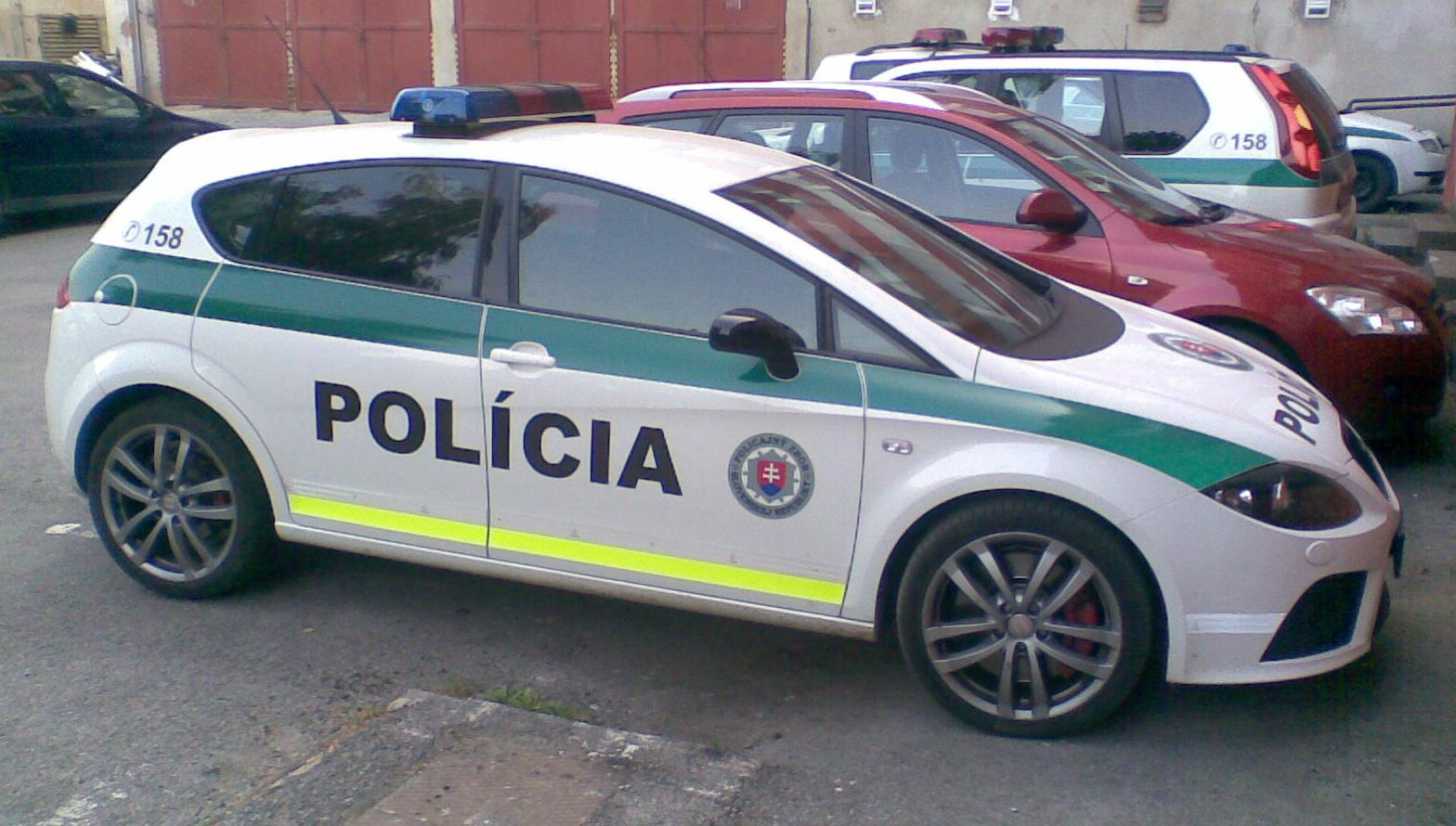
سيات ليون إم كيه 1 كوبرا آر 2004سيات ليون إم كيه 1 كوبرا آر 2004
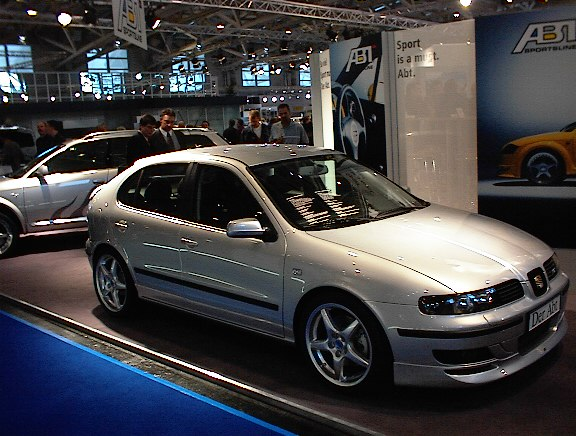
سيات ليون إم كيه 1 أي بي تي
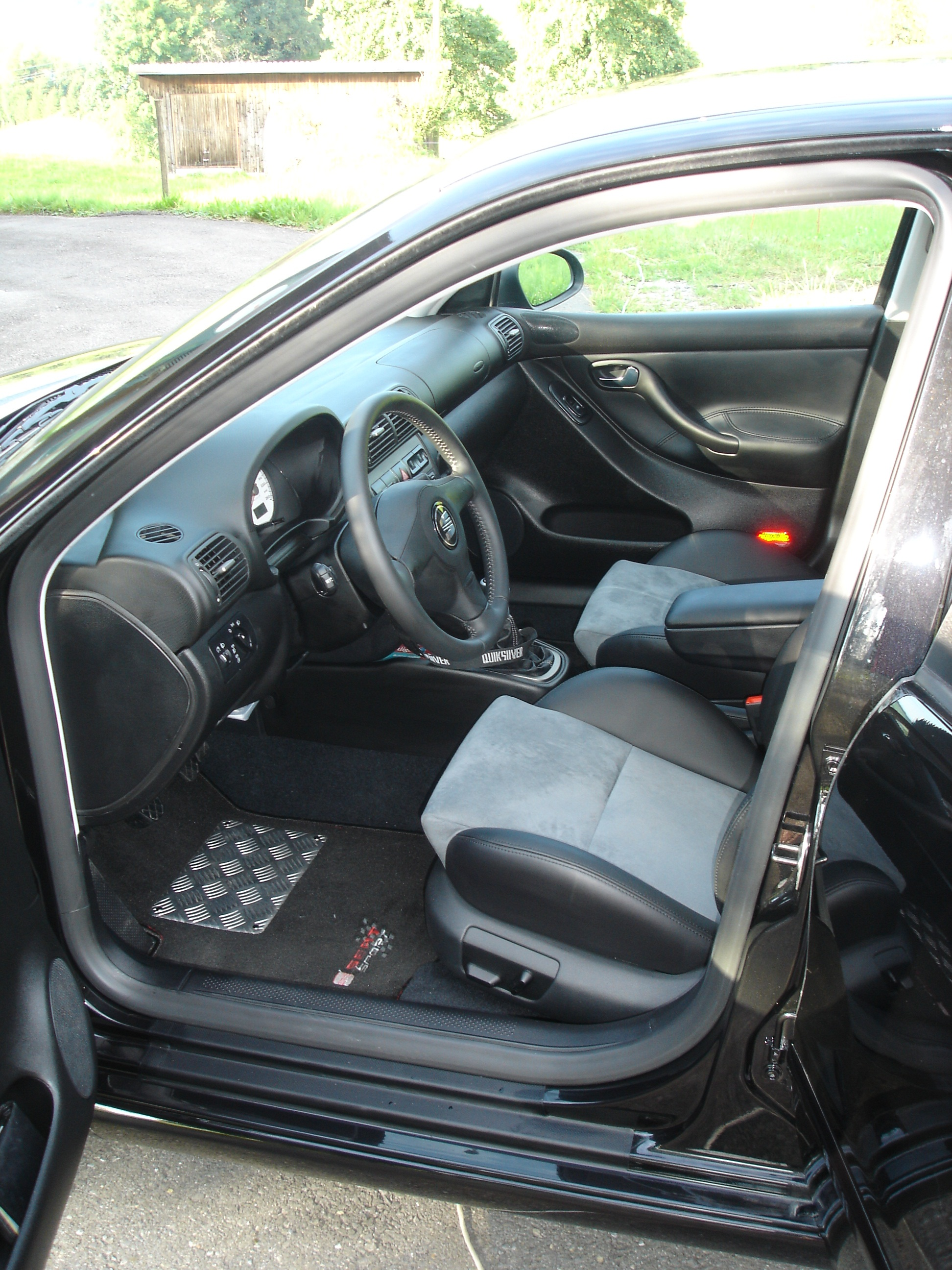
سيات ليون إم كيه 1 كوبرا آر من الداخل
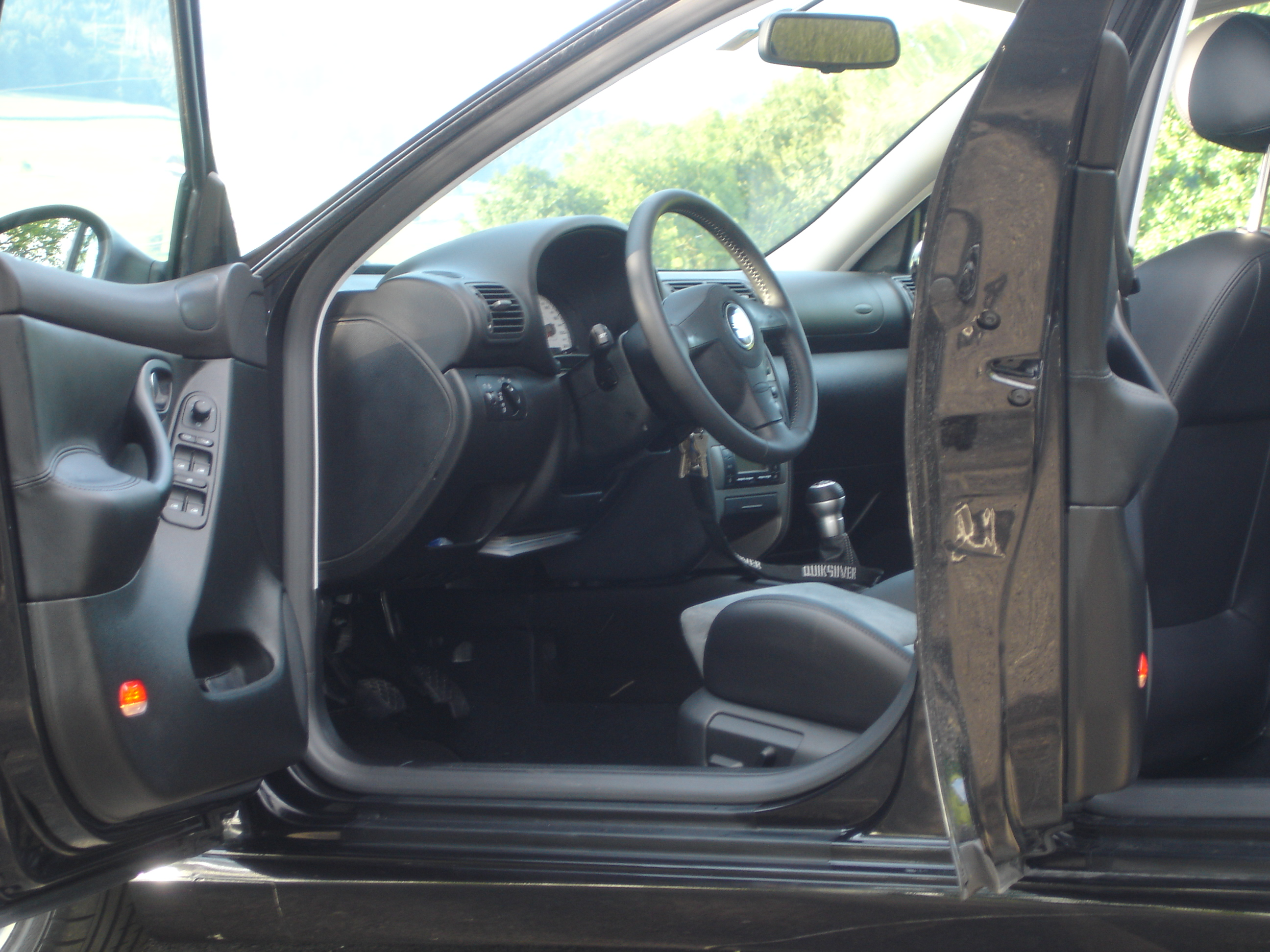
سيات ليون إم كيه 1 كوبرا آر من الداخل
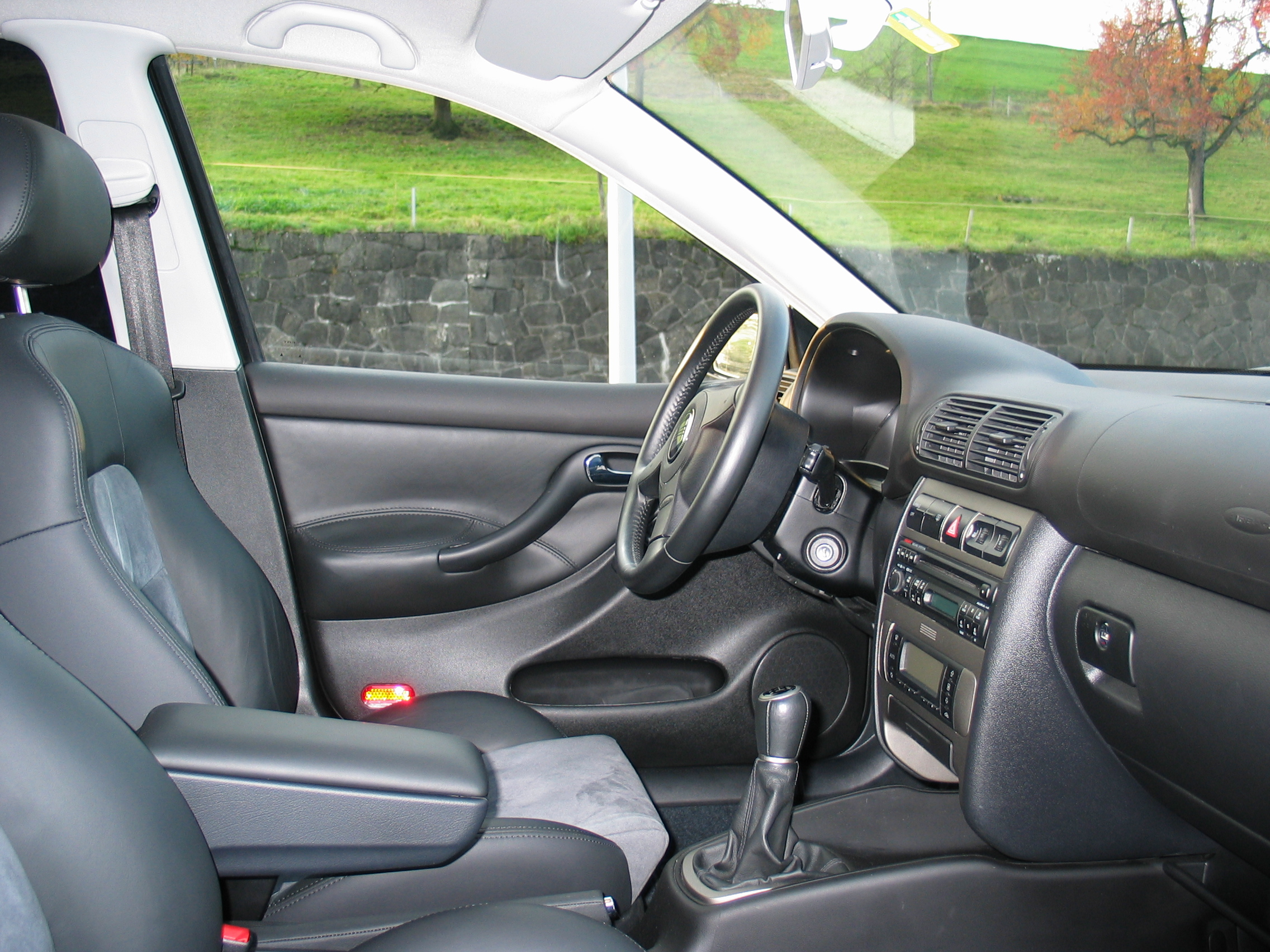
سيات ليون إم كيه 1 كوبرا آر من الداخل
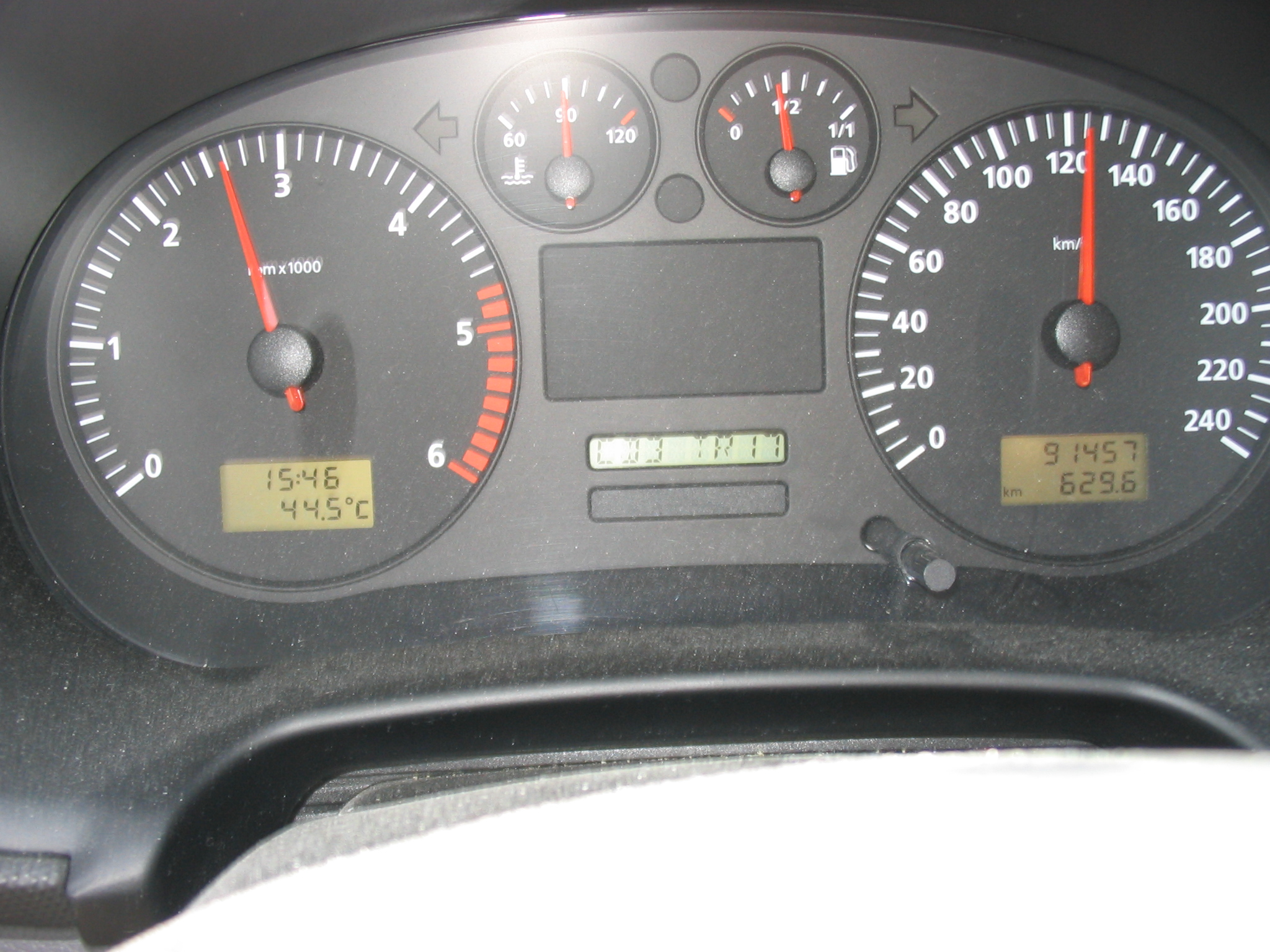
سيات ليون إم كيه 1 كوبرا آر (لوحة العداد)

### خيارات المحرك
كان نوع إم 1 سيات ليون متاحاً مع محركات الاحتراق الداخلي التالية، حيث تمت مشاركة معظمها من ماركيز آخرين من مجموعة فولكس فاجن:
| تعيين المحرك                                  | الإزاحة، التكوين، الصمامات، نظام الوقود                       | الأعلى. القوة المحركة @ سرعة المحرك           | الأعلى. عزم الدوران @ سرعة المحرك             | كود (رموز) معرف المحرك                        | تواريخ                                        |
| نقطة متعددة الإلكتروني غير المباشر حقن الوقود | نقطة متعددة الإلكتروني غير المباشر حقن الوقود                 | نقطة متعددة الإلكتروني غير المباشر حقن الوقود | نقطة متعددة الإلكتروني غير المباشر حقن الوقود | نقطة متعددة الإلكتروني غير المباشر حقن الوقود | نقطة متعددة الإلكتروني غير المباشر حقن الوقود |
| --------------------------------------------- | ------------------------------------------------------------- | --------------------------------------------- | --------------------------------------------- | --------------------------------------------- | --------------------------------------------- |
| 1.4 16 فولت                                   | 1390 سم مكعب مضمنة - 4 دوهك 16 فولت                           | 75 حصان (55 كيلوواط، 74 حصان) بسرعة 5000      | 126 نيوتن متر (93 رطل قدم) عند 3800           | AHWAUA؛ AXP؛ BCA                              | 11/1999 - 10/2005                             |
| 1.6                                           | 1595 سم مكعب مضمنة -4 دوهك 8 فولت                             | 100 حصان (74 كيلوواط، 99 حصان) عند 5600       | 145 نيوتن متر (107 رطل قدم) عند 3800          | AEH؛ AKL                                      | 08/1999 - 10/2005                             |
| 1.6                                           | 1595 سم مكعب مضمنة -4 دوهك 8 فولت                             | 102 حصان (75 كيلوواط، 101 حصان) عند 5600      | 148 نيوتن متر (109 رطل قدم) عند 3800          | شواي                                          | 10/2005 - 06/2006                             |
| 1.6 16 فولت                                   | 1598 سم مكعب مضمنة 4 دوهك 16 فولت                             | 105 حصان (77 كيلوواط، 104 حصان) عند 5700      | 148 نيوتن متر (109 رطل قدم) عند 4500          | أستراليا؛ AZD. BCB                            | 06/2000 - 06/2006                             |
| 1.8 20 فولت                                   | 1781 سم مكعب مضمنة 4 دوهك 20 فولت                             | 125 حصان (92 كيلوواط، 123 حصان) بسرعة 6000    | 170 نيوتن متر (125 رطل قدم) عند 4200          | نوى؛ APG                                      | 11/1999 - 10/2005                             |
| 1.8 20vTكوبرا                                 | 1781 سم مكعب مضمنة 4 دوهك 20 فولت توربو                       | 180 حصانا (132 كيلوواط، 178 حصانا) عند 5500   | 235 نيوتن متر (173 رطل قدم) عند 1,950-5000    | AJQ؛ تطبيق؛آري. AUQ                           | 08/1999 - 10/2005                             |
| 1.8 20vTكوبرا آر                              | 1781 سم مكعب مضمنة 4 دوهك 20 فولت توربو                       | 210 حصان (154 كيلوواط، 207 حصان)              | 270 نيوتن متر (199 رطل قدم)                   | AMK                                           | 05/2002 - 05/2003                             |
| 1.8 20vTكوبرا آر                              | 1781 سم مكعب مضمنة 4 دوهك 20 فولت توربو                       | 225 حصان (165 كيلوواط، 222 حصان) عند 5900     | 280 نيوتن متر (207 رطل قدم) عند 2200-5500     | بام                                           | 05/2003 - 06/2006                             |
| 2.8 VR6 24vكوبرا 4                            | 2792 سم مكعب 15 درجة VR6 دوهك 24 فولت                         | 204 حصانا (150 كيلوواط، 201 حصانا) عند 6200   | 265 نيوتن متر (195 رطل قدم) عند 3400          | AUE؛ BDE                                      | 10/2000 - 04/2004                             |
| كلها حقن مباشر                                |                                                               |                                               |                                               |                                               |                                               |
| 1.9 أس دي اي                                  | مضخة حقن 1896 سم مكعب مضمنة 4 دوهك 8 فولت،VP37 من نوع الموزع  | 68 حصانا (50 كيلوواط، 67 حصان) بسرعة 4000     | 133 نيوتن متر (98 رطل قدم) عند 1800           | AQM                                           | 06/2000 - 10/2003                             |
| 1.9 تي دي آي                                  | مضخة حقن 1896 سم مكعب مضمنة 4 دوهك 8 فولت، VP37 من نوع الموزع | 90 حصانا (66 كيلوواط، 89 حصانا) عند 3750      | 210 نيوتن متر (155 رطل قدم) عند 1900          | AGR؛ ALH                                      | 11/1999 - 10/2005                             |
| 1.9 تي دي آي                                  | 1896 اسطوانات -4 سوهك 8v، حاقن وحدة (PD)                      | 100 حصان (74 كيلوواط، 99 حصان) بسرعة 4000     | 240 نيوتن متر (177 رطل قدم) عند 1,800 - 2400  | AXR                                           | 10/2005 - 06/2006                             |
| 1.9 تي دي آي                                  | مضخة حقن 1896 مضمنة 4 سوهك 8 فولت، VP37 من نوع الموزع         | 110 حصان (81 كيلوواط، 108 حصان) عند 4150      | 235 نيوتن متر (173 رطل قدم) عند 1900          | AHF. ASV                                      | 10/1999 - 10/2005                             |
| 1.9 تي دي آي                                  | 1896 اسطوانات-4 سوهك 8v ، حاقن وحدة (PD)                      | 130 حصان (96 كيلوواط، 128 حصان) بسرعة 4000    | 310 نيوتن متر (229 رطل قدم) عند 1900          | ASZ                                           | 05/2003 - 06/2006                             |
| 1.9 تي دي آي                                  | 1896 اسطوانات-4 سوهك 8v ، حاقن وحدة (PD)                      | 150 حصان (110 كيلوواط، 148 حصان) بسرعة 4000   | 320 نيوتن متر (236 رطل قدم) عند 1900          | ARL                                           | 09/2000 - 12/2005                             |

| سيات ليون MK2 (1P) | سيات ليون MK2 (1P) |
| ملخص               | ملخص |
| ------------------ | --- |
| إنتاج              | يوليو 2005-2012 |
| المجسم             | إسبانيا: مارتوريل ، كاتالونيا |
| مصمم               | والتر دي سيلفا |
| الجسم والشاسيه     | |
| منصة               | مجموعة فولكس فاجن A5 (PQ35) |
| متعلق ب            | أودي A3 Mk2أودي TT Mk2فولكسفاجن جولف Mk5فولكس فاجن جولف Mk6 فولكس فاجن جولف بلسفولكس فاجن جيتا Mk5سيات توليدو Mk3سيات ألتياشكودا اوكتافيا Mk2 |
| مجموعة نقل الحركة  | |
| محرك               | محركات البنزين:1.2 لتر I4 16 فولت T FSI ،1.4 لتر I4 16 فولت،1.4 لتر I4 16 فولت TFSI ،1.6 لتر I4 8 فولت،1.8 لتر I4 16 فولت TFSI ،2.0 لتر I4 16 فولت FSI ،2.0 لتر I4 16 فولت TFSI ؛LPG محركات:1.6 LPGمحركات الديزل:1.6 L I4 TDI (المخطط لها لعام 2010)1.9 L I4 TDI،2.0 L I4 TDI |
| توصيل              | يدوي 5 سرعات يدوي6 سرعات يدوي6 سرعات DSG7 سرعات DSG |
| أبعاد              | |
| قاعدة العجلات      | 2,578 مم (101.5 بوصة) |
| طول                | 4,315 مم (169.9 بوصة) |
| عرض                | 1,768 مم (69.6 بوصة) |
| ارتفاع             | 1,459 مم (57.4 بوصة) |
| كبح الوزن          | 1,176-1,375 كجم (2,593–3,031 رطلاً) |

#### محركات ديزل،

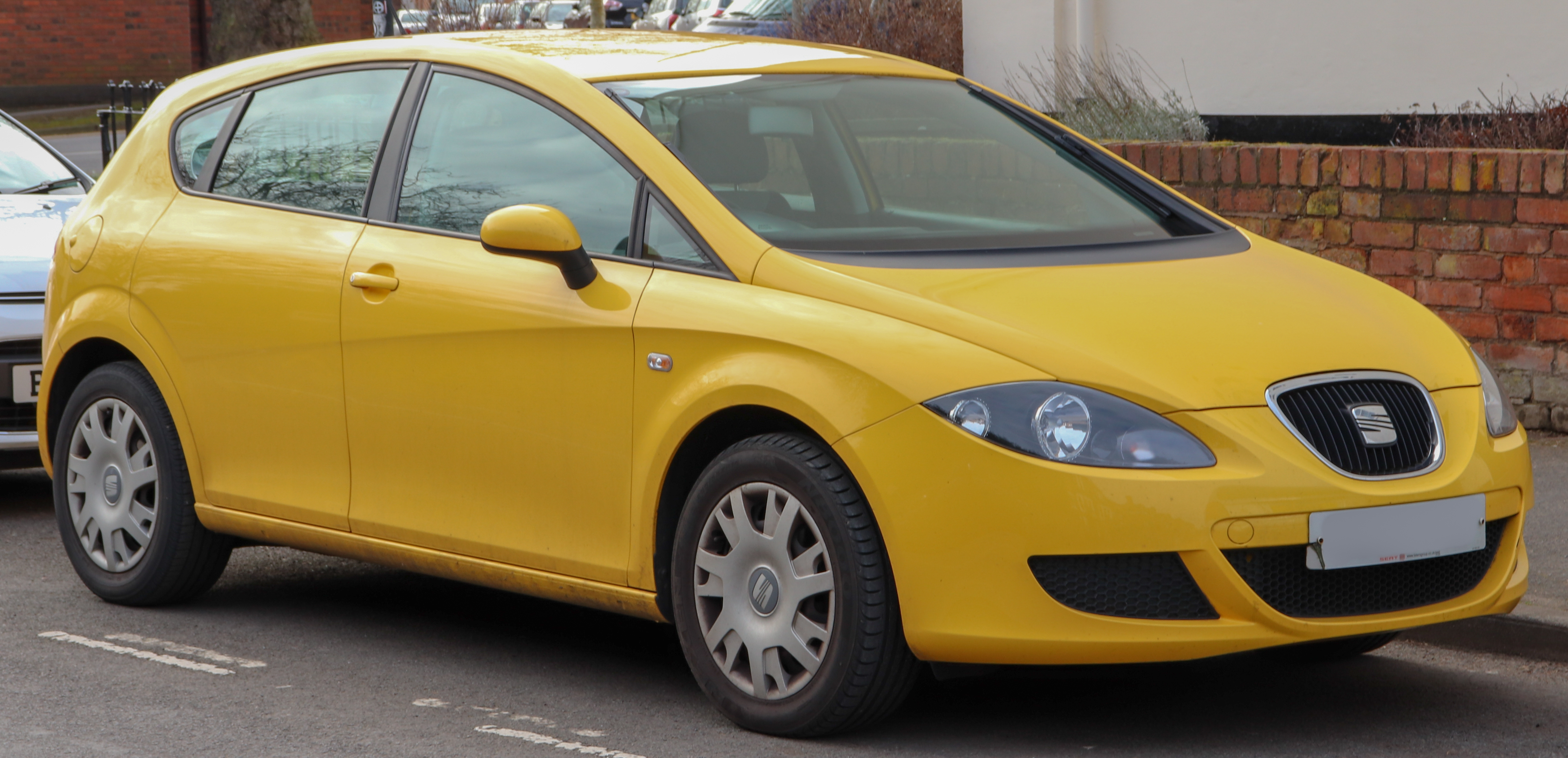

## الجيل الثاني

### (النوع بي 1؛ 2005)
تم إصدار الجيل الثاني من سيات ليون نوع بي 1، في عام 2005، مع بدء إنتاج المصنع في مايو 2005. كان يعتمد على منصة مجموعة فولكس فاجن إي 5 (بي كيو 35)، والتي يستخدمها بشكل ملحوظ فولكس فاجن جولف Mk5. تم بناؤه في إسبانيا، وكان له مظهر خارجي أكثر حدة مع مساحات زجاج أمامية متوقفة رأسياً، ومقابض الأبواب الخلفية الخارجية أكثر تكاملاً، بأسلوب مشابه لتلك التي شوهدت في طرازات ألفا روميو الحديثة. تم التعامل مع التصميم من قِبل والتر دي سيلفا، واستخدمت السيارة نفس أسلوب التصميم الذي بدأ مع سيات ألتيا.
كان الطراز الأساسي الذي تم تقديمه هو محرك البنزين تي سي آي 16 صماماً الجديد سعة 1.2 لتر بقوة 77 كيلو واط (105 حصان، 103 حصان). في بعض الأسواق (مثل اليونان ورومانيا وإيطاليا)، كان ليون متاحاً بمحرك إم بي آي سعة 1.4 لتر ينتج 63 كيلو واط (86 حصاناً، 84 حصاناً).
بدأت المتغيرات الرياضية بمحرك 110 كيلو واط (150 حصاناً، 148 حصاناً) 2.0 لتر حقن الوقود الطبقي ومحرك الديزل الشهير 103 كيلو واط (140 حصاناً، 138 حصاناً) 2.0 لتر بشاحن توربيني الحقن المباشر. تم تجهيز كلاهما بناقل حركة يدوي قياسي من ست سرعات، مع توفر علبة التروس ذات السرعات الست أو السبع سرعات كخيار. تم تقديم متغير بقوة 136 كيلووات (185 حصاناً، 182 حصاناً) لمحرك شاحن توربيني الحقن المباشر 2.0 لتر الفريد من نوعه في ليون، ولكن على الرغم من انخفاض سعر القائمة والأداء السريع - لم يجذب سوى الحد الأدنى من الاهتمام والمراجعات المتوسطة، لذلك تم إيقاف هذا لاحقاً لإفساح المجال أمام  بدائل إف آر الرياضية.
أول ليون رياضي حقيقي ضمن المجموعة الجديدة كان ليون إف آر مع مواسير العادم المزدوجة إلى الخلف الأيسر والمقاعد الرياضية وعصا التروس مع شعار إف آر لتمييزها عن الموديلات الأقل، تم تقديمه في يونيو 2006، عندما تلقت أخيراً 147 كيلو واط (200 حصان، 197 حصان) محرك شاحن توربيني الحقن المباشر 2.0 لتر من فولكس فاجن جولف إم.كي 5 جي تي آي، بالإضافة إلى 125 كيلو واط (170 حصان، 168 حصان) من وحدة شاحن توربيني الحقن المباشر 2.0 لتر الموجودة في الجولف وأودي أي3. وشملت المعدات القياسية الأخرى تكييف الهواء للتحكم في المناخ.
التالي في النطاق كان طراز شاحن توربيني الحقن المباشر كوبرا 2.0 لتر.
تتميز بمحرك 177 كيلو واط (241 حصاناً، 237 حصاناً) وزمن من 0 إلى 100 كيلومتر في الساعة (62.1 ميل في الساعة) يبلغ 6.4 ثانية. تأتي كوبرا مع عجلات معدنية قياسية مقاس 18 بوصة ذات 5 قضبان مزدوجة، وملاقط فرامل حمراء، وعادم كوبرا البيضاوي القياسي، بالإضافة إلى تشطيبات طلاء جديدة وفريدة من نوعها ومقاعد رياضية مدعمة كاملة بشعار كوبرا. كما تم توفير دواسات رياضية من الألمنيوم المثقوب بشكل قياسي.
كان محرك شاحن توربيني الحقن المباشر كوبرا آر  2.0 لتر. في قمة النطاق، حيث استخدم نفس المحرك 195 كيلو واط (265 حصاناً، 261 حصاناً) الموجود في أودي أس 3 وغولف آر وشيروكو آر. قادر على 0-100 كم / ساعة (62.1 ميل في الساعة)) في 6.2 ثانية وتقتصر السرعة القصوى على 250 كم / ساعة (155 ميلاً في الساعة).
منذ عام 2008، تم تقديم البديل كي 1 من ليون كوبرا في المملكة المتحدة، ويضم مصدات أمامية وخلفية معاد تصنيعها على نطاق واسع، وتنانير جانبية، وجناح خلفي أكثر وضوحاً. كما أنها اكتسبت عادماً بيضاوياً فريداً من الكروم ومثبت مركزياً. تم اعتبار كي1 ليكون إصداراً محدوداً، ومتوفر فقط في سوق المملكة المتحدة للعام 2008-2009.
في عام 2009، تم تحويل سيات ليون كوبرا إلى سيارة سباق في لعبة سيات كوبرا للهواتف المحمولة لأجهزة آي بود / أبل آي بود تتش المتوفرة من خلال متجر تطبيقات آي تونز. في نفس العام، خضعت مجموعة ليون لعملية تجميل.

### الجوائز
جائزة «ريد دوت» في عام 2006
"أفضل سيارة لعام 2009" عن قطاع استيراد السيارات المدمجة في ألمانيا، من قبل المجلة الألمانية السيارات-موتور-اوند-سبورت "سيارة الشركة للعام
«فير مان أوتو جاريش 2006» للمجلة الألمانية فير مان أوتو سيارة الشركة
«سيارة العام 2006» في الدنمارك
«سيارة الديزل لعام 2006» في اسكتلندا (لمحرك شاحن توربيني الحقن المباشر ليون إف آر  2.0 لتر بقوة 170 حصاناً)
«1أوتو» لعام 2006 في إسبانيا، من قبل مجلة أوتو بيلد.
«السيارة الجامعية لعام 2007» في إسبانيا، من قبل طلاب الجامعات الإسبانية
«السيارة اليونانية لعام 2007»
«GTI لعام 2006-2007» في اليونان لمقعد ليون كوبرا، من قبل المجلة اليونانية 4-تروي

### طبعات خاصة

#### نسخة كوبا
في عام 2008، أعلنت سيات دويتشلاند عن إنتاج 55 وحدة من نسخة سيات ليون نسخة كوبا.
تم تزويد هذا الإصدار المحدود بمحرك شاحن توربيني الحقن المباشر 2.0 لتر محسّناً إلى 210 كيلو واط (286 حصاناً، 282 حصانً)ً من القوة القصوى، و360 نيوتن متر (266 رطل قدم)  السرعة القصوى 254 كم / ساعة (158 ميل / ساعة) و0-100 كم / ساعة (62.1 ميل / ساعة) الوقت 5.9 ثانية. كان التعليق من إيباش مشتق من لسون سوبر كوبرا، وتم تحسين الفرامل لتتماشى مع الأداء المحسن من المحرك المطوّر. بالإضافة إلى ذلك، تضمنت السيارة مصابيح زينون إتش آي دي الأمامية وعجلات 18 بوصة وجناح مع مآخذ هواء أكبر.[بحاجة لمصدر] كان لون السيارة أبيض مع خطوط سوداء.
أعلنت سيات ميكسيكو عن إنتاج 100 وحدة من نسخة كوبا باللون البرتقالي مع خطوط سوداء في سبتمبر 2008. النسخة المكسيكية كانت تحتوي على فتحة سقف، في حين أن النسخة الأوروبية ليون كوبا لم تكن كذلك.

#### ستريت كوبا وإصدار بطل العالم
في معرض جنيف للسيارات لعام 2008، تم إصدار إصدار محدود من ليون ستريتكوبا. كانت نسخة مماثلة من إصدار ليون كوبا مع بعض التغييرات، وهي مصممة للسوق السويسرية وتقتصر على 200 وحدة. في الآونة الأخيرة، بعد فوز سيات ببطولة العالم للسيارات السياحية، أصدرت سيات شويز نسخة محسنة تسمى ليون إصدار بطل العالم، تقتصر أيضاً على 200 وحدة.

#### كوبرا 310 إصدار محدود
أعلنت سيات نيرلاند عن إنتاج ليون كوبرا 310 الإصدار المحدود، مع محرك شاحن توربيني الحقن المباشر 2.0 لتر تمت ترقيته إلى 228 كيلوواط (310 حصان، 306 حصان) من الطاقة القصوى و425 نيوتن متر (313 رطل قدم). كان الإنتاج مقتصراً على 100 وحدة. جاء فقط بلون كاندي وايت أو أسود إنفيري.
ظهرت كوبرا 310 إصدار محدود إلى جانب معدات كوبرا الأصلية لإعادة تعيين إدارة المحرك بواسطة  أ.ب.ت سبورتس لاين وعجلات أوريون السوداء ونظام إنذار واتصال بلوتوث وشارات 310 محدودة الإصدار الخاصة على الجانبين والفتحة الخلفية. كانت هناك أيضاً ملصقات غير قابلة للصدأ داخل إطارات الأبواب الأمامية تعرض شعار 310 المحدودة.
عرضت شارة على لوحة القيادة الرقم التسلسلي، وتم تسليم السيارة بحلقة مفاتيح مناسبة. تم الاحتفاظ بضمان المصنع الكامل مع زيادة الطاقة التي زادت السرعة القصوى إلى 259 كم / ساعة (160.9 ميل في الساعة).

#### كوبرا ديسكالزوس
في عام 2007، أعدت سيات سيارة وحيدة من صنع شاكيرا. تم بيع هذه السيارة في المزاد، وذهبت الفوائد إلى المؤسسة الخيرية من خلال مؤسسة دسكاسوز فاونديشن. ميكانيكيا، هي نفس سيارة ليون كوبرا.

#### مفاهيم ليون توين درايف
أنتجت سيات نسختين من النموذج الأولي محرك مزدوج. تم الإعلان عنه في البداية في مايو 2009 كسيارة هجينة تعمل بالديزل والبطارية، وكان ليون توين درايف إكوموتيف عبارة عن سلسلة هجينة تعمل بالطاقة بواسطة محرك كهربائي، من خلال بطاريات ليثيوم أيون يتم شحنها بمقبس كهربائي عادي، بالإضافة إلى  محرك احتراق داخلي يعمل بالديزل.
كان مشروع ليون توين درايف إكوموتيف خطوة أولى نحو سيارة كهربائية 100٪ وكان من المقرر أن يدخل حيز الإنتاج في عام 2014.
محرك ليون توين درايف إكوموتيف كمركبة هجينة تعمل بالكهرباء من خلال مزيج من محرك ديزل ومحرك كهربائي. يبلغ إنتاج المحرك الكهربائي للمركبة 35 كيلوواط وسرعة قصوى ذاتية تبلغ 100 كم / ساعة (62 ميلاً في الساعة)، واستئناف الطاقة من بطاريات لي-يون الموضوعة في الجزء الخلفي من السيارة، مما يمنحها نطاقاً يبلغ حوالي 50  كم (30 ميلًا) للدوائر الحضرية القصيرة، بينما تم استخدام محرك الاحتراق المضبوط الصديق للبيئة للرحلات الطويلة. عملية إعادة شحن سريعة للبطارية من التيار الكهربائي من خلال ميزات مقابس الطاقة العادية.

في عام 2011، تم عرض نسخة منقحة من ليون توين درايف إكوموتيف للصحافة، بمحرك بنزين 1.4 لتر ينتج 113 حصاناً (84 كيلو واط، 115 حصاناً) بالإضافة إلى مولد بقوة 40 حصاناً (30 كيلو واط، 41 حصاناً) ومحرك كهربائي 113 حصاناً (84 كيلوواط، 115 حصاناً) ينتج عنه إنتاج محدود مشترك يبلغ 161 حصاناً (120 كيلوواط، 163 حصاناً) وينبعث منه 39 جراماً / كيلو متراً من ثاني أكسيد الكربون، ويقدر الإنتاج الآن في عام 2015.

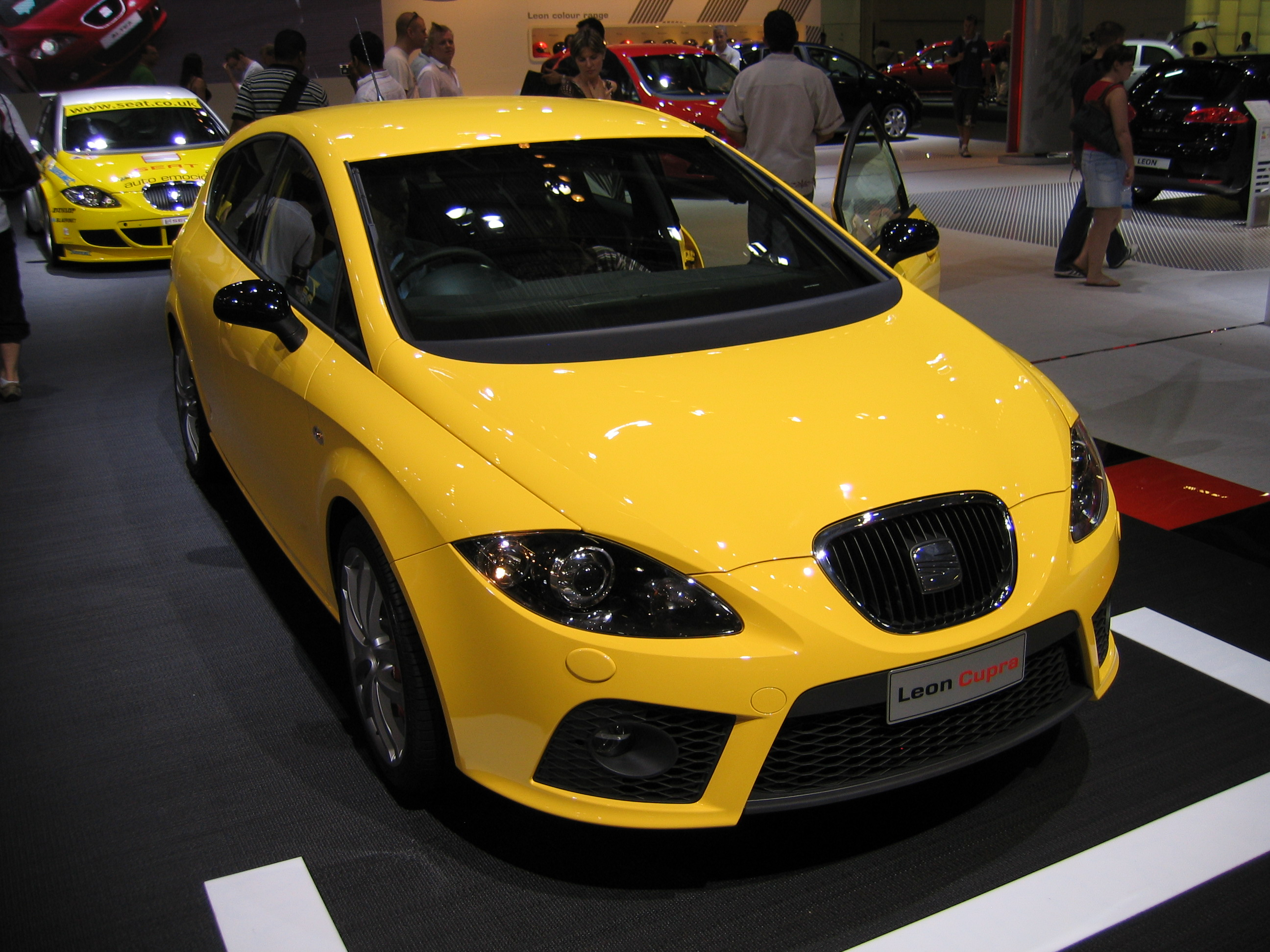
سيات ليون ام كي 2 كوبرا
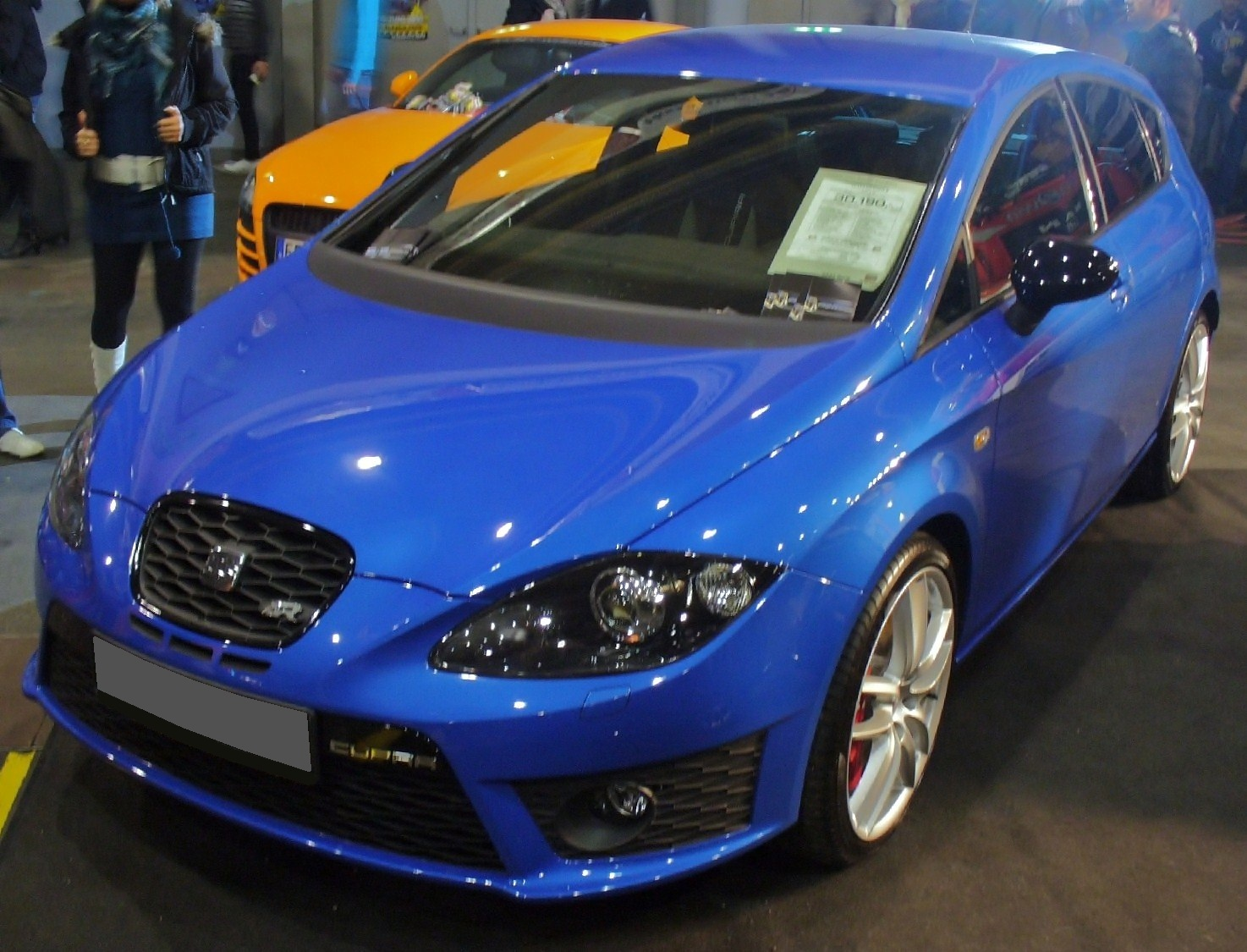
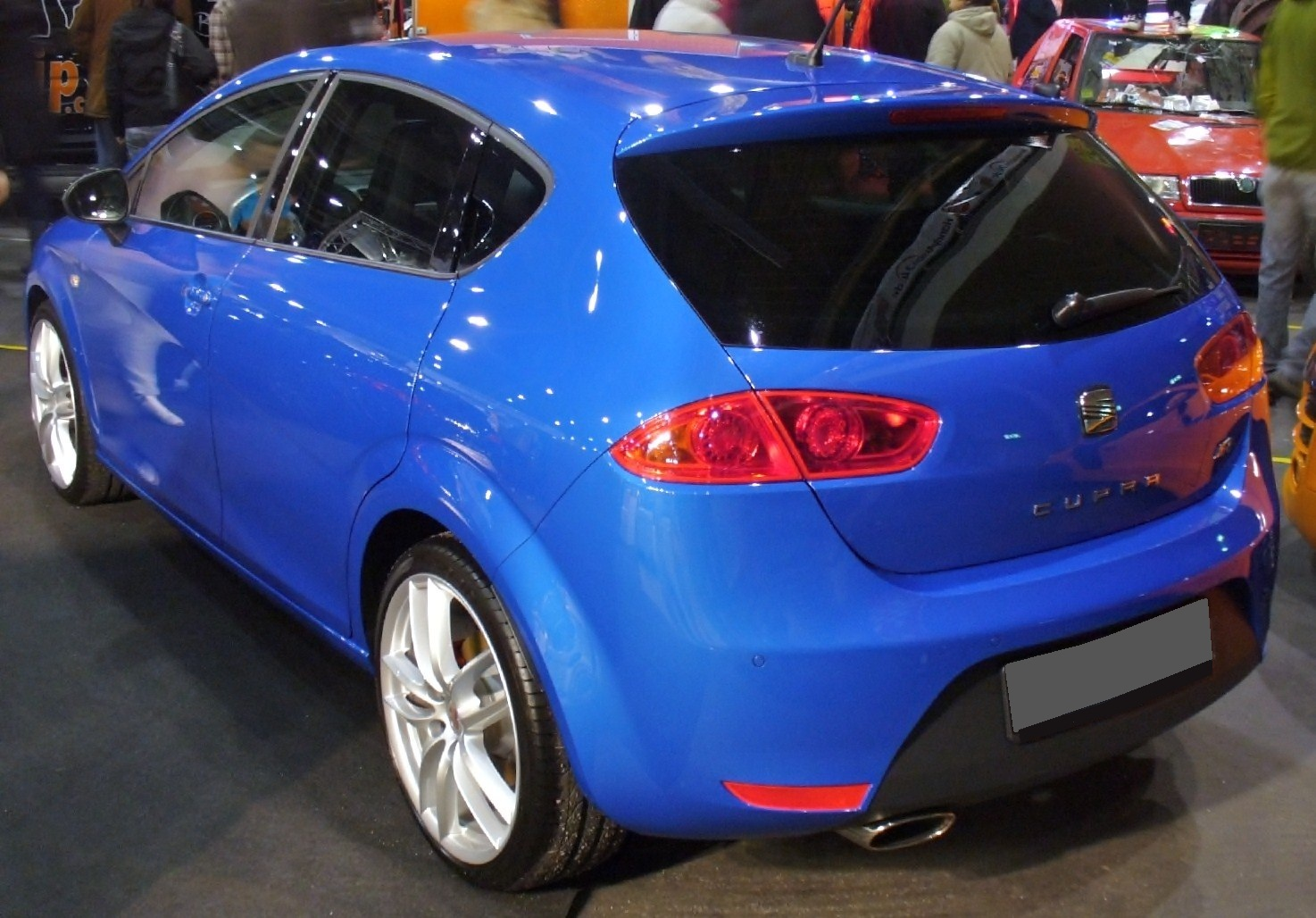
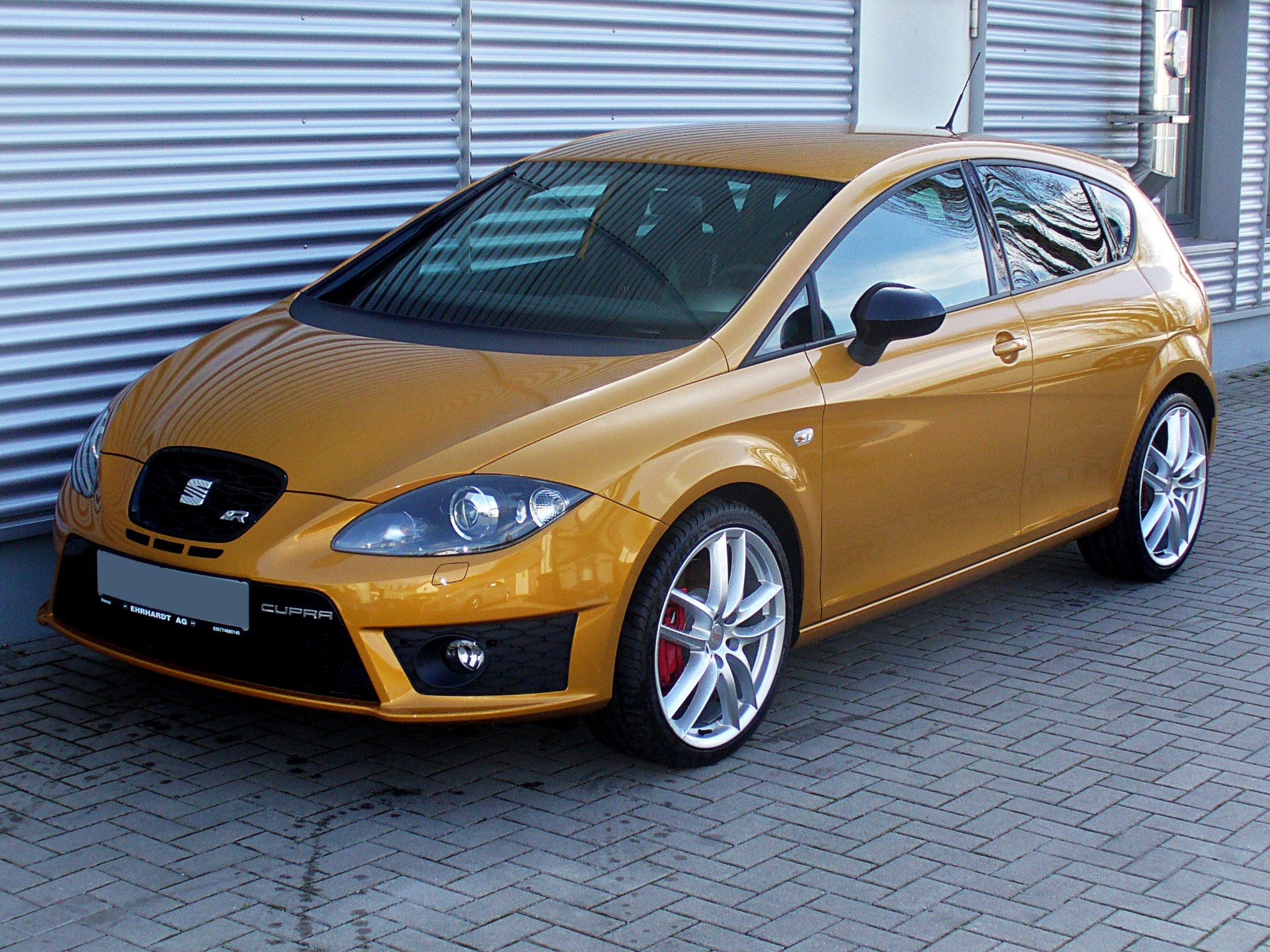
سيات ليون 1 بي كوبرا
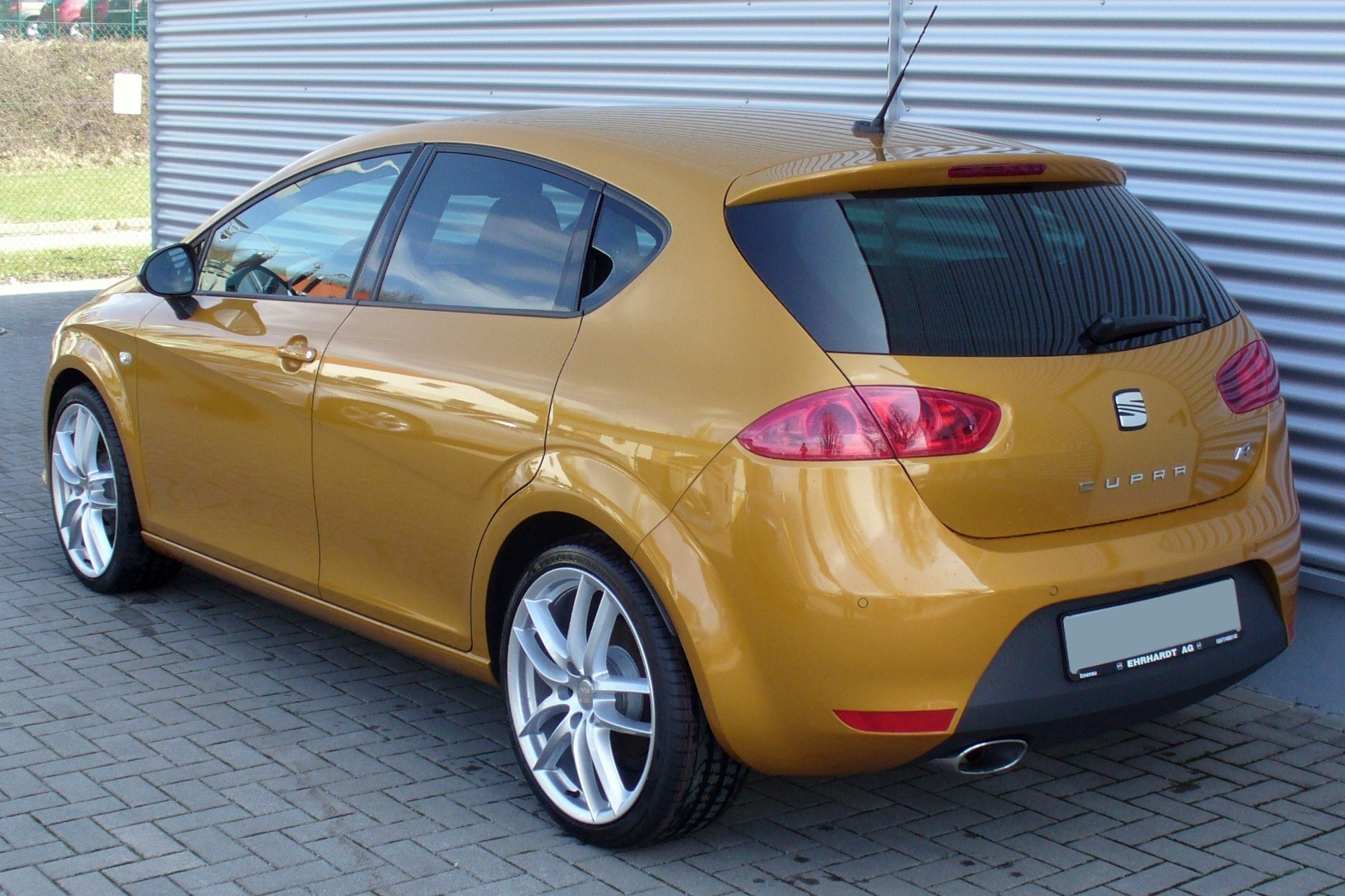
سيات ليون 1بي كوبرا كوبرا
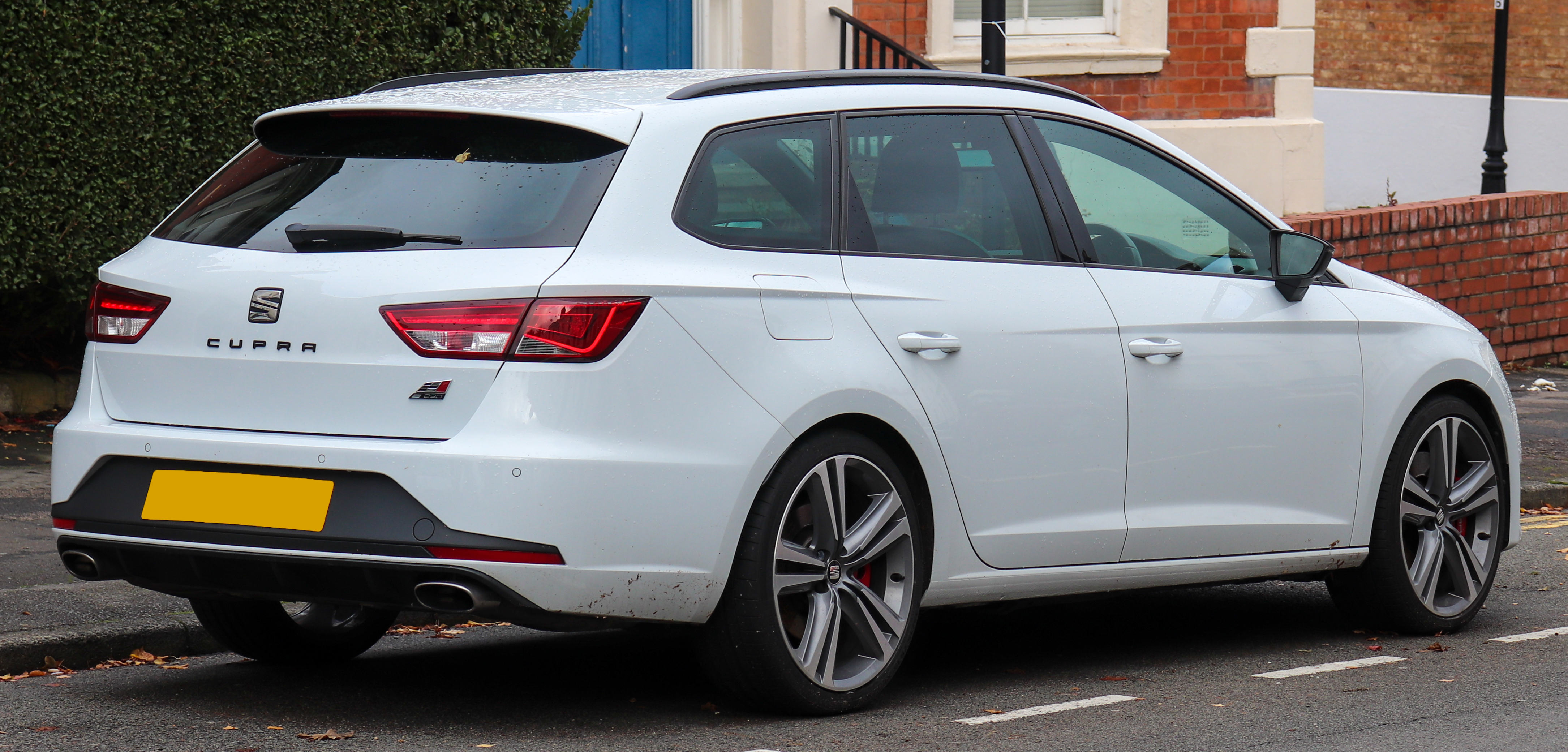
سيات ليون ام كي 2 كوبرا
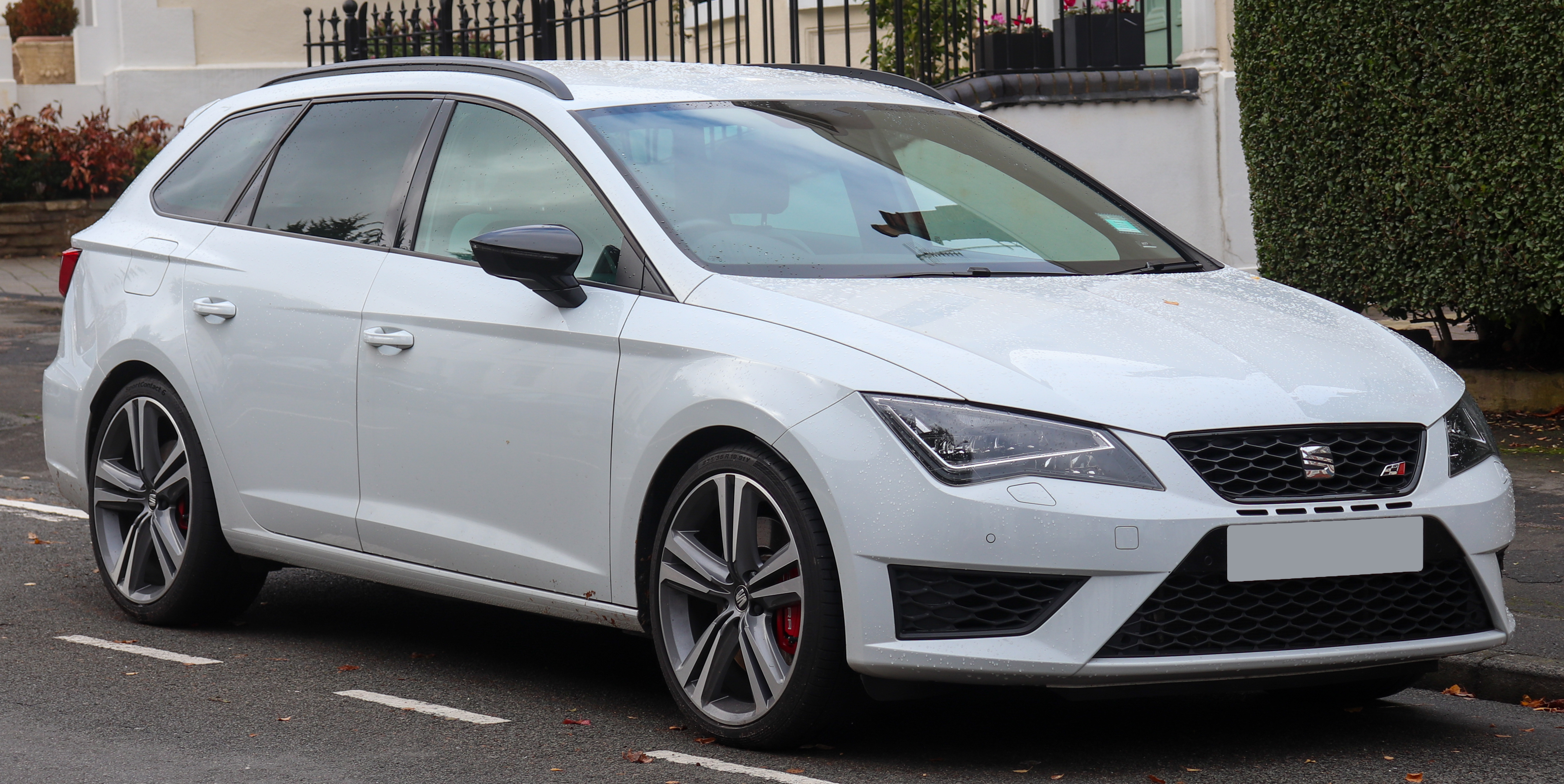
سيات ليون ام كي 2 كوبرا
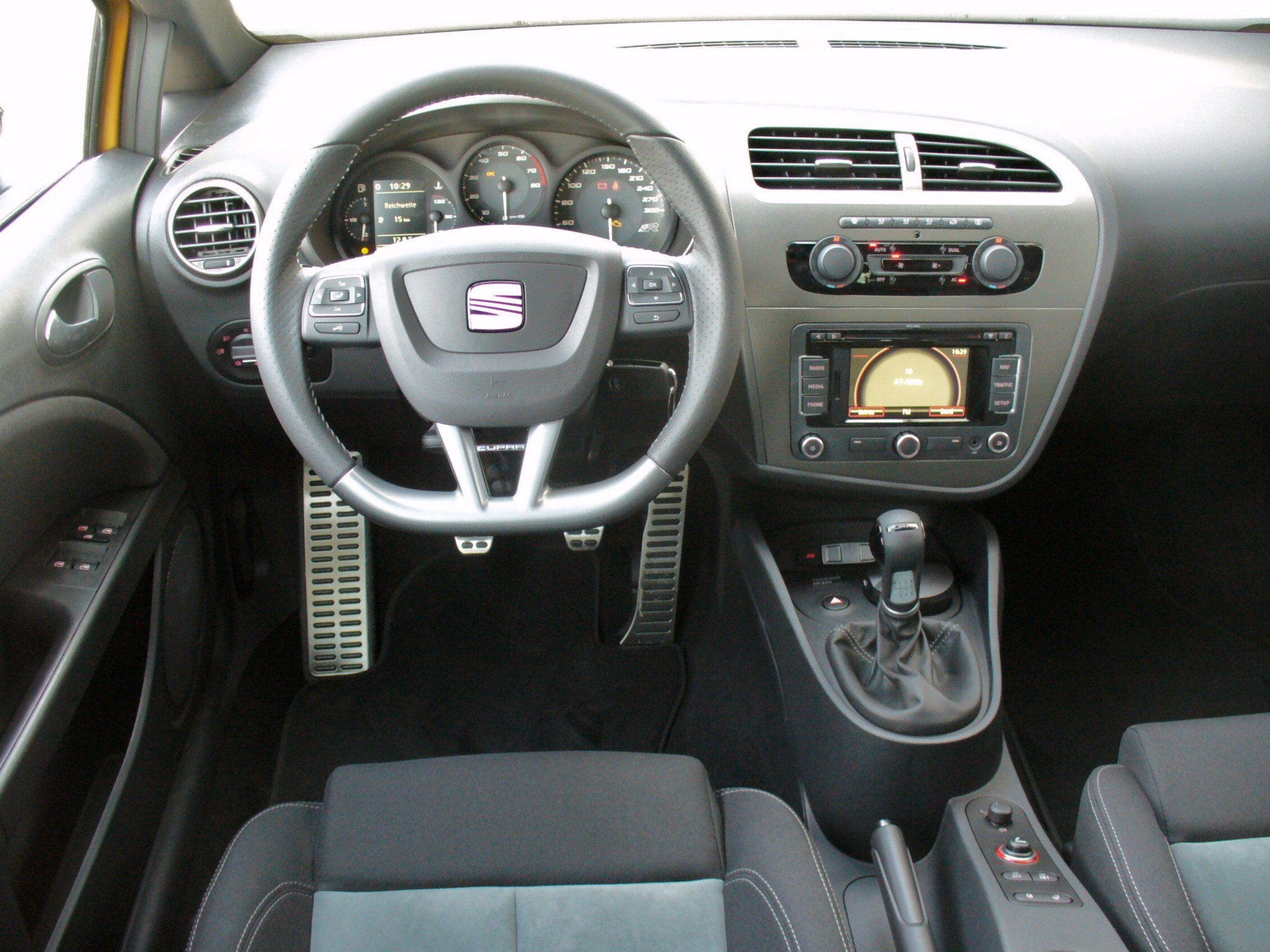
سيات ليون 1 بي كوبرا
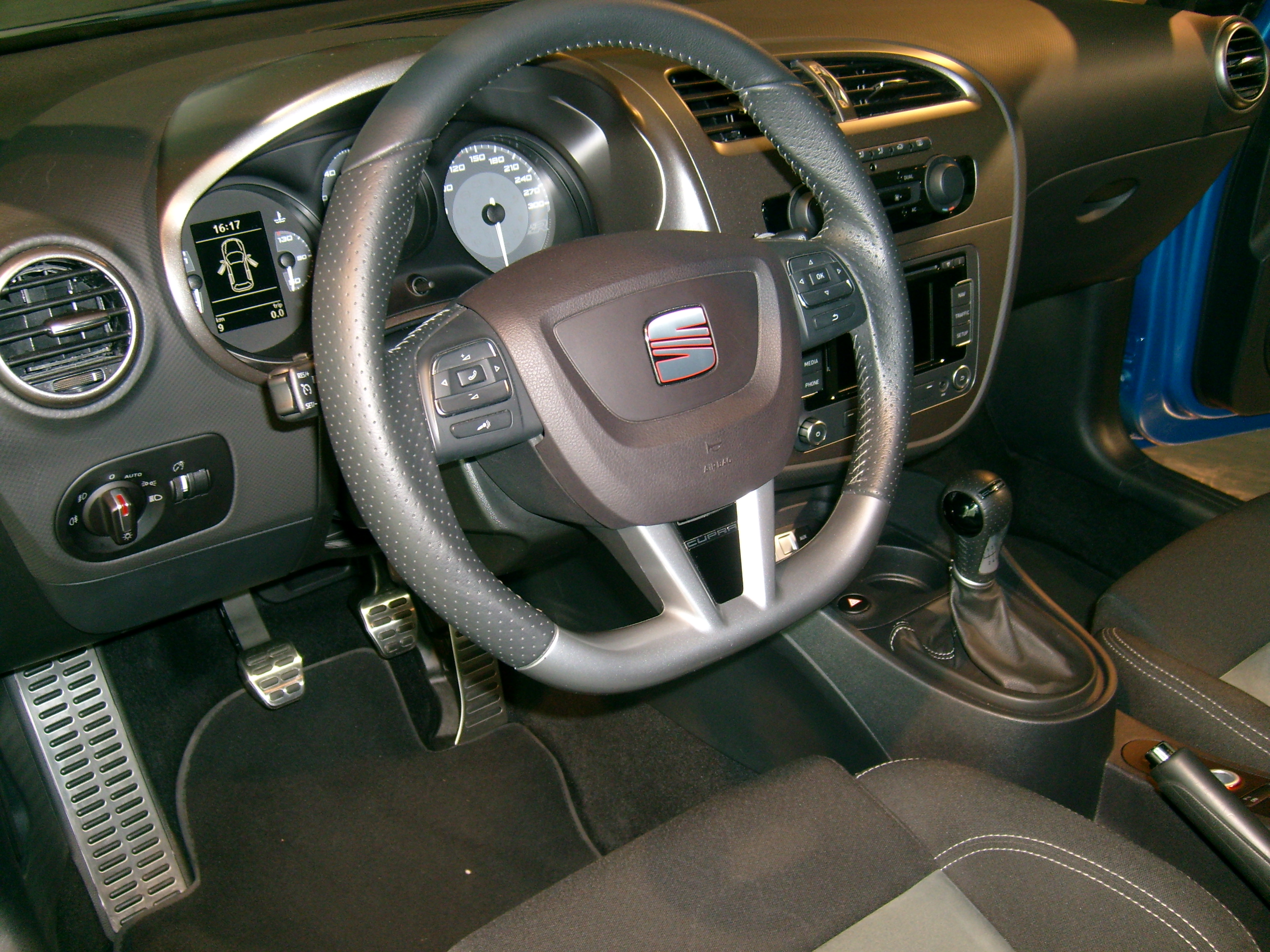
سيات ليون ام كي 2 كوبرا

### مواصفات المحرك
الطباع سيات 1P ليون متاح بما يلي محركات الاحتراق الداخلي، ومثل الجيل السابق، ويجري تقاسم العديد من أخرى ماركيز من مجموعة فولكس واجن:
| جميع المحركات مضمنة بأربع أسطوانات (I4) ذات تصميمات رباعية الأشواط | جميع المحركات مضمنة بأربع أسطوانات (I4) ذات تصميمات رباعية الأشواط | جميع المحركات مضمنة بأربع أسطوانات (I4) ذات تصميمات رباعية الأشواط | جميع المحركات مضمنة بأربع أسطوانات (I4) ذات تصميمات رباعية الأشواط | جميع المحركات مضمنة بأربع أسطوانات (I4) ذات تصميمات رباعية الأشواط | جميع المحركات مضمنة بأربع أسطوانات (I4) ذات تصميمات رباعية الأشواط | جميع المحركات مضمنة بأربع أسطوانات (I4) ذات تصميمات رباعية الأشواط |
| تعيين المحرك / النموذج                                             | إزاحة المحرك                                                       | نظام الوقود                                                        | الأعلى. القوة المحركة عند سرعة المحرك                              | الأعلى. عزم الدوران عند سرعة المحرك                                | كود (رموز) معرف المحرك                                             | تواريخ                                                             |
| ------------------------------------------------------------------ | ------------------------------------------------------------------ | ------------------------------------------------------------------ | ------------------------------------------------------------------ | ------------------------------------------------------------------ | ------------------------------------------------------------------ | ------------------------------------------------------------------ |
| جميع الوقود المحقون                                                |                                                                    |                                                                    |                                                                    |                                                                    |                                                                    |                                                                    |
| 1.2 TSI                                                            | 1197 سم مكعب                                                       | 16 فولت سوهك حقن الوقود الطبقي                                     | 77 كيلوواط (105 حصان، 103 حصان) عند 5000 دورة في الدقيقة           | 175 نيوتن متر (129 رطل قدم) عند 1550-5100 دورة في الدقيقة          | CBZ                                                                | 2010 -                                                             |
| 1.4                                                                | 1390 سم مكعب                                                       | 16 فولت دوهك حقن الوقود متعدد النقاط                               | 63 كيلوواط (86 حصان، 84 حصان) عند 5000 دورة في الدقيقة             | 130 نيوتن متر (96 رطل قدم) عند 3600 دورة في الدقيقة                | BXW / CGG                                                          | 2007 -                                                             |
| 1.4 TSI                                                            | 1390 سم مكعب                                                       | 16 فولت دوهك حقن الوقود الطبقي                                     | 92 كيلوواط (125 حصان، 123 حصان) عند 5600 دورة في الدقيقة           | 200 نيوتن متر (148 رطل قدم) عند 1500-4000 دورة في الدقيقة          | CAXC                                                               | 2007 -                                                             |
| 1.6                                                                | 1595 سم مكعب                                                       | 8 فولت سوهك حقن الوقود متعدد النقاط                                | 75 كيلوواط (102 حصان، 101 حصان) عند 5600 دورة في الدقيقة           | 148 نيوتن متر (109 رطل قدم) عند 3800 دورة في الدقيقة               | BSF / CCSA                                                         | 2005 -                                                             |
| 1.8 تسي                                                            | 1798 سم مكعب                                                       | 16 فولت دوهك حقن الوقود الطبقي                                     | 118 كيلوواط (160 حصان، 158 حصان) عند 4500-6200 دورة في الدقيقة     | 250 نيوتن متر (184 رطل قدم) عند 1500-4500 دورة في الدقيقة          | BZB /CDAA                                                          | 2007 -                                                             |
| 2.0 FSI                                                            | 1984 سم مكعب                                                       | 16 فولت دوهك حقن الوقود الطبقي                                     | 110 كيلوواط (150 حصان ، 148 حصانًا) عند 6000 دورة في الدقيقة        | 200 نيوتن متر (148 رطل قدم) عند 3500 دورة في الدقيقة               | BLR / BLYBVY / BVZ                                                 | عام 2005 - 2009                                                    |
| 2.0 TFSI                                                           | 1984 سم مكعب                                                       | 16فولت دوهك حقن الوقود الطبقي                                      | 136 كيلوواط (185 حصانًا ، 182 حصانًا) عند 5100-6000 دورة في الدقيقة  | 270 نيوتن متر (199 رطل قدم) عند 1800-5000 دورة في الدقيقة          | BWA                                                                | 2005 - 2006                                                        |
| 2.0 TFSI (TSI)ف.ر                                                  | 1984 سم مكعب                                                       | 16 فولت دوهك حقن الوقود الطبقي                                     | 147 كيلوواط (200 حصان ، 197 حصان) عند 5100-6000 دورة في الدقيقة    | 280 نيوتن متر (207 رطل قدم) عند 1800-5000 دورة في الدقيقة          | BWA                                                                | 2006 - 2009                                                        |
| 2.0 TSIف.ر                                                         | 1984 سم مكعب                                                       | 16 فولت دوهك حقن الوقود الطبقي                                     | 154 كيلوواط (209 حصان ، 207 حصان) عند 5300-6200 دورة في الدقيقة    | 280 نيوتن متر (207 رطل قدم) عند 1700-5200 دورة في الدقيقة          | CCZB /CAWB                                                         | 2009 -                                                             |
| 2.0 TFSIكوبرا                                                      | 1984 سم مكعب                                                       | 16 فولت دوهك حقن الوقود الطبقي                                     | 177 كيلوواط (241 حصانًا ، 237 حصانًا) عند 5700-6300 دورة في الدقيقة  | 320 نيوتن متر (236 رطل قدم) عند 2200-5500 دورة في الدقيقة          | BWJ                                                                | 2006 -                                                             |
| 2.0 TFSIكوبرا R                                                    | 1984 سم مكعب                                                       | 16 فولت دوهك حقن الوقود الطبقي                                     | 195 كيلوواط (265 حصان ، 261 حصان) عند 6000 دورة في الدقيقة         | 350 نيوتن متر (258 رطل قدم) عند 2500-5000 دورة في الدقيقة          | CDLA                                                               | 2009 -                                                             |
| 2.0 TFSIاصدار كوبا                                                 | 1984 سم مكعب                                                       | 16 فولت دوهك حقن الوقود الطبقي                                     | 210 كيلوواط (286 حصان ، 282 حصان) عند 6000 دورة في الدقيقة         | 360 نيوتن متر (266 رطل قدم) عند 2500 دورة في الدقيقة               | (EA113)                                                            | 2008 -                                                             |
| 2.0 TFSIكوبرا 310 إصدار محدود                                      | 1984 سم مكعب                                                       | 16 فولت دوهك حقن الوقود الطبقي                                     | 228 كيلوواط (310 حصان ، 306 حصان) عند 6000 دورة في الدقيقة         | 425 نيوتن متر (313 رطل قدم) عند 3000-5000 دورة في الدقيقة          | (EA113)                                                            | 2008 - 2009                                                        |
| (LPG)                                                              |                                                                    |                                                                    |                                                                    |                                                                    |                                                                    |                                                                    |
| 1.6 غاز البترول المسال                                             | 1595 سم مكعب                                                       |                                                                    | 75 كيلوواط (102 حصان ، 101 حصان) عند 5600 دورة في الدقيقة          | 148 نيوتن متر (109 رطل قدم) عند 3800 دورة في الدقيقة               | CHG                                                                | 2009 -                                                             |
| جميع محركات الحقن التوربيني المباشر(TDI)                           |                                                                    |                                                                    |                                                                    |                                                                    |                                                                    |                                                                    |
| 1.6 TDI DPF                                                        | 1598 سم مكعب                                                       | 16 فولت دوهك السكك الحديدية المشتركة                               | 77 كيلوواط (105 حصان ، 103 حصان) عند 4400 دورة في الدقيقة          | 250 نيوتن متر (184 رطل قدم) عند 1500-2500 دورة في الدقيقة          | CAYC                                                               | المخطط لعام 2010                                                   |
| 1.9 تي دي آي                                                       | 1896 سم مكعب                                                       | 8v سوهك وحدة حاقن                                                  | 66 كيلو واط (90 حصان ، 89 حصان) عند 4000 دورة في الدقيقة           | 210 نيوتن متر (155 رطل قدم) عند 1800-2500 دورة في الدقيقة          | BXF                                                                | 2007 -                                                             |
| 1.9 تي دي آي                                                       | 1896 سم مكعب                                                       | 8 فولت سوهك وحدة حاقن                                              | 77 كيلوواط (105 حصان ، 103 حصان) عند 4000 دورة في الدقيقة          | 250 نيوتن متر (184 رطل قدم) عند 1900 دورة في الدقيقة               | BKC / BLS\BXE                                                      | 2005 -                                                             |
| 2.0 TDI                                                            | 1968 سم مكعب                                                       | 16 فولت دوهك وحدة حاقن                                             | 100 كيلوواط (136 حصانًا ، 134 حصانًا) عند 4000 دورة في الدقيقة       | 320 نيوتن متر (236 رطل قدم) عند 1750-2500 دورة في الدقيقة          | AZV                                                                | 2005 - 2007                                                        |
| 2.0 TDI                                                            | 1968 سم مكعب                                                       | 16 فولت دوهك وحدة حاقن                                             | 103 كيلوواط (140 حصانًا ، 138 حصانًا) عند 4000 دورة في الدقيقة       | 320 نيوتن متر (236 رطل قدم) عند 1750-2500 دورة في الدقيقة          | BKD                                                                | 2005 -                                                             |
| 2.0 TDI DPF                                                        | 1968 سم مكعب                                                       | 8 فولت سوهك وحدة حاقن                                              | 103 كيلوواط (140 حصانًا ، 138 حصانًا) عند 4000 دورة في الدقيقة       | 320 نيوتن متر (236 رطل قدم) عند 1750-2500 دورة في الدقيقة          | BMM                                                                | 2006 -                                                             |
| 2.0 TDI DPF                                                        | 1968 سم مكعب                                                       | 16 فولت دوهك السكك الحديدية المشتركة                               | 103 كيلوواط (140 حصانًا ، 138 حصانًا) عند 4200 دورة في الدقيقة       | 320 نيوتن متر (236 رطل قدم) عند 1750-2500 دورة في الدقيقة          | CBDB                                                               | المخطط لعام 2010                                                   |
| 2.0 TDI DPFف.ر                                                     | 1968 سم مكعب                                                       | 16 فولت دوهك وحدة حاقن                                             | 125 كيلوواط (170 حصانًا ، 168 حصانًا) عند 4200 دورة في الدقيقة       | 350 نيوتن متر (258 رطل قدم) عند 1750-2500 دورة في الدقيقة          | BMN                                                                | 2006 - 2009                                                        |
| 2.0 TDI DPFف.ر                                                     | 1968 سم مكعب                                                       | 16 فولت دوهك السكك الحديدية المشتركة                               | 125 كيلوواط (170 حصانًا ، 168 حصانًا) عند 4200 دورة في الدقيقة       | 350 نيوتن متر (258 رطل قدم) عند 1750-2500 دورة في الدقيقة          | سيجا                                                               | 2009 -                                                             |

يتوفر أيضا طراز سيارة مرن للوقود تحت اسم «ملتي فل»، والذي يتميز بمحرك 1.6 MPI E85102 حصان.

#### انظر أيضًا

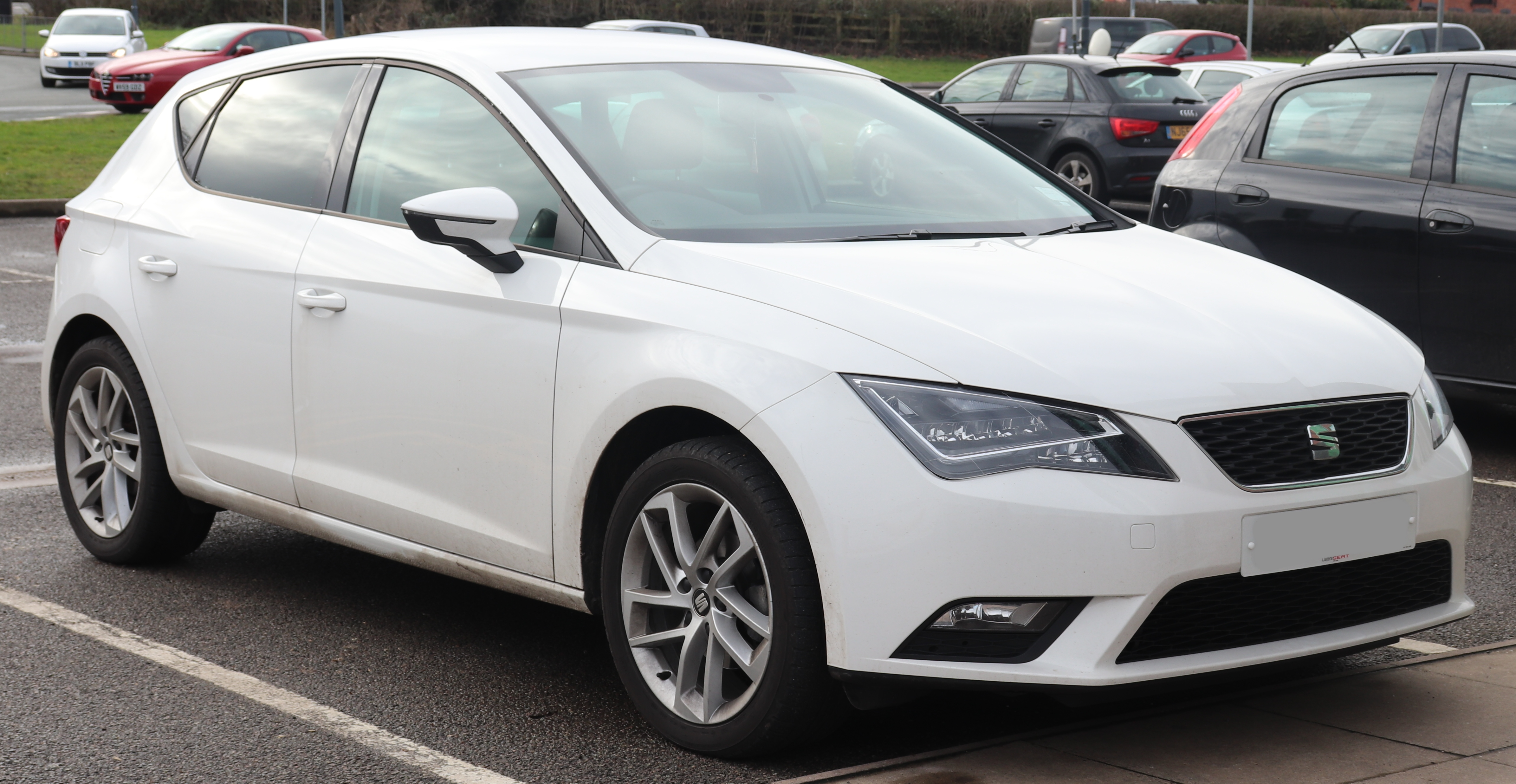

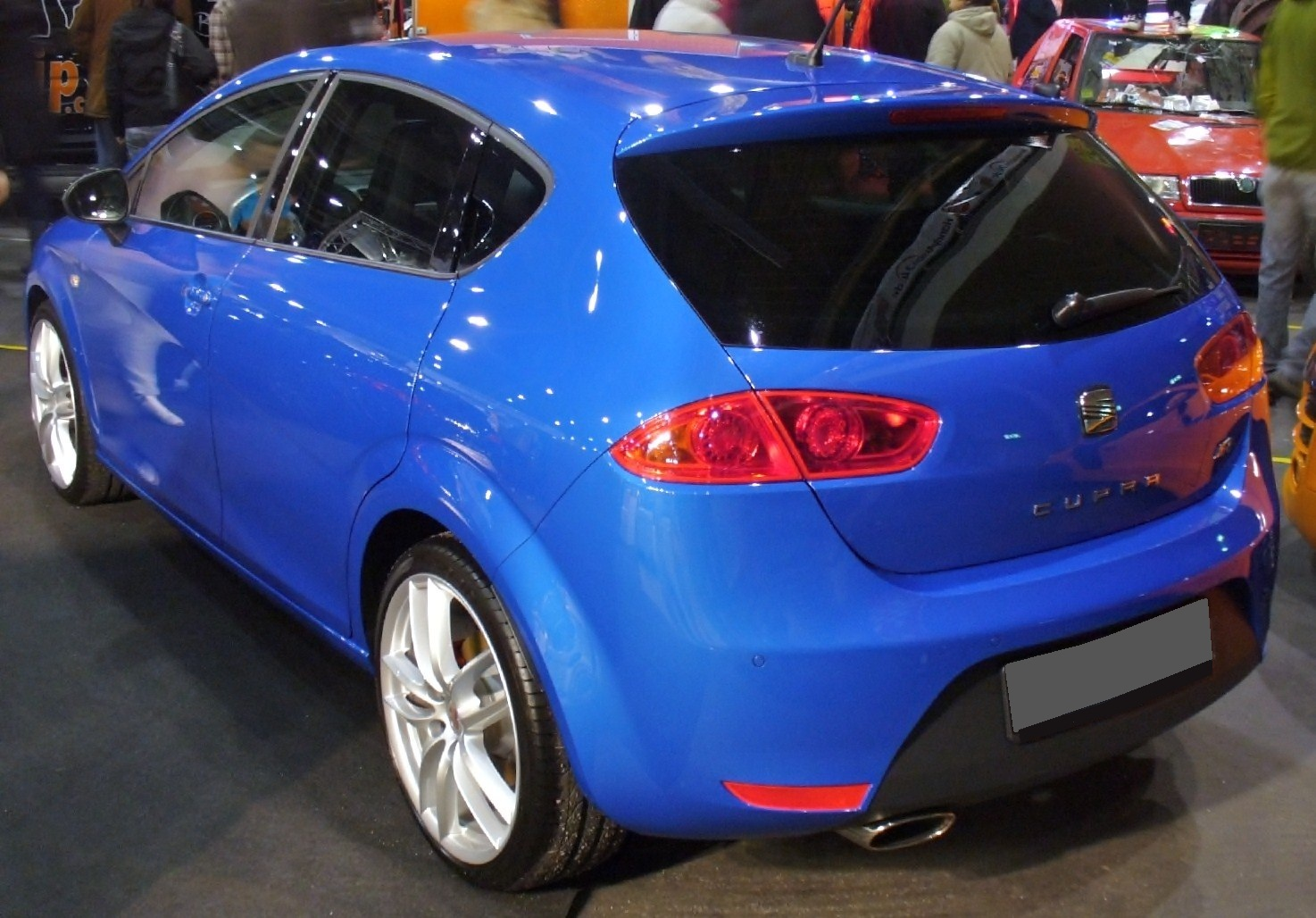
سيات ليون أم كي 2 كوبرا بعد تجميل
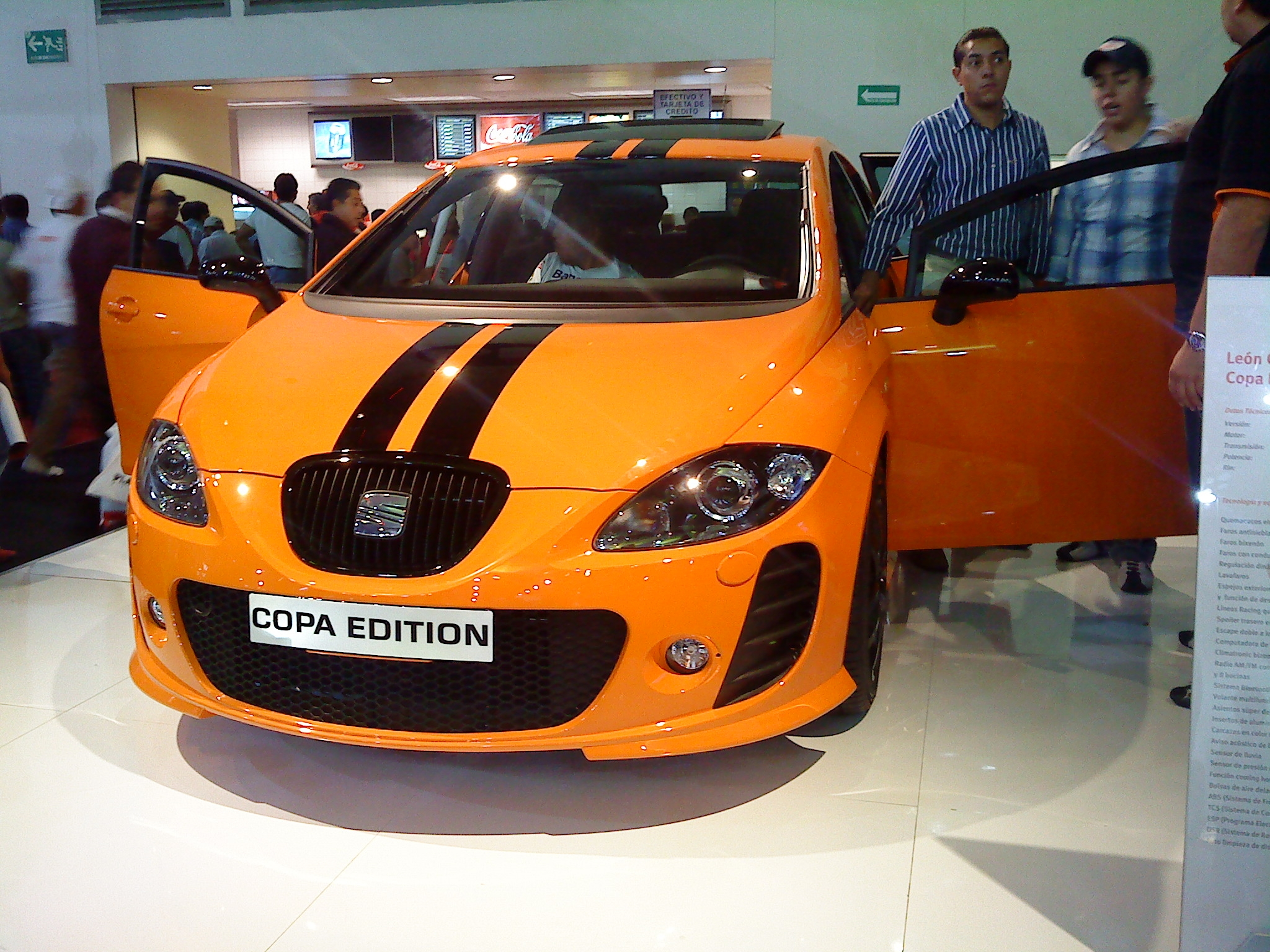
البرتقالي المكسيكي سيات ليون نسخة كوبا
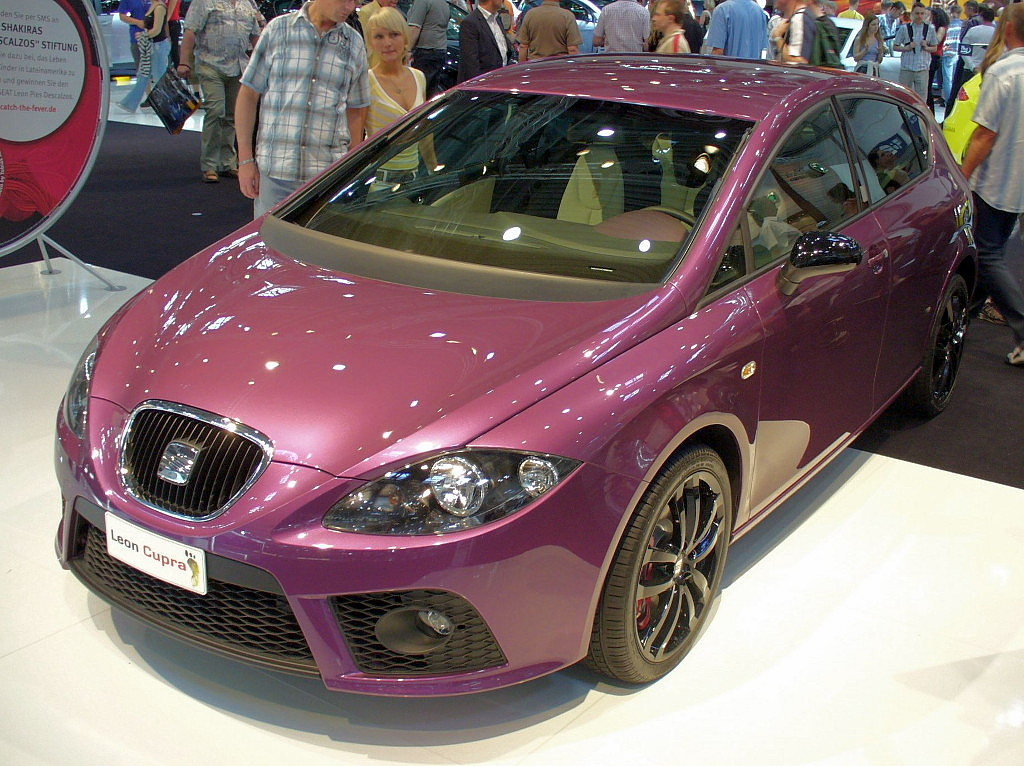
سيات ليون كوبرا
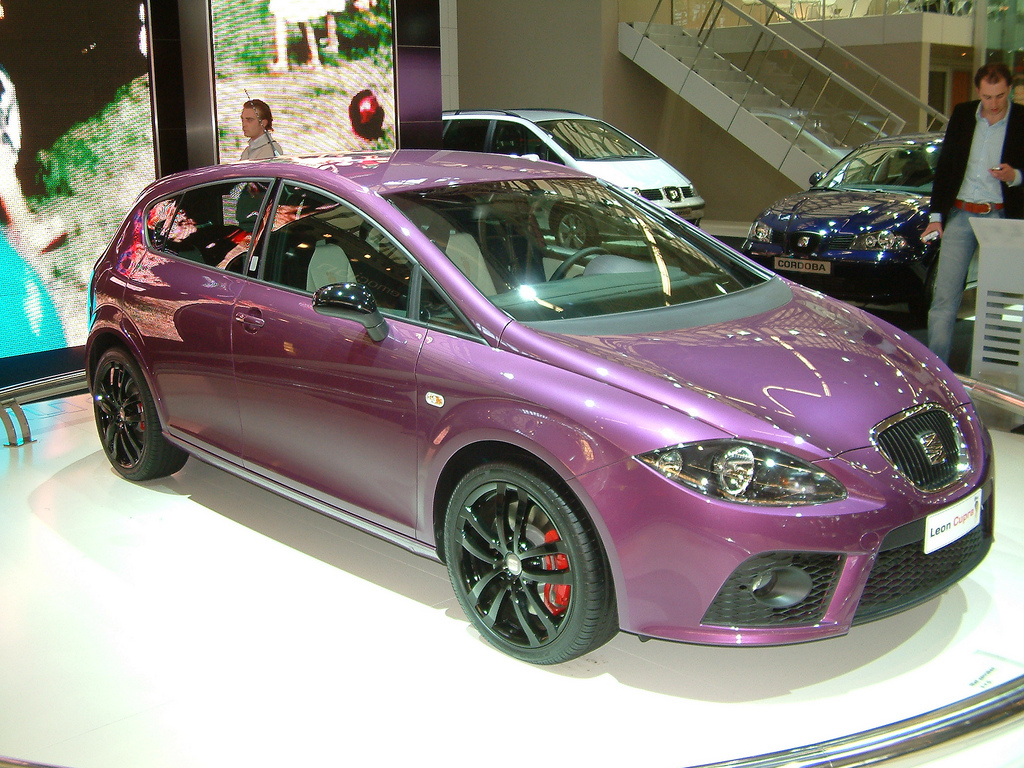
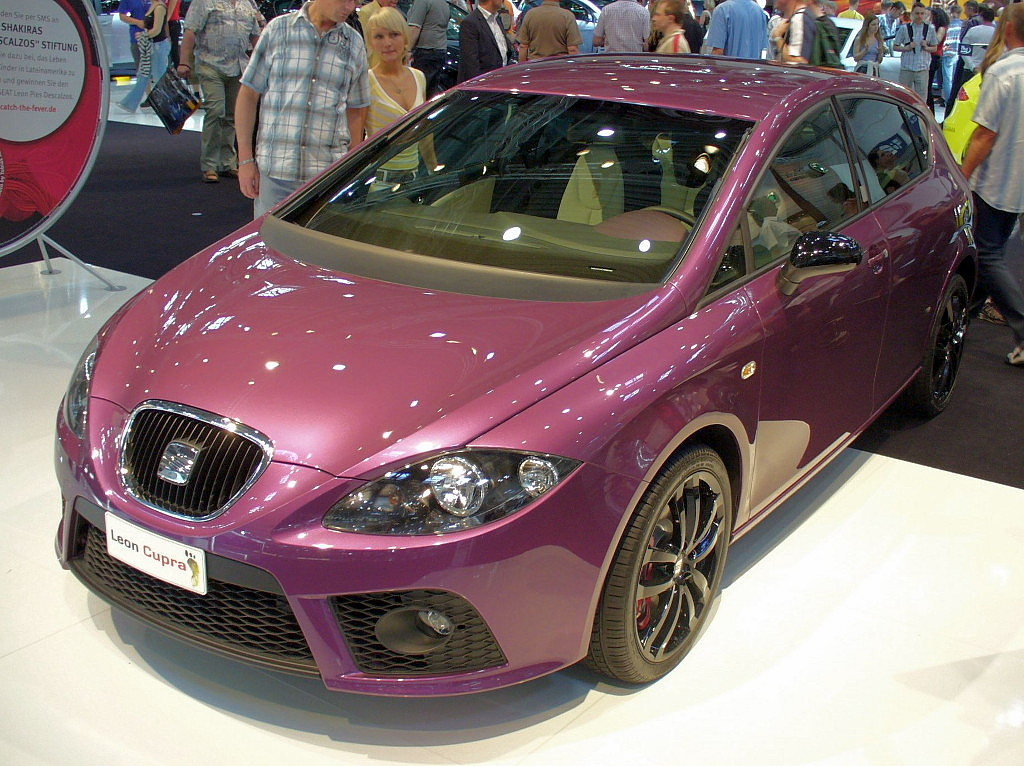
سيات ليون كوبرا الفطائر

## الجيل الثالث

### (النوع إف5؛ 2012)
يعتمد الجيل الثالث من ليون على أحدث منصة م.كيو.بي لمجموعة فولكس فاجن.
مقارنةً بالجيل السابق، فإن ليون م.كي3 أقصر بمقدار 5 سم (2 بوصة) وأخف وزناً حتى 90 كجم (198 رطلاً) ومع ذلك، نظراً لتمديد قاعدة عجلاتها بمقدار 5.8 سم (2.3 بوصة)، فهي تحتوي على مقصورة أكثر اتساعاً مع مساحة أكبر للكتف للركاب الأمامي والخلفي، ومساحة أكبر للأرجل في الخلف و380 لتراً (13 قدماً مكعباً) من مساحة الصندوق الخلفي. تم إصدار المعلومات والصور الرسمية الأولى للسيارة في 16 يوليو 2012، بينما ظهرت لأول مرة بعد بضعة أشهر فقط، في معرض باريس للسيارات 2012، في سبتمبر. هذا يجعل ليون السيارة الثانية التي تعتمد على منصة م.كيو.بي.
تتميز بمعدات أمان جديدة، مثل الوسادة الهوائية لركبة السائق، وعدد من أنظمة السلامة الجديدة، بما في ذلك (غالباٌ ما تكون قياسية) نظام فرملة متعدد الاصطدامات لفرملة السيارة تلقائياً بعد وقوع حادث لتجنب الاصطدام الثاني، مساعد حفظ، وكشف إرهاق السائق. يشتمل نظام الكبح على مساعد بدء صعود المنحدرات.
في الداخل، توجد وحدة تحكم مركزية موجهة للسائق تستضيف شاشة معلومات وترفيهية تعمل باللمس مقاس 5.8 بوصة مع بعض الطرز التي تتميز بمستشعر القرب، المستخدم أيضاً في فولكس فاجن غولف، بالإضافة إلى الإضاءة المحيطة.
تتوفر ميزة جديدة لأول مرة في فئتها وهي المصابيح الأمامية الاختيارية بتقنية إل إي دي الكاملة جنباً إلى جنب مع مساعد الضوء الكامل. توفر المصابيح الأمامية بتقنية إل إي دي الكاملة العديد من المزايا مقارنة بمصابيح الهالوجين القياسية مثل الإضاءة المحسنة ودرجة حرارة لون قريبة من ضوء النهار واستهلاك أقل للطاقة وعمر خدمة طويلة. يمكن أن تشتمل مصابيح الضباب الأمامية على ميزة الانعطاف.
تحتوي المواصفات الأعلى أيضاً على نظام «ملف تعريف سيات» الجديد الذي يسمح للسائق بالاختيار من بين أربعة إعدادات مختلفة للقيادة: اقتصادي، عادي، رياضي، وإعداد فردي. يتحكم هذا النظام في سلوك المحرك والتوجيه وعلبة التروس من د.أس.جي. بالإضافة إلى ذلك، ستعمل طرازي 1.8 لتر تي سي آي 180حصان و2.0 لتر تي دي آي 184 حصان المجهزة بالمحرك على تغيير صوت المحرك عن طريق مشغل الصوت، بالإضافة إلى الإضاءة الداخلية المحيطة بين الأبيض (عادي، بيئي وفرد) والأحمر (رياضي).
أعلنت سيات في أوائل عام 2012 أن المجموعة ستتضمن لأول مرة نماذج بثلاثة أبواب وعقارات بالإضافة إلى خمسة أبواب.
في سبتمبر 2013، كشفت سيات النقاب رسمياً عن ليون إس تي (طراز العقارات) في معرض فرانكفورت للسيارات. يوسع ليون أس.تي سعة حمولة ليون القصوى إلى 1470 لتراً وهو متوفر في أوروبا بثلاثة إصدارات مختلفة و11 خياراً مختلفاً للمحركات. في 23 يونيو 2014، كشفت سيات عن نسخة للطرق الوعرة من ليون أس.تي تسمى إكس-بيرينس.
في يناير 2017، تلقت ليونLéon عملية تجميل دقيقة تضمنت مصداً أمامياً معاد تشكيله مع شبكة تم تمديدها بمقدار 40 ملم وتتميز بمصابيح أمامية إل إي دي معاد تصميمها. تضمنت خيارات المحرك الجديدة المتاحة محرك بنزين توربو ثلاثي الأسطوانات سعة 1.0 لتر بقوة 115 حصاناً وسعة 1.0 لتر وديزل سعة 1.6 لتر بقوة 115 حصاناً. تضمنت التغييرات الداخلية فرامل انتظار كهربائية مع نظام التحكم في هيل هول كونترول (الإختصارHHC) بشكل قياسي، ونظام معلومات ترفيهي أكبر بشاشة تعمل باللمس مقاس 8 بوصات مع أبل كار بلاي وأندرويد أوتو وميرور لينك. تضمنت أنظمة السلامة الجديدة نظام التعرف على إشارات المرور ونظام حماية المشاة وأنظمة التحذير من النقاط العمياء. كما يتوفر نظام مساعدة الازدحام المروري - والذي يسمح لـليونLéon بالتسارع والفرامل تلقائياً في الاختناقات المرورية التي تصل إلى 37 ميلاً في الساعة.
«كيسي»- كان نظام القفل وبدء التشغيل التلقائي بدون مفتاح في سيات ترقية أخرى متاحة.  كما تم تقديم مستوى تقليم إكسليلنس رائد جديد.
سيات ليون كوبرا 265، تم إنتاجه من 2014 إلى 2016، مزود بشاحن توربيني 265 حصان 2 لتر 16 فولت 4 اسطوانات بمحرك بنزين، قادر على 0-62 ميل في الساعة في 6.2 ثانية وبسرعة قصوى تبلغ 155 ميل في الساعة.  متوفر بعلبة تروس يدوية 6 سرعات أو علبة تروس أوتوماتيكية دي أس جي بست سرعات.
سيات ليون كوبرا 280، تم تصنيعها بين عامي 2014 و2015، مدعومة بمحرك بنزين توربو 276 حصان 2 لتر 16 فولت 4 اسطوانات، قادر على 0-62 ميل في الساعة في 5.8 ثانية ويقتصر على 155 ميل في الساعة.  
متوفر مع علبة تروس يدوية بـ 6 سرعات أو علبة تروس أوتوماتيكية دي أس جي بـ 6 سرعات. تم تجهيز 280 بعجلات معدنية مقاس 19 بوصة ومكابح بريمبو كمعيار.
تم إطلاق حزمة أداء سوب 8 في أغسطس 2014 من أجل كوبرا 280، وهي تتميز بحواف جانبية وعجلات معدنية خفيفة الوزن مقاس 19 بوصة وأقراص مكابح مهواة أكبر 30 مم مع ملاقط بريمبو.
يمكن طلب إطارات كأس ميشلان بايلوت سبورت 2 بتكلفة إضافية. يشتمل أيضاً على ترس تفاضلي محدود الانزلاق فاكيو يتم التحكم فيه إلكترونياً والذي يساعد على الجر. بقيت القوة دون تغيير عند 276 حصاناً وزمن 0-60 ميل في الساعة من 5.7 ثانية.
كانت حزم بلاك لاين ووايت لاين وأورانج لاين متوفرة بتكلفة إضافية وتضمنت عجلات معدنية مقاس 19 بوصة مرمزة بالألوان وحروف الباب الخلفي وإطار الشبكة ومرايا الأبواب.
تم إطلاق حزمة ألتميت سوب 8 في فبراير 2015 لـكوبرا 280، والتي تضمنت العديد من تدابير توفير الوزن بما في ذلك: إزالة مسند الذراع المركزي ليون، واستبدال نظام التحكم في المناخ القياسي بسخان أصغر، مما يقلل عدد مكبرات الصوت من ثمانية إلى أربعة، إزالة مسند ذراع الكونسول المركزي ووحدات التخزين الأمامية وفتحات التهوية الخلفية. يمكن شراء عجلات معدنية خفيفة الوزن سوداء أو برتقالية مع أقراص مكابح أكبر 30 ملم مزودة بملاقط بريمبو وإطارات ميشلان بايلوت سبورت كب 2 بتكلفة إضافية.
تم تصنيع سيات ليون كوبرا 290 بين عامي 2015 و2016، كبديل لكوبرا 280 - الذي يعمل بنفس محرك 2 لتر من كوبرا 280، ولكن مع 10 حصان إضافي. يمكن لـكوبرا 290 تسريع 0-62 ميل في الساعة في 5.8 ثانية وبسرعة قصوى تبلغ 155 ميل في الساعة. متوفر مع علبة تروس يدوية بـ 6 سرعات أو علبة تروس أوتوماتيكية دي أس جي بـ 6 سرعات. جاء 290 في ثلاثة أنماط للجسم - ثلاثة أبواب هاتشباك (ليون SC)، خمسة أبواب هاتشباك (ليون) وخمسة أبواب (ليون إس تي) - وفي إصدار أسود بمواصفات أعلى؛ والتي تضمنت مقاعد رياضية، عجلات خاصة مقاس 19 بوصة متعددة الأضلاع، وتفاصيل سوداء.
سيات ليون كوبرا 300، تم تصنيعه بين 2017-2018 ليحل محل كوبرا 290، وهو يستخدم نفس محرك الشاحن التوربيني سعة 2 لتر من ليون كوبرا 290 ولكنه تم تعزيزه إلى 296 حصاناً وقادراً على التسارع من 0 إلى 62 ميل في الساعة في 5.8 ثانية. متوفر مع علبة تروس يدوية بـ 6 سرعات أو علبة تروس أوتوماتيكية دي أس جي بـ 6 سرعات. تم تجهيز نسخة أس تي ستيت بصندوق تروس دي جي أس ونظام الدفع الرباعي بشكل قياسي.
استجابة لأنظمة اختبار WLTP الجديدة، أعلنت سيات في عام 2018 أنه سيتم استبدال ليون كوبرا 300 بـليون كوبرا 290 جديد. تضمنت التغييرات على النموذج المعدل إضافة مرشح جسيمات البنزين، وكما يوحي الاسم، أعطى هاتشباك دفع مزدوج خرج قدرة 290 حصان.
تحافظ أس تي ستيت على خرج القدرة 300 حصان، ولكنها كانت مزودة أيضاً بنظام جي بي أف.
تم تصنيع 799 سيات فقط ليون كوبرا آر إس، وتم بيع 24 طرازاً فقط من الطراز الأيمن في المملكة المتحدة استناداً إلى معيار كوبرا 300 ولكن مع محرك توربيني بقوة 306 حصاناً بسعة 2 لتر؛ مع وقت من 0-62 ميل في الساعة يبلغ 5.8 ثانية وسرعة قصوى تبلغ 155 ميلاً في الساعة. كانت  كوبرا آر أس متوفرة فقط مع علبة تروس يدوية من ست سرعات في المملكة المتحدة. وتشمل التغييرات الخارجية عجلات معدنية حصرية مقاس 19 بوصة، ومصدات معاد تشكيلها مع مداخل أمامية أكبر، وتنانير جانبية متوهجة، وموزع أمامي من ألياف الكربون، وحواف جانبية، ومشتت خلفي، وجناح مثبت على السقف. جاء كوبرا آر أس مزوداً بحزمة ملائمة (ماسحات مستشعرة للمطر، ومصابيح أمامية أوتوماتيكية، ومرآة خلفية للتعتيم التلقائي) وحزمة أمان (التعرف على التعب)، وحزمة الشتاء (مقاعد مُدفأة، ومرايا مُدفأة، وغسالات المصابيح الأمامية) بشكل قياسي.
في أغسطس 2018، أوقفت سيات سيارة ليون أس سي بسبب انخفاض الطلب على سيارات هاتشباك بثلاثة أبواب.

### الأمان
في عام 2012، تم اختبار سيات ليون م.كي لأداء السلامة الخاص بها في إطار خطة تقييم برنامج تقييم السيارات الأوروبية الجديدة وحصلت على تصنيف شامل من فئة 5 نجوم:
| امتحان          | نتيجة       | نقاط     |
| --------------- | ----------- | -------- |
| شاملة:          | 5 من 5 نجوم | غير متاح |
| راكب بالغ :     | 94٪         | 30       |
| راكب طفل :      | 92٪         | 40       |
| المشاة :        | 70٪         | 25       |
| مساعدة السلامة: | 71٪         | 5        |

### الجوائز
جائزة برنامج تقييم السيارات الأوروبية الجديدة المتقدمة لنظام الفرامل متعددة الاصطدام من سيات
جائزة برنامج تقييم السيارات الأوروبية الجديدة المتقدمة لنظام المساعدة في مجموعة سيات

### طبعات خاصة

#### ليون كونيكت
سيات ليون كونيكت هو نموذج إصدار خاص تم إصداره في عام 2015. وهو مزود بتقنية تكنولوجيا سيات فل لينك وهاتف ذكي سامسونغ جالكسي إي3. تسمح هذه التقنية لهاتف المستخدم بالاتصال بنظام المعلومات والترفيه في السيارة وتمنح المستخدم الوصول إلى جميع ميزات تطبيق سيات كونكت أب. تتمتع سيات ليون كونيكت بمجموعة من ألوان الهيكل الخارجي تسمح للمرايا والعجلات بالتخصيص. التفاصيل الداخلية، بما في ذلك الخياطة باللون الأزرق.

#### نسخ محدودة
تم طرح سيات ليون كوبرا أس تي 300 إصدار كربوني للبيع في عام 2018 مع تخصيص 50 نسخة فقط للبيع في المملكة المتحدة. استناداً إلى ليون أس تي كوبرا 300، تم تجهيز الإصدار الكربوني بمحرك بنزين رباعي الأسطوانات سعة 2.0 لتر بقوة 296 حصاناً بسعة 2.0 ليتر مقترن بعلبة تروس دي أس جي بست سرعات ونظام هالديكس للدفع الرباعي. قادر على التسارع من 0 إلى 62 ميلاً في الساعة في 4.9 ثانية وبسرعة قصوى تصل إلى 155 ميلاً في الساعة. يتوفر فقط في طلاء مونسون جراي (سكني)، في حين أن اللمسات الخارجية الجديدة الأخرى تشمل ناشرات الكربون الأمامية والخلفية، وشفرات جانبية من الألياف، وعجلات كوبرا آر مقاس 19 بوصة باللونين الأسود والفضي اللامع.

تم إنتاج سيات ليون كوبرا آر أبت 4 درايف أس تي في عام 2019 وزادت قوة محركها 2 لتر من 296 حصاناً إلى 345 حصاناً ومن 0 إلى 62 ميلًا في الساعة في 4.5 ثانية، السرعة القصوى تقتصر على 155 ميلا في الساعة.  تتضمن ترقية أبت مجموعة هيكل نحاسي وعجلات معدنية مقاس 19 بوصة ومكابح بريمبو وعوادم رباعية؛ تم الانتهاء من الفاصل الأمامي والناشر الخلفي والتنانير الجانبية والجناح المثبت على السقف من ألياف الكربون. تم تجهيز علبة التروس الأوتوماتيكية ذات القابض المزدوج بسبع سرعات والدفع الرباعي بشكل قياسي.  لتحسين سرعة الانعطاف وأداء المناورة، تمت إضافة قوائم جديدة تعمل على تعديل الحدبة السالبة إلى درجتين، في الأمام والخلف. تم تخصيص 150 قطعة فقط للبيع في المملكة المتحدة.

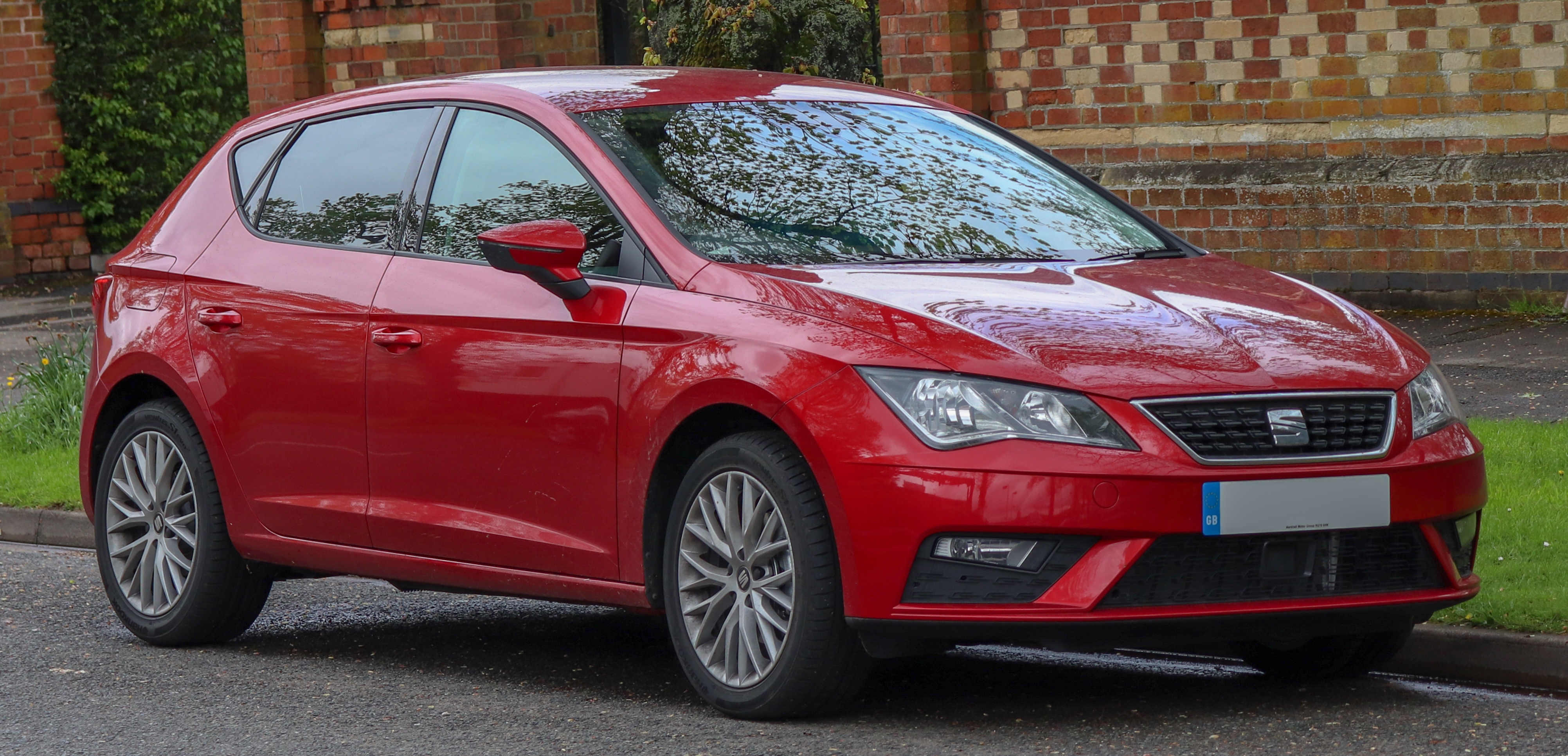
سيات ليون (شد الواجهة)
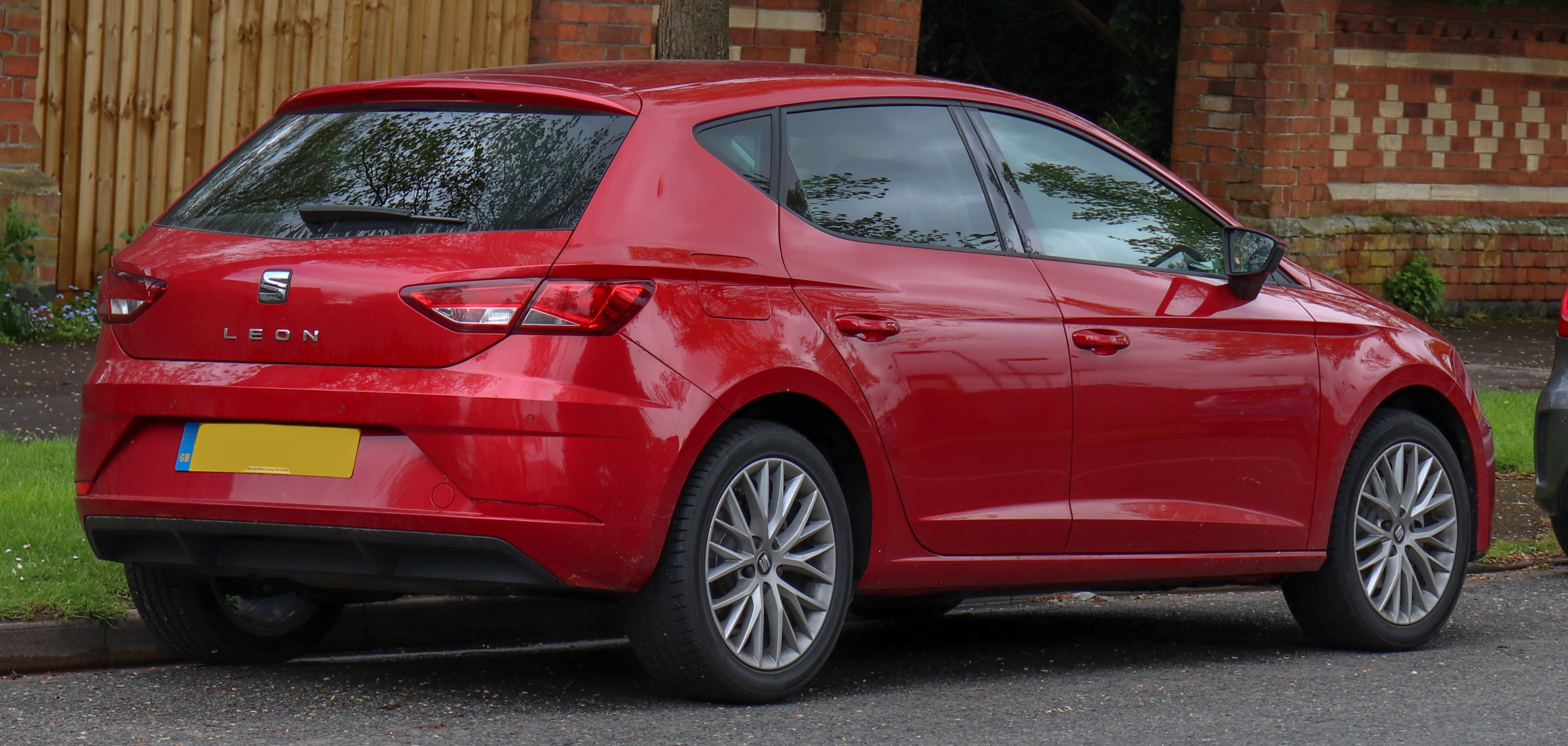
سيات ليون (شد الواجهة)
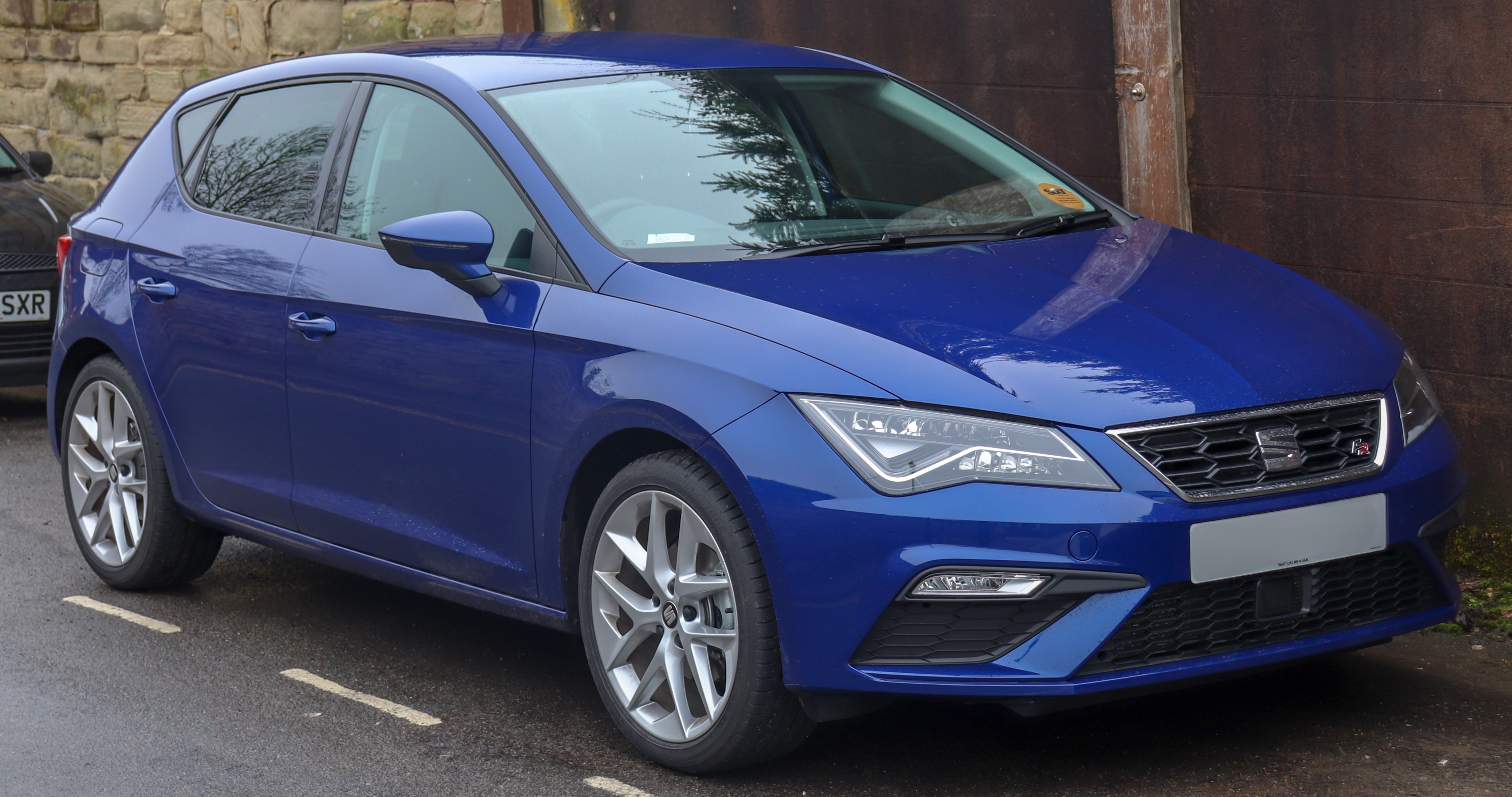
سيات ليون أف ار (بعد شد الواجهة)
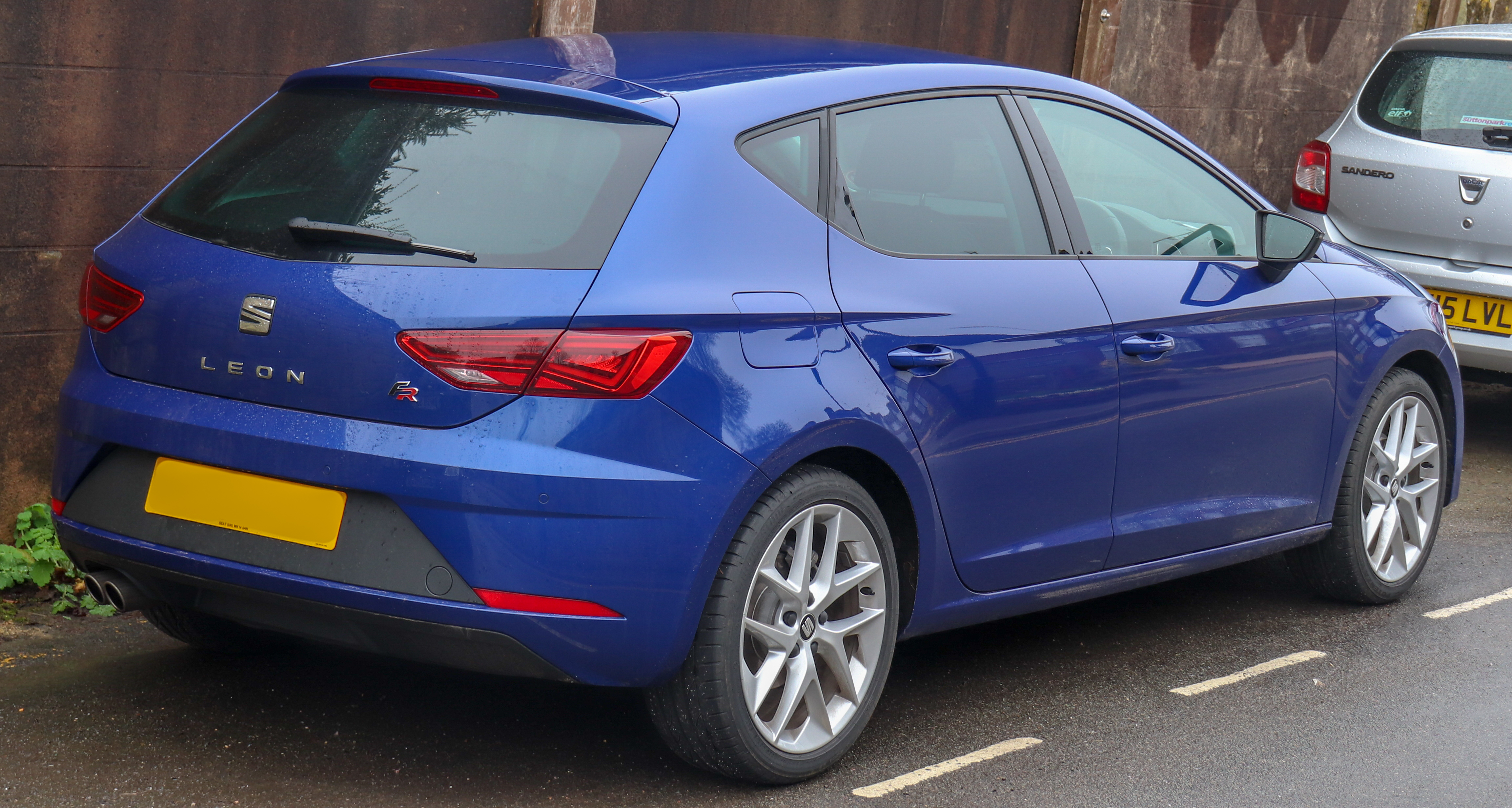
سيات ليون أف ار (بعد شد الواجهة)
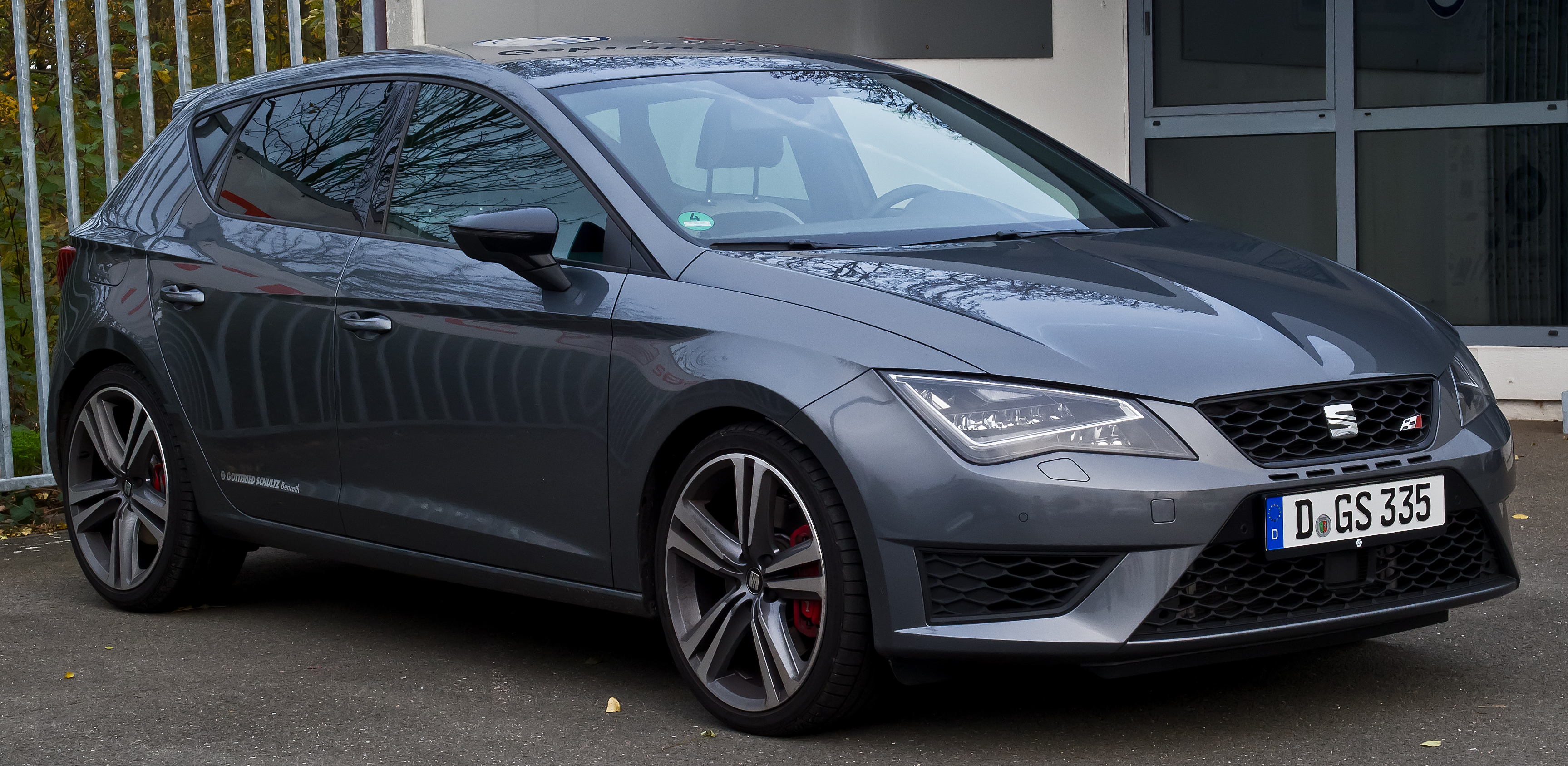
سيات ليون كوبرا 280 (ألمانيا)
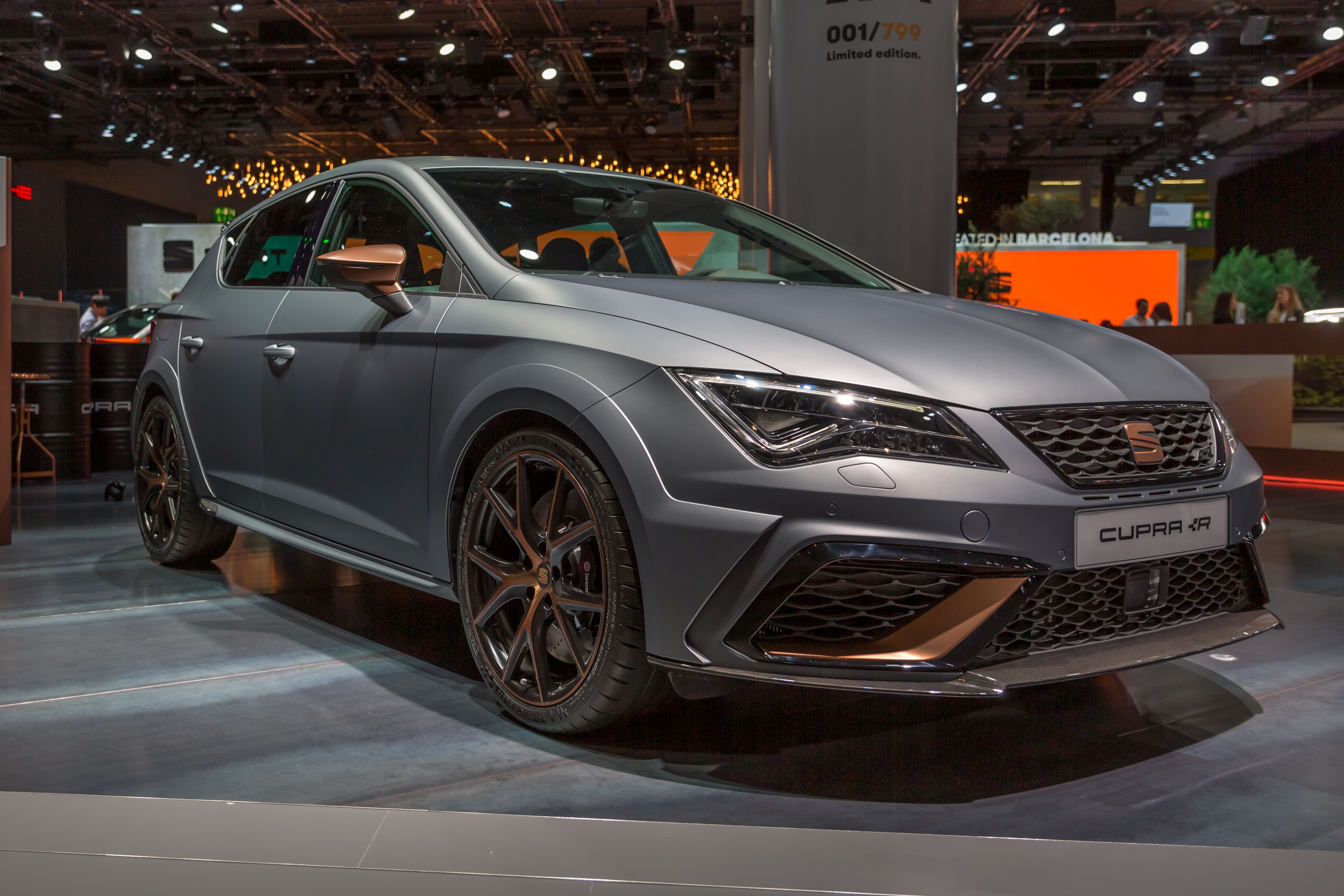
سيات ليون كوبرا آر (شد الواجهة)
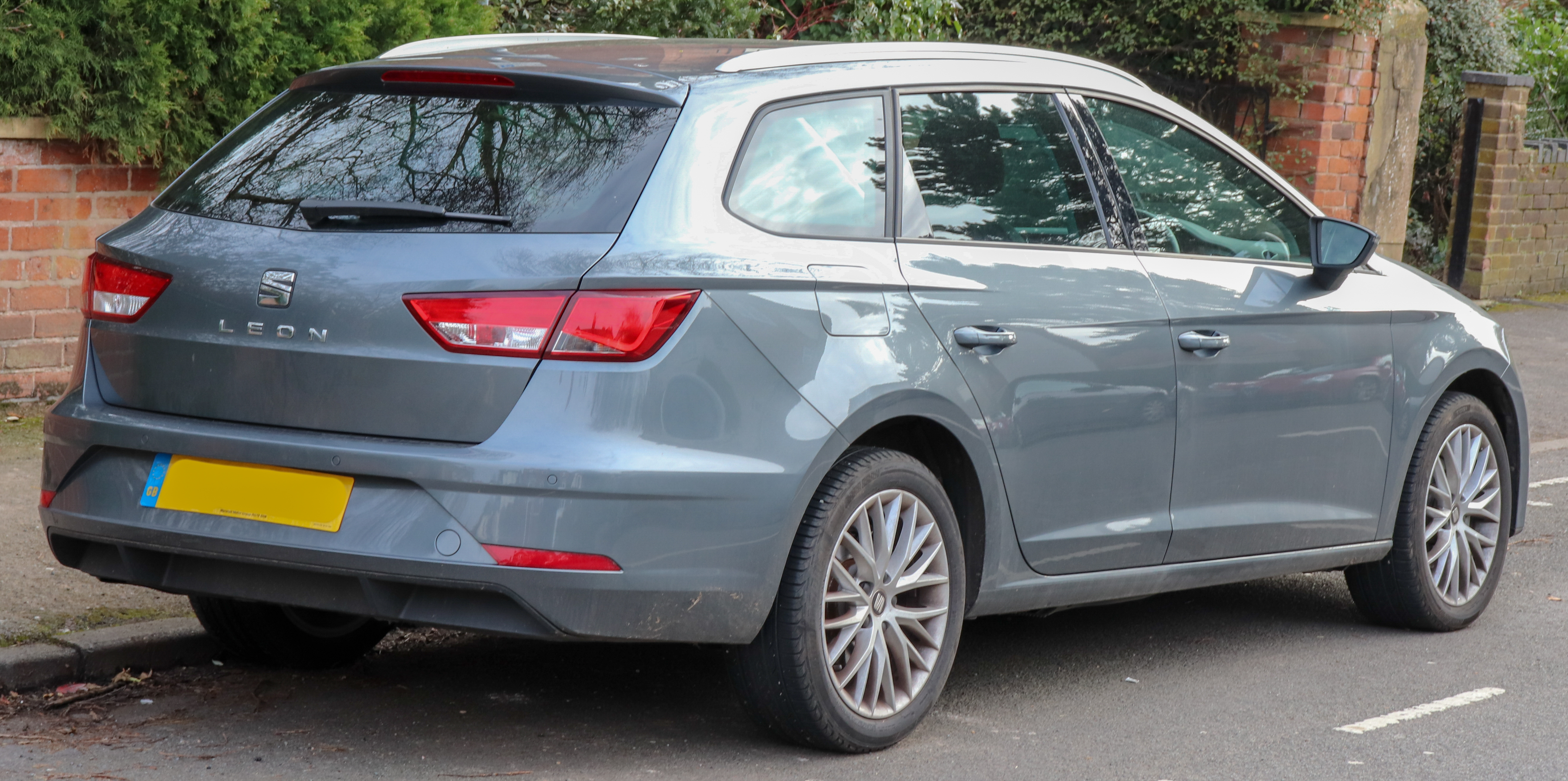
شد الوجه سيات ليون أس تي 2017
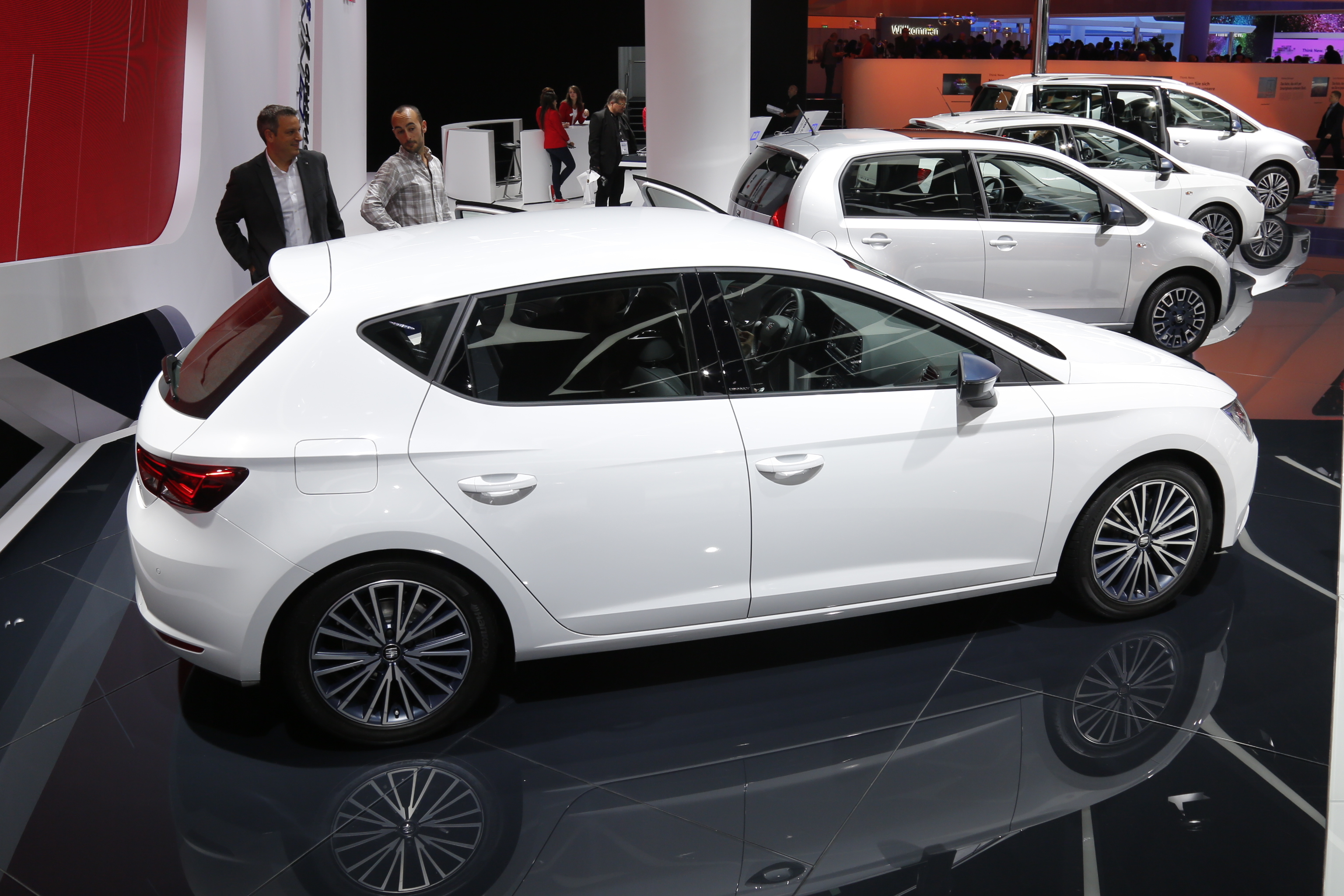
نسخة بيضاء من سيات ليون كونيكت في معرض فرانكفورت للسيارات

### مواصفات المحرك
يتوفر طراز 5 أف سيات ليون بمحركات الاحتراق الداخلي التالية التي تتميز جميعها بالحقن المباشر والشحن التوربيني، ومثل الأجيال السابقة يتم مشاركتها مع شركات أخرى تابعة لمجموعة فولكس فاجن:
| محركات البنزين | محركات البنزين   | محركات البنزين | محركات البنزين                      | محركات البنزين              | محركات البنزين |
| نموذج          | الإزاحة          | مسلسل          | قوة                                 | عزم الدوران                 | سنين           |
| -------------- | ---------------- | -------------- | ----------------------------------- | --------------------------- | -------------- |
| 1.2 TSI        | 1,197 سم مكعب I4 |                | 63 كيلوواط (86 حصان ، 84 حصان)      | 160 نيوتن متر (118 رطل قدم) | 2012–          |
| 1.2 TSI        | 1,197 سم مكعب I4 |                | 77 كيلوواط (105 حصان ، 103 حصان)    | 175 نيوتن متر (129 رطل قدم) | 2012-2014      |
| 1.2 TSI        | 1,197 سم مكعب I4 |                | 81 كيلو واط (110 حصان ، 109 حصان)   | 175 نيوتن متر (129 رطل قدم) | 2014–          |
| 1.4 TSI        | 1,395 سم مكعب I4 |                | 92 كيلو واط (125 حصانًا ، 123 حصانًا) | 200 نيوتن متر (148 رطل قدم) | 2012–          |
| 1.4 TSI        | 1,395 سم مكعب I4 |                | 103 كيلوواط (140 حصانًا ، 138 حصانًا) | 250 نيوتن متر (184 رطل قدم) | 2012-2014      |
| 1.4 TSI        | 1,395 سم مكعب I4 |                | 110 كيلوواط (150 حصانًا ، 148 حصانًا) | 250 نيوتن متر (184 رطل قدم) | 2014-2018      |
| 1.5 ايكو TSI   | 1498 سم مكعب I4  |                | 110 كيلوواط (150 حصانًا ، 148 حصانًا) | 250 نيوتن متر (184 رطل قدم) | 2018–          |
| 1.8 تسي        | 1798 سم مكعب I4  |                | 132 كيلوواط (179 حصانًا ، 177 حصانًا) | 250 نيوتن متر (184 رطل قدم) | 2013–          |
| 2.0 ايكو TSI   | 1,984 سم مكعب I4 | CVKB           | 140 كيلوواط (190 حصان ، 188 حصان)   | 320 نيوتن متر (236 رطل قدم) | 2017-2019      |
| 2.0 TSI كوبرا  | 1,984 سم مكعب I4 |                | 195 كيلوواط (265 حصان ، 261 حصان)   | 350 نيوتن متر (258 رطل قدم) | 2014-2015      |
| 2.0 TSI كوبرا  | 1,984 سم مكعب I4 | CJXA           | 206 كيلوواط (280 حصان ، 276 حصان)   | 350 نيوتن متر (258 رطل قدم) | 2014-2015      |
| 2.0 TSI كوبرا  | 1,984 سم مكعب I4 | CJXH           | 213 كيلوواط (290 حصانًا ، 286 حصانًا) | 350 نيوتن متر (258 رطل قدم) | 2015-2017      |
| 2.0 TSI كوبرا  | 1,984 سم مكعب I4 | CJXC           | 221 كيلوواط (300 حصان ، 296 حصان)   | 380 نيوتن متر (280 رطل قدم) | 2017–          |
| محركات الديزل  |                  |                |                                     |                             |                |
| 1.6 تي دي آي   | 1,598 سم مكعب I4 | CLHB           | 66 كيلوواط (90 حصاناً ، 89 حصاناً)    | 230 نيوتن متر (170 رطل قدم) | 2012–          |
| 1.6 تي دي آي   | 1,598 سم مكعب I4 | CLHA           | 77 كيلوواط (105 حصان ، 103 حصان)    | 250 نيوتن متر (184 رطل قدم) | 2012–          |
| 2.0 TDI        | 1968 سم مكعب I4  | CKFC           | 110 كيلوواط (150 حصانًا ، 148 حصانًا) | 320 نيوتن متر (236 رطل قدم) | 2012–          |
| 2.0 TDI FR     | 1968 سم مكعب I4  | كونا           | 135 كيلوواط (184 حصانًا ، 181 حصانًا) | 380 نيوتن متر (280 رطل قدم) | 2013–          |

| سيات ليون MK4     | سيات ليون MK4 |
| ----------------- | --- |
| سيات ليون MK4     | |
| ملخص              | |
| إنتاج             | 2020 إلى الوقت الحاضر |
| المجسم            | إسبانيا: مارتوريل ، كاتالونيا |
| مصمم              | أليخاندرو ميسونيرو رومانوس |
| الجسم والشاسيه    | |
| منصة              | مجموعة فولكس فاجن MQB Evo |
| متعلق ب           | كوبرا فورمينتورفولكس فاجن جولف Mk8أودي A3 Mk4شكودا اوكتافيا Mk4 |
| مجموعة نقل الحركة | |
| محرك              | - البنزين : - 1.0 لتر EA211 CHYB I3 TSI - 1.5 لتر EA211 Evo TSI I4 - 2.0 لتر I4 TSI - ديزل : - 2.0 لتر I4 TDI ديزل - CNG : - 1.5 لتر EA211 Evo TGI I4 - بنزين هجين خفيف : - 1.0 لتر EA211 CHYB e TSI I3 - 1.5 لتر EA211 Evo eTSI I4 - PHEV : - 1.4 لتر EA211 TSI I4.0 |
| توصيل             | 6 سرعات يدوي7 سرعات أوتوماتيكي |
| أبعاد             | |
| قاعدة العجلات     | 2,686 مم (105.7 بوصة) |
| طول               | 4,368 مم (172.0 بوصة)4642 مم (182.8 بوصة) (ST) |
| عرض               | 1800 مم (70.9 بوصة) |
| ارتفاع            | 1,456 مم (57.3 بوصة)1448 مم (57.0 بوصة) (ST) |
| كبح الوزن         | 1,286 - 1426 كجم (2,835-3,144 رطلاً) |

#### محركات الديزل

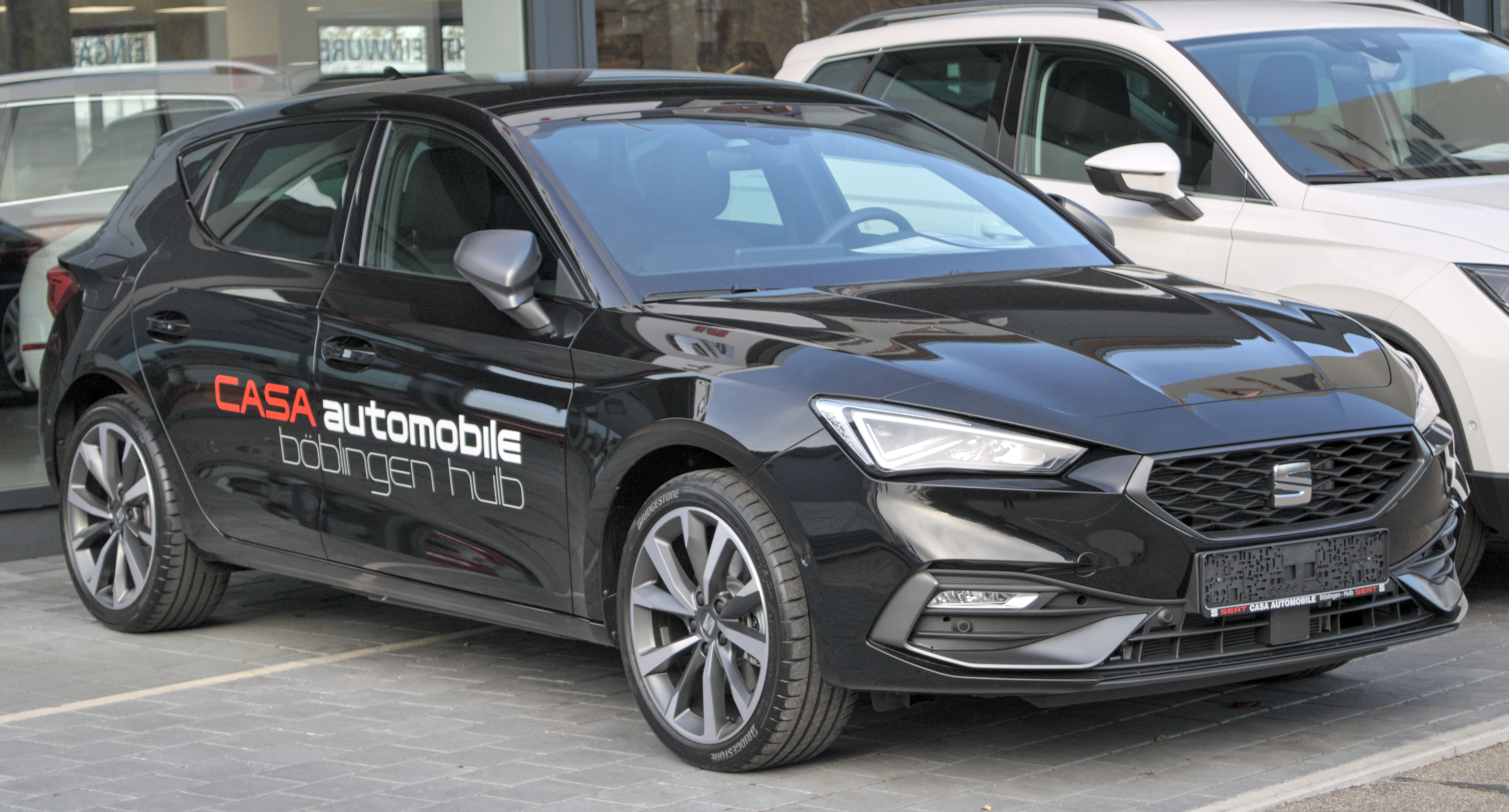

## الجيل الرابع (2020)
تم تقديم الجيل الرابع من ليون في 28 يناير 2020. وهي تشترك في منصة م.كيو.بي مع فولكس فاجن جولف م.كي8 وسكودا أوكتافيا م.كي4 وأودي أي 3 م.كي4. تحتوي على مجموعة رقمية بالكامل، ومجهزة بإضاءة إل إي دي كاملة وستحتوي على مجموعة واسعة من محركات البنزين والديزل والمحركات الهجينة والكهربائية.
الجيل الرابع ليون أضيق بمقدار 16 ملم وأطول 90 ملم من الجيل السابق من ليون. ظلت سعة صندوق السيارة ليون بخمسة أبواب البالغة 380 لتراً دون تغيير، وزادت مساحة التخزين بمقدار 30 لتراً لتصل إلى 617 لتراً مقارنة بالجيل السابق.
خيارات المحرك هي محركان يعملان بالبنزين تي أس آي - محرك بثلاث أسطوانات سعة 1 لتر ينتج 108 حصاناً وأربع أسطوانات سعة 1.5 لتراً بقوة 128 حصاناً أو 148 حصاناً. خيار الديزل تي دي آي هو 2 لتر ينتج إما 113 حصاناً أو 148 حصاناً.
يتوفر أيضاً وحدة غاز طبيعي مضغوط سعة 1.5 لتر تنتج 96 كيلو واط / 130 حصاناً من الطاقة، مما يمنح سيات ليون التي تعمل بالغاز الطبيعي المضغوط نطاقاً يبلغ 440 كيلومتراً (273 ميلًا). عندما تنضب خزانات الغاز الطبيعي المضغوط، يتحول المحرك تلقائياً للتشغيل بالبنزين حتى إعادة التزود بالوقود من الغاز الطبيعي المضغوط التالية.
يحتوي المحرك الهجين المعتدل تي أس آي على محرك كهربائي بجهد 48 فولت ومتوفر إما بمحرك بنزين سعة 1 لتر بقوة 109 حصاناً أو 148 حصاناً بسعة 1.5 لتر. يسمح النظام لليون بالانتقال مع إيقاف تشغيل المحرك أثناء بعض سيناريوهات القيادة واستعادة الطاقة تحت الكبح والتي يتم تخزينها بعد ذلك في بطارية ليثيوم أيون 48 فولت.
بلوغ إن هايبرد (الهجين) محرك بنزين تي أس آي سعة 1.4 لتر محرك كهربائي مع بطارية ليثيوم أيون بقوة 13 كيلو وات في الساعة لإنتاج 150 كيلو واط / 204 حصان من الطاقة، والتحول إلى البنزين فقط عندما تحتاج البطارية إلى إعادة الشحن لإنتاج 60 كيلومتراً فقط (38 ميلاً) نطاق، مجموعة. يتم تحديد الشحن في 3.5 ساعات فقط عبر مقبس تيار متردد 3.6 كيلو واط، يستغرق شحنه من مقبس 230 فولت 6 ساعات.
يمكن اختيار المحركات باستخدام ناقل حركة يدوي من ست سرعات، ناقل حركة أوتوماتيكي (ناقل حركة مباشر) بست سرعات أو ناقل حركة أوتوماتيكي مزدوج القابض بسبع سرعات على محركات أصغر حجماً يصل عزم دورانها إلى 250 نيوتن متر / 184 رطل. تؤدي تقنية القابض الجاف لناقل الحركة الأوتوماتيكي ثنائي القابض ذي السبع سرعات إلى توفير الوزن وتقليل استهلاك الوقود والانبعاثات.
تشمل المعدات القياسية: نظام القفل والبدء الأوتوماتيكي «كيسي»، وفرامل الانتظار الإلكترونية، ونظام المعلومات الترفيهي مقاس 8 بوصات، ونقطتي يو أس بي، ومصابيح إل إي دي الأمامية مع شعاع أوتوماتيكي عالي، ومرايا جانبية كهربائية ومدفأة، وتنجيد من القماش، وعجلة قيادة من الجلد، وتروس عصا، وسيات كونكت.

### القطع
تتوفر ليون في سبعة مستويات من القطع، بدءا من: أس إي بعجلات من سبائك الألمنيوم مقاس 16 بوصة، ونظام وسائط بشاشة تعمل باللمس مقاس 8.25 بوصة، ومستشعرات خلفية لوقوف السيارات؛ تضيف أس إي ديناميك عجلات معدنية مقاس 17 بوصة وكابينة قيادة رقمية ونظام وسائط بشاشة تعمل باللمس مقاس 10 بوصات ونظام المساعدة على الركن (بما في ذلك مستشعر وقوف السيارات الأمامي والخلفي)  يضيف أف آر التصميم أف آر، والتعليق الرياضي، والمصابيح الأمامية الأوتوماتيكية، ومساحات استشعار المطر؛ تضيف أف آر الإصدار الأول عجلات معدنية مقاس 18 بوصة، ونظام تثبيت السرعة التنبئي والتكيفي، وكاميرا الرؤية الخلفية وشاحن الهاتف اللاسلكي؛ وتضيف أف آر سبورت مقاعد أمامية مُدفأة، ومساعد المسار ونوافذ خلفية مظللة؛ وتضيف إكسلانس تنجيداً دقيقاً وكيسي المتقدم (دخول وتشغيل بدون مفتاح)؛ وتضيف إكسلانس لوكس عجلات خلائطية الأداء الديناميكي الهوائي مقاس 18 بوصة وتنجيد جلدي وإضاءة داخلية ملفوفة.

### الأمان
تشمل المعدات القياسية: اكتشاف النقطة العمياء، ومساعد الخروج (ينبه السائق إلى أي مركبات تقترب بصرياً وصوتياً؛ ويوقف السيارة إذا لزم الأمر)، ومساعد الاصطدام (في حالة اكتشاف تصادم وشيك، تقوم المستشعرات بإعداد السيارة وركابها عن طريق مقعد الشد المسبق أحزمة وإغلاق النوافذ) مساعد الطوارئ (إذا بدا السائق غير نشط خلف عجلة القيادة، فسيقوم بتنشيط أضواء الخطر، ويبقي السيارة في مسارها ثم يقوم بالضغط على المكابح حتى تتوقف السيارة برفق) والتكيف التنبئي مثبت السرعة.
سبعة وسائد هوائية، بما في ذلك وسادة هوائية أمامية قياسية جديدة تمنع إصابات الرأس المحتملة بين السائق والراكب الأمامي في حالة حدوث تصادم جانبي، أصبحت قياسية الآن.
في عام 2020، تم اختبار سيات ليون م.كي لأداء السلامة الخاص بها في إطار خطة تقييم برنامج تقييم السيارات الأوروبية الجديدة وحصلت على تصنيف شامل من فئة 5 نجوم:
| امتحان          | نتيجة       | نقاط     |
| --------------- | ----------- | -------- |
| شاملة:          | 5 من 5 نجوم | غير متاح |
| راكب بالغ :     | 92٪         | 30       |
| راكب طفل :      | 88٪         | 40       |
| المشاة :        | 71٪         | 25       |
| مساعدة السلامة: | 80٪         | 5        |

### التقنيات
يتميز ليون بقمرة قيادة رقمية على جميع الطرازات باستثناء الطراز الأساسي؛ تقنية فل لينك وميرور لينك وأبل كار بلاي وأندرويد أوتو - متوافقة مع معظم الهواتف الذكية في السوق. يتميز نظام المعلومات والترفيه القياسي بشاشة مقاس 8.25 بوصة، بينما تشتمل الموديلات الأعلى المواصفات على نظام نافي بشاشة أكبر مقاس 10 بوصات يوفر ملاحة ثلاثية الأبعاد وتحكماً صوتياً بالإضافة إلى التعرف على الإيماءات. يسمح صندوق التوصيل الاختياري بشحن الهاتف لاسلكياً. تم تركيب منفذي يو أس بي من النوع سي بشكل قياسي في المقصورة الأمامية، مع وجود منفذين إضافيين في المقصورة الخلفية في الموديلات الأعلى.
ستتصل بطاقة الهاتف التي تتميز بخدمة إتصال الطوارئ كمعيار بخدمات الطوارئ مباشرة في حالة وقوع حادث خطير.

### معدات اختياريه
تشمل الميزات الاختيارية (بعضها قياسي في الموديلات الأعلى) كاميرا الرؤية الخلفية ونظام الصوت بيتس أوديو 9 مكبرات الصوت ونظام المساعدة على الركن والمقاعد الرياضية الجلدية والإضاءة الخارجية إل إي دي مع ضبط تلقائي للمصباح.
يمكن طلب المعدات الاختيارية بشكل فردي أو دمجها في حزم متوفرة أيضاً بتكلفة إضافية.
تتضمن «باقة الشتاء» مقاعد أمامية مدفأة ومياه غسيل وعجلة قيادة.
تتضمن «مجموعة الراحة» مستشعر المطر والتعتيم التلقائي للضوء مع العودة إلى المنزل ومغادرته والتحكم المتقطع في مساحة الزجاج الأمامي ومرآة الرؤية الخلفية الداخلية المنفصلة.
تتضمن «الحزمة الآمنة» تحذيراً من الاصطدام الأمامي مع رد فعل الكبح للمركبات وراكبي الدراجات والمشاة. تشتمل على كاميرا متعددة الوظائف، ومحدد السرعة، ونظام حفظ المسار، ونظام تنبيه السائق.

### كوبرا ليون
يتوفر كوبرا ليون بمحركات بنزين توربو سعة 2.0 لتر بقوة 242 حصاناً أو 296 حصاناً. للحصول على مركز ثقل أقل، تقع كوبرا ليون على عمق 25 ملم في الأمام و20 ملم في الخلف مقارنة مع سيات ليون العادية.
قمة المجموعة هي كوبرا أس تي 4 درايف بسعة 306 حصاناً فقط، مع نظام دفع رباعي وصندوق د.أس.جي. تم تصنيف أرقام الأداء الخاصة بـكوبرا أس تي 4درايف من 4.8 ثانية إلى 62 ميلاً في الساعة، بينما تقتصر السرعة القصوى على 155 ميلاً في الساعة.
تشتمل مجموعة نقل الحركة في كوبرا ليون الهجين على محرك بنزين رباعي الأسطوانات بقوة 242 حصاناً وسعة 1.4 لتر، ومحرك كهربائي بقوة 113 حصاناً، وبطارية ليثيوم 13 كيلو وات في الساعة. ينتج النظام 400 نيوتن متر من عزم الدوران، يصل إلى 0-62 ميل في الساعة في 6.7 ثانية. يدعي مقعد أنه يحتوي على نطاق كهربائي خالص يبلغ 32 ميلاً و217.3 ميلاً في الغالون و30 جراماً / كم من انبعاثات ثاني أكسيد الكربون.
تم تجهيز كلا الإصدارين بقوة 242 حصاناً بعجلات من سبائك الألمنيوم مقاس 18 بوصة كمعيار قياسي، في حين تم تجهيز الطرازات عالية الإخراج بعجلات من سبائك الألمنيوم مقاس 19 بوصة وأقراص أمامية مقاس 370 ملم مزودة بملاقط بريمبو.

### الجوائز
فاز الجيل الرابع من ليون بالعديد من الجوائز منها:
جائزة عجلة القيادة الذهبية لطراز تي أس آي سيات ليون 1.5 لتر في فئة «أفضل سعر / منتج يصل إلى 35000 يورو».

في ديسمبر 2020، تم التصويت على سيات ليون الجديدة «أوتو بيست 2021» وهي الجائزة الأوروبية لـ «أفضل شراء سيارة في أوروبا 2021».

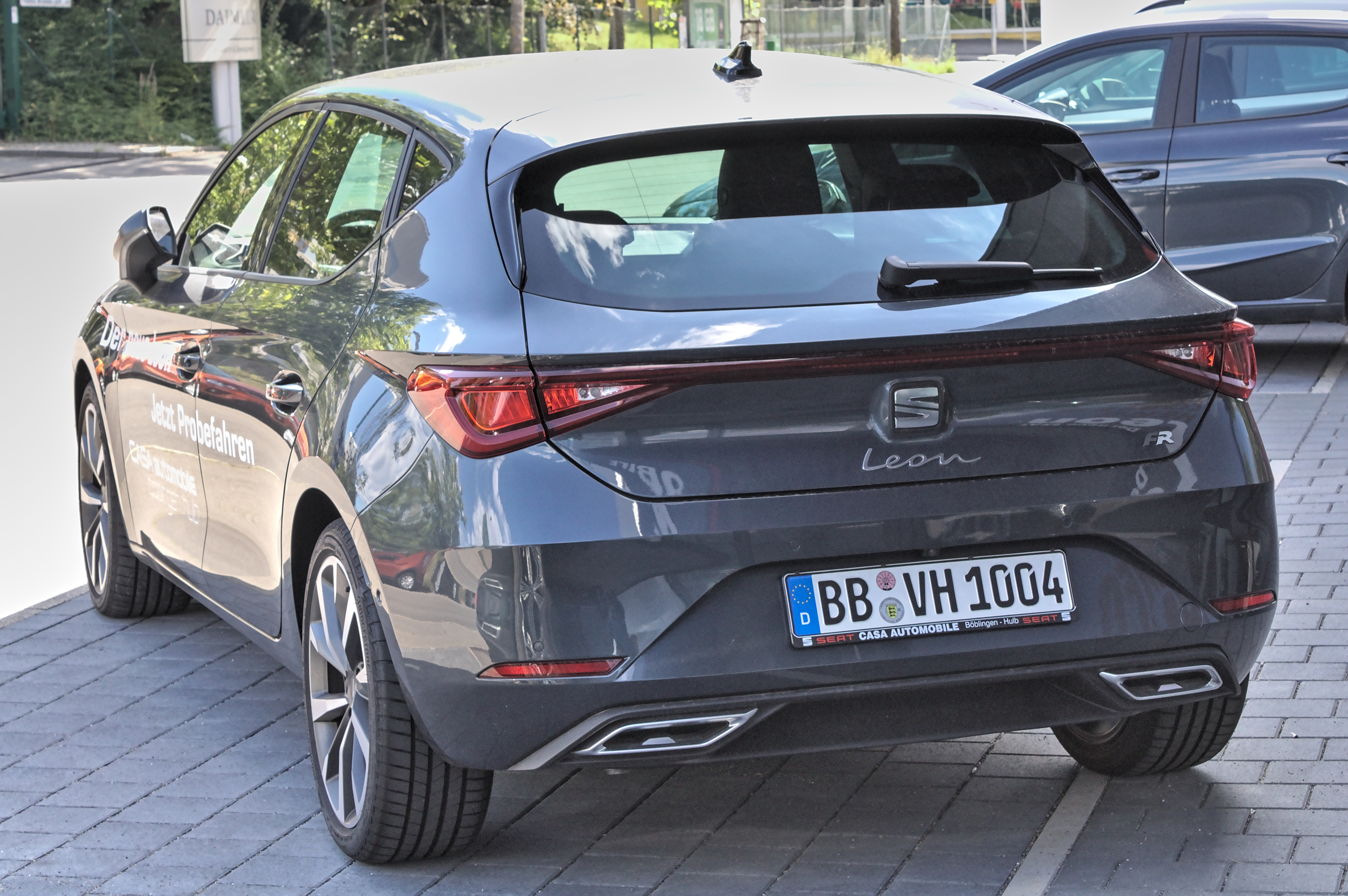
سيات ليون ام كي 4
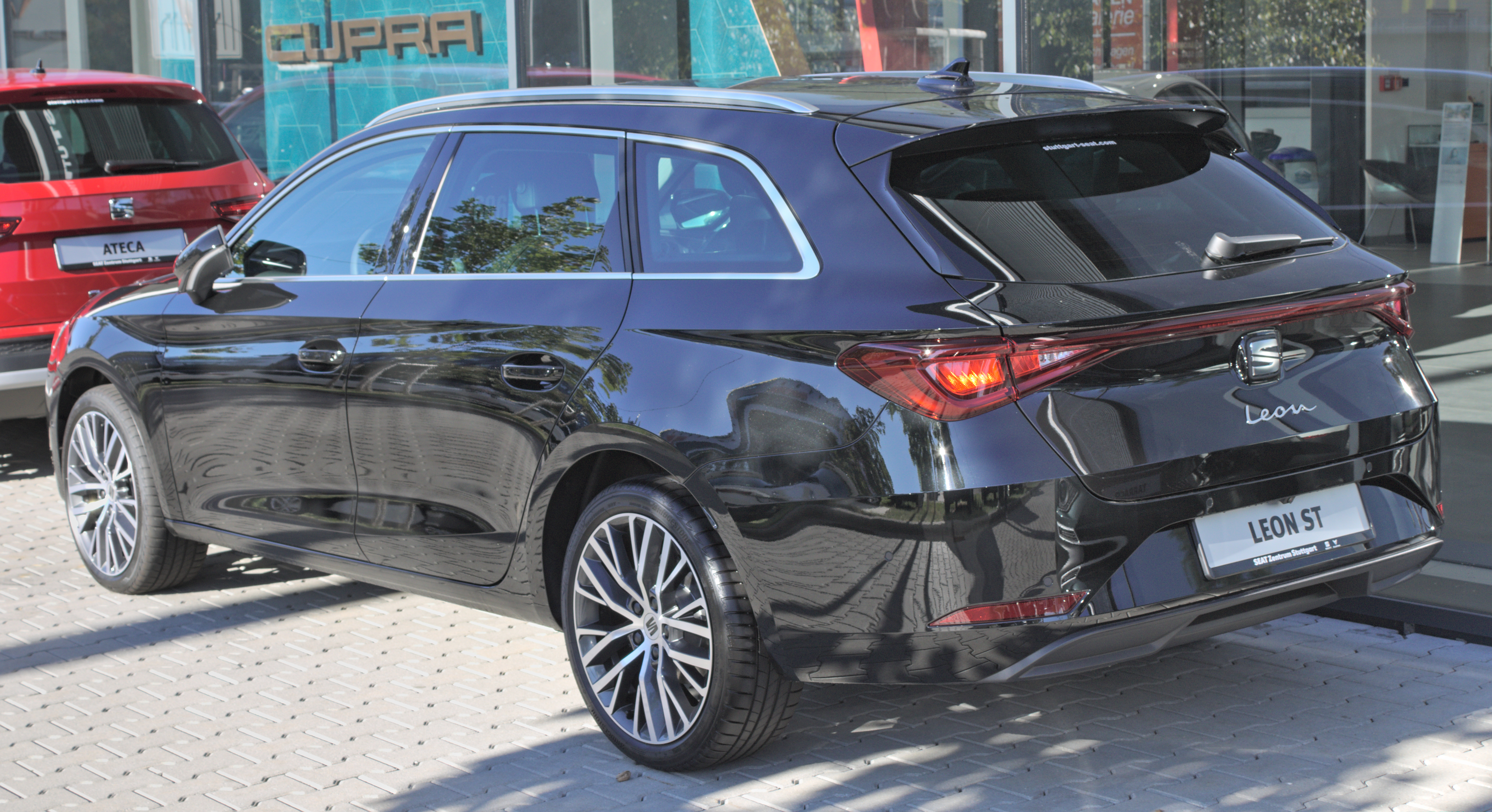
سيات ليون ام كي 4
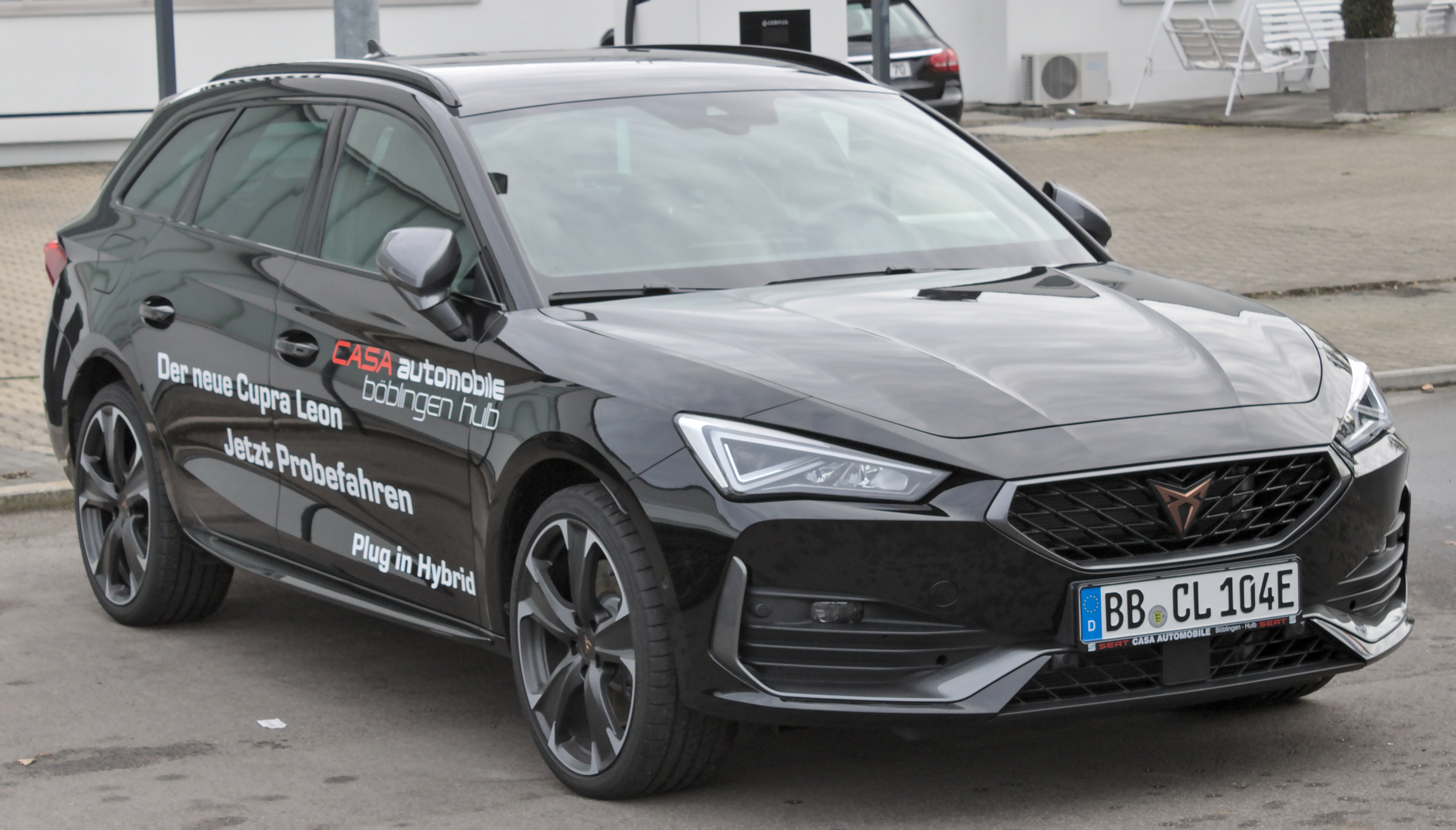
سيات ليون كوبرا ام كي 4

## سيات ليون في رياضة السيارات
أيضا: سيات ليون سوبركوبا
كان الجيل الأول من سيات ليون كوبرا آر أساساً لكأس من صنع واحد، سيات ليون سوبركوبا. تم تشغيلها في إسبانيا والمملكة المتحدة وألمانيا وتركيا منذ عام 2003. تم تطوير السيارة بواسطة سيات سبورت وتم رفع الطاقة إلى 184 كيلووات (250 حصاناً، 247 حصاناً).
تم تقديم نهائي «الماستر الدولي» والذي يضم أفضل أربعة سائقين من كل سلسلة وطنية، في أكتوبر 2005، كسباق دعم للجولة النهائية لبطولة جي تي الإسبانية في مونتميلو. تسابقت نسخة تعمل بمحرك تي دي آي في ECTS، وهي سلسلة تحمل مقرها إيطاليا للسيارات السياحية.
في عام 2006، تم استبدال سوبر كوبا ليون بالشكل الجديد ليون. من المحتمل أن تكون السيارة أسرع من إصدار سيارة بطولة العالم للسيارات السياحية، حيث تتميز بمحرك توربيني سعة 2.0 لتر، مع أكثر من 221 كيلوواط (300 حصان، 296 حصان) وعزم دوران متزايد، وعلبة تروس د.أس.جي، وديناميكا هوائية أفضل (تشمل سيارة بطولة العالم للسيارات السياحية الأمامية والخلفية، بالإضافة إلى نفق فنتوري أسفل السيارة، بدلاً من القاع المسطح)، وعجلات مقاس 18 بوصة، بدلاً من العجلات الإلزامية مقاس 17 بوصة من سيارة بطولة العالم للسيارات السياحية.
بالنسبة لعام 2007، ستشغل بطولة سيات كوبرا في المملكة المتحدة (جزء من حزمة TOCA) كلاً من سيارات السباق ليون الجديدة «سباق كوبرا» بقوة 221 كيلو واط (300 حصان، 296 حصان) بالإضافة إلى سيارة السباق م.كي 1 ليون كوبرا آر مع 184  كيلوواط (250 حصان، 247 حصان).
بدأ سيات ليون كأس أوروبا في عام 2008 كسلسلة دعم لبطولة العالم للسيارات السياحية.
احتلت السيارة المرتبة الأولى في الفئة دي في سيارة ليكوي مولي باثورست 12 ساعة لعام 2014.

### سيات ليون سوبر 2000

#### 2005
خلال عام 2005، أدخلت سيات الجيل الثاني من ليون في بطولة العالم للسيارات السياحية لتحل محل توليدو كوبرا التي تسابقت في الجولات الأولى من اللقب. تتميز السيارة بالعديد من التعديلات، بما في ذلك محرك السباق الذي طور أكثر من 191 كيلو واط (260 حصاناً، 256 حصاناً)، وعلبة تروس هولند ذات ناقل الحركة التسلسلي (لا علاقة له بـ DSG)، وحزمة ديناميكية هوائية لزيادة القوة السفلية (مع شكل هاتشباك، ليون كان محروماً من الصالونات التقليدية ثلاثية الصناديق). الحد الأدنى للوزن 1140 كجم (2,513.3 رطلاً) مع السائق. قامت شركة سيات سبورت، بالشراكة مع أوريكا، بتشغيل ست سيارات في بطولة العالم للسيارات السياحية.  
تم تشغيل سيارتين أخريين من قبل سيات سبورت المملكة المتحدة (شمال جنوب) ومقرها في نورثامبتون، المملكة المتحدة في بطولة السيارات السياحية البريطانية. تم تشغيل سيارتين أخريين من قبل سيات سبورت إيطاليا في بطولة إيطاليا سوبر للسياحة.[بحاجة لمصدر]

#### 2007
في منتصف عام 2007، قدمت سيات سيارة ليون تي دي آي لمحاربة هيمنة بي إم دبليو. أظهرت السيارة وعداً مع يافن مولر خلف عجلة القيادة وكان من المقرر أن يسجل الفريق الفوز بالبطولة في ماكاو، لكن مشاكل الموثوقية تسببت في تقاعد مولر في السباق 1 ولم يتم حل مشاكل المحرك في الوقت المناسب وبالتالي لم تبدأ في السباق 2 وتسليم اللقب إلى آندي بريولكس بسيارة بي إم دبليو 320si.

#### 2008
في عام 2008، فاز مولر ببطولة بطولة العالم للسيارات السياحية للسائقين على عجلة ليون تي دي آي، وفاز سيات بلقب الشركات المصنعة.
كما تم إشراك ليون تي دي آي من قبل سيات المملكة المتحدة في بطولة السيارات السياحية البريطانية حيث كان جيسون بلاتو هو السائق الرئيسي. احتل أفلاطون المركز الثاني خلف فابريزيو جيوفاناردي مع فوكسهول في بطولة السائقين. في نهاية الموسم، انسحبت سيات المملكة المتحدة من المسلسل وبعد ذلك كان هذا هو الموسم الوحيد الذي تنافس فيه ليون تي دي آي في BTCC.

#### 2009
في عام 2009، أصبحت غابرييل تاركويني بطلة السائقين مع ليون تي دي آي، وفازت سيات بلقب الشركات المصنعة للسنة الثانية على التوالي. في نهاية الموسم، أنهت سيات سبورت رسمياً دعم الشركة المصنعة لها. تم إدخال سيارات ليون تي دي آي من قبل المهندسين سنريد للموسم التالي وعلى الرغم من عدم وجود دعم رسمي من الشركة المصنعة من سيات، في بطولة الشركات المصنعة، تم تسمية الكيان باسم تكنولوجيا عملاء سيات.  
احتلت غابرييل تاركويني المركز الثاني في ترتيب السائقين خلف إيفان مولر مع شيفروليه.

#### 2011
لعام 2011، تم إدخال قواعد جديدة في WTCC، تتضمن صيغة محرك جديدة - 1.6 محرك توربيني، مماثلة لتلك المستخدمة في بطولة العالم للراليات. تماشياً مع التغييرات، أنشأ سنريد محرك سنريد أس آر ليون 1.6T لتر، مستخدماً ليون تي دي آي كقاعدة. ومع ذلك، لم تكن السيارات جاهزة لبدء الموسم، واستخدم سائقو سنريد سيارة ليون تي دي آي الأقدم، والتي كانت لا تزال مؤهلة للدخول بفضل كأس جاي تن، التي قدمها مروج السلسلة يورو سبورت للسيارات ذات المواصفات 2010.

#### 2012
في عام 2012، عادت سيات سبورت بشكل غير رسمي إلى السلسلة التي تقدم سيات ليون WTCC، لتحل بشكل فعال محل أس آر ليون من سونريد، إلى إدخالات خاصة. بدأ بعض السائقين مثل توم بوردمان وتياجو مونتيرو الموسم باستخدام سيارة ليون تي دي آي القديمة. كانت نسخة تي دي آي لا تزال مؤهلة في كأس السيارة السياحية الأوروبية حيث فاز فرناندو مونجي ببطولة 2012. بالنسبة للموسم التالي، تم حظر ليون تي دي آي من كأس ETC ومع ترقية الجميع الآن إلى WTCC 2012 كانت آخر مرة تم فيها إدخال سيارة ديزل في WTCC وETCC. ظل ليون WTCC مؤهلاً حتى إدخال تي سي 1 في عام 2014 (على الرغم من أن ليون WTCC كان قادراً على الدخول في فئة تي سي 2 في نفس العام الذي تم فيه تقديم تي سي1).

### كأس ليون المتسابق وليون تي سي آر

#### 2013
في عام 2013، قدمت سيات سبورت مفهوم السيارة، على أساس الجيل الثالث من ليون. في البداية، كان يُعتقد أن هذه ستكون السيارة التي ستعود سيات سبورت فيها إلى السلسلة مع فريق كامل من الشركة المصنعة بموجب لوائح تي سي1 الجديدة. ومع ذلك، أعلنت سيات سبورت أن السيارة ستكون جزءاً من ليون كأس أوروبا الذي تم إحياؤه لعام 2014.
ثم شكل كأس ليون المتسابق قاعدة سلسلة تي سي آر الدولية التي تم تشكيلها حديثاً. تستخدم لوائح تي سي آر هذه السيارة كنموذج للأجزاء الديناميكية الهوائية للسيارات.

#### 2016
في عام 2016، قدمت سيات سبورت إصداراً بمواصفات تي سي آر من ليون مع استمرار تأهل كأس السباق الأصلي في السلسلة الدولية بالإضافة إلى البطولة الوطنية والإقليمية باستخدام لائحة تي سي آر.

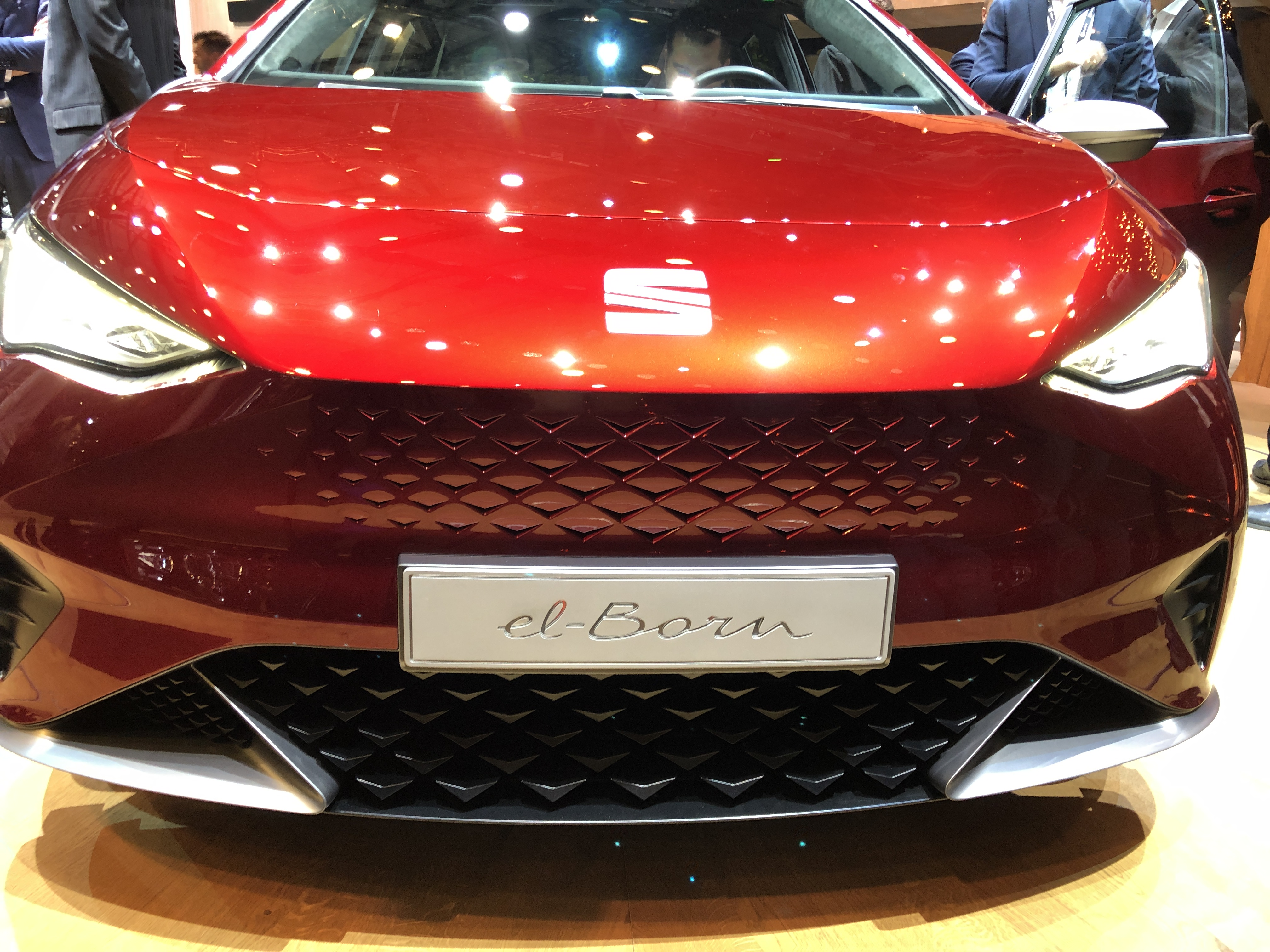
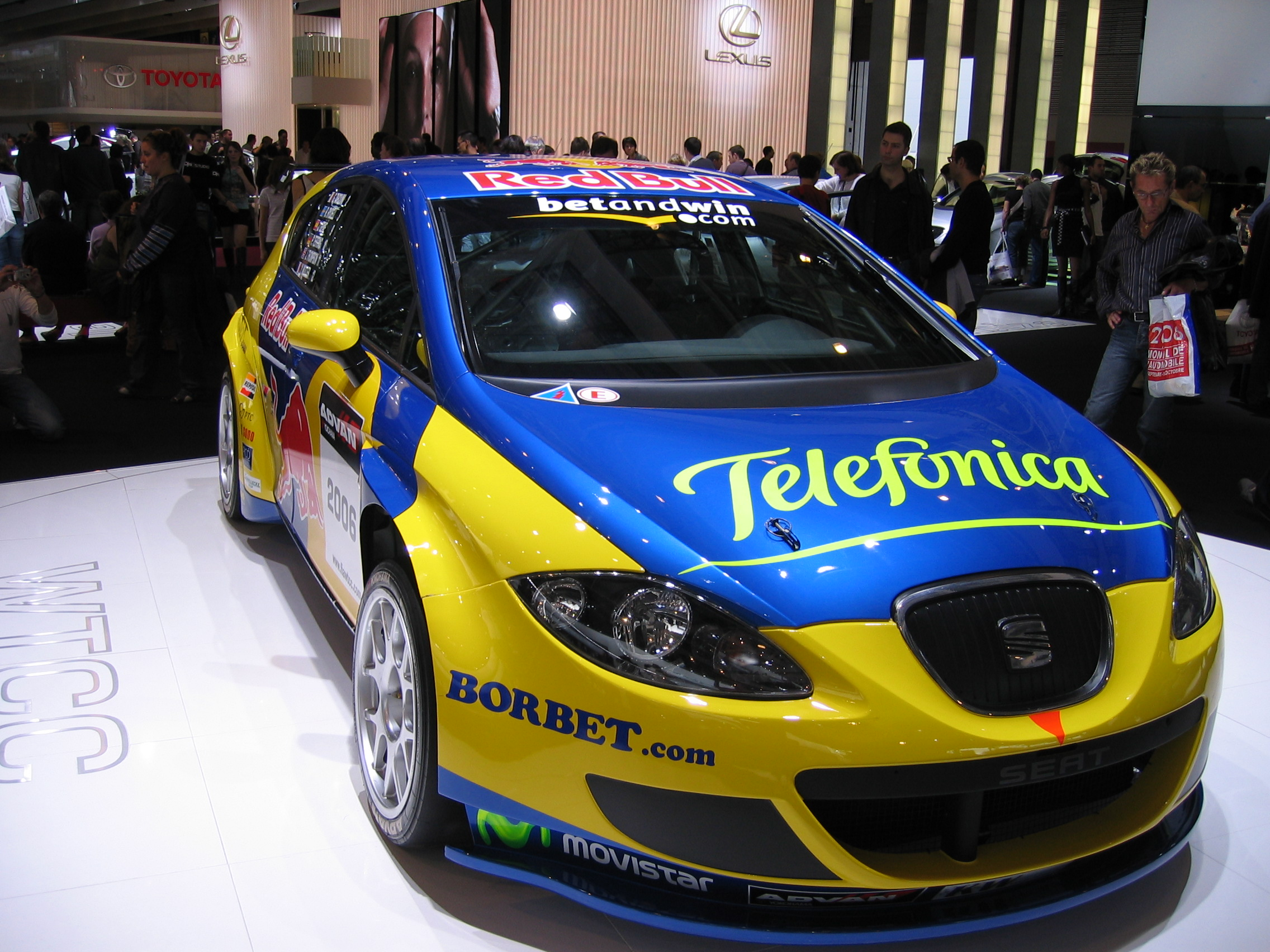
سيات ليون بطولة العالم للسيارات السياحية سيارة سباق ام كي 2
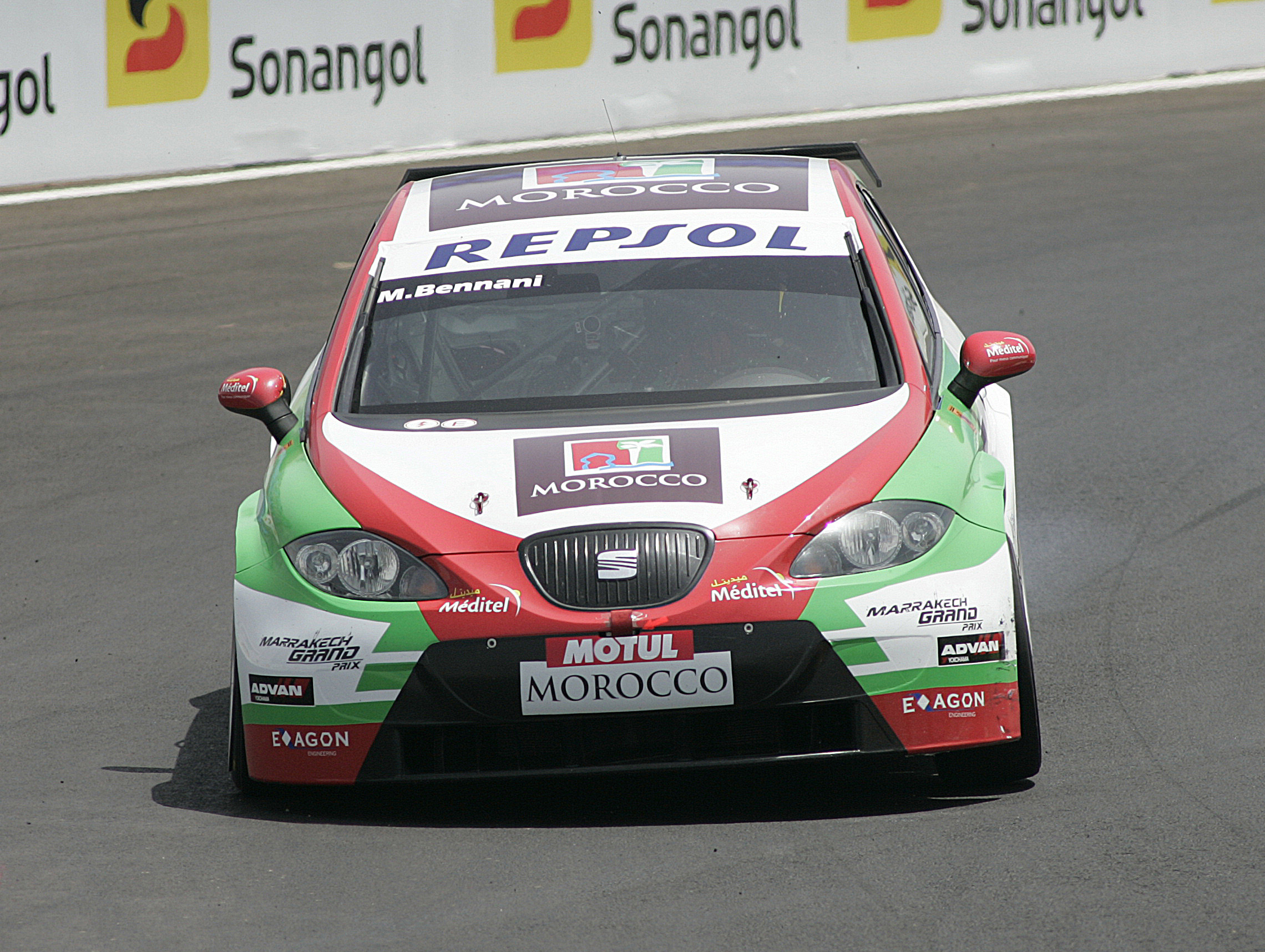
سيات ليون بطولة العالم للسيارات السياحية سيارة سباق 2009
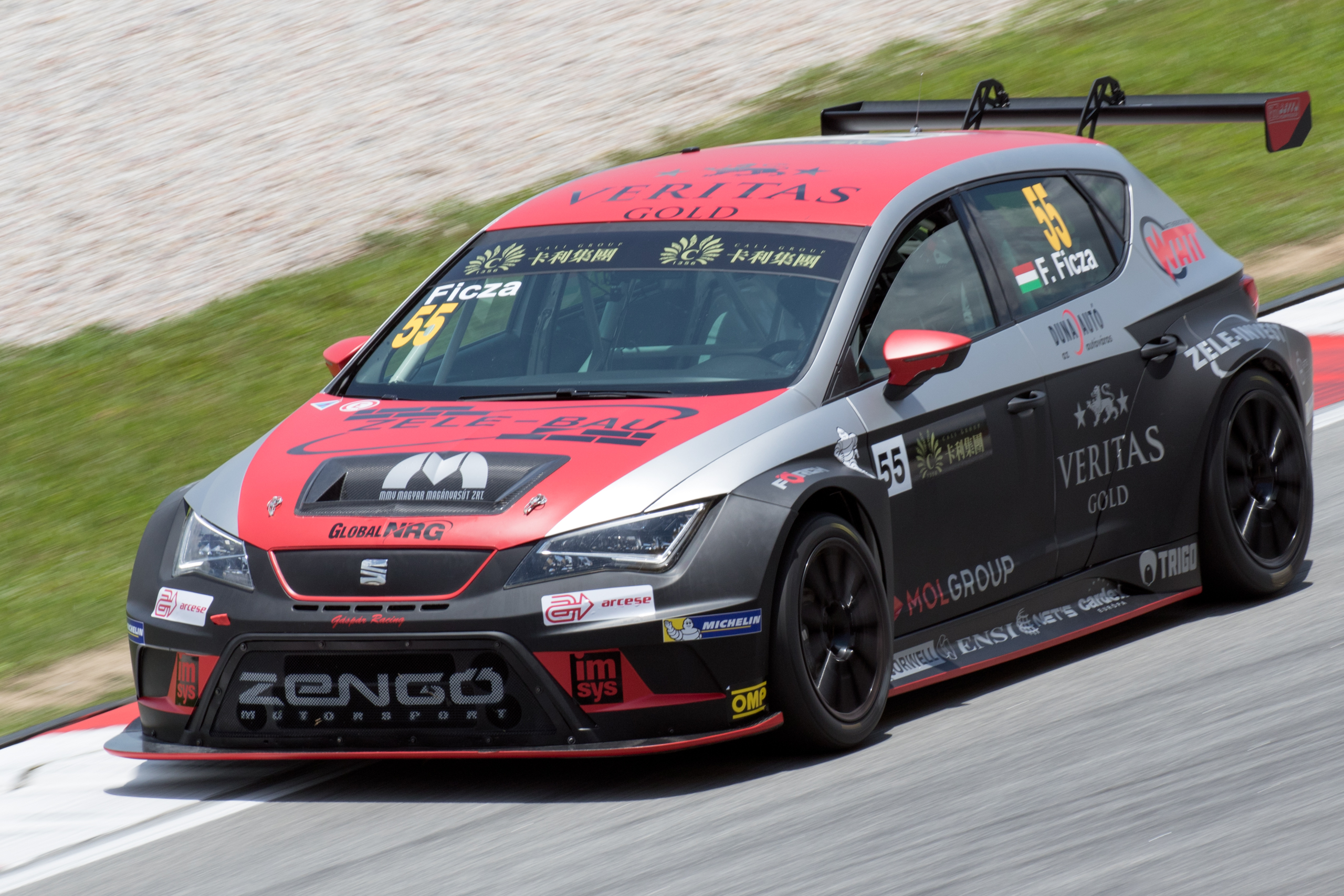
سيات ليون كوب متسابق سيارة السباق (ماليزيا)
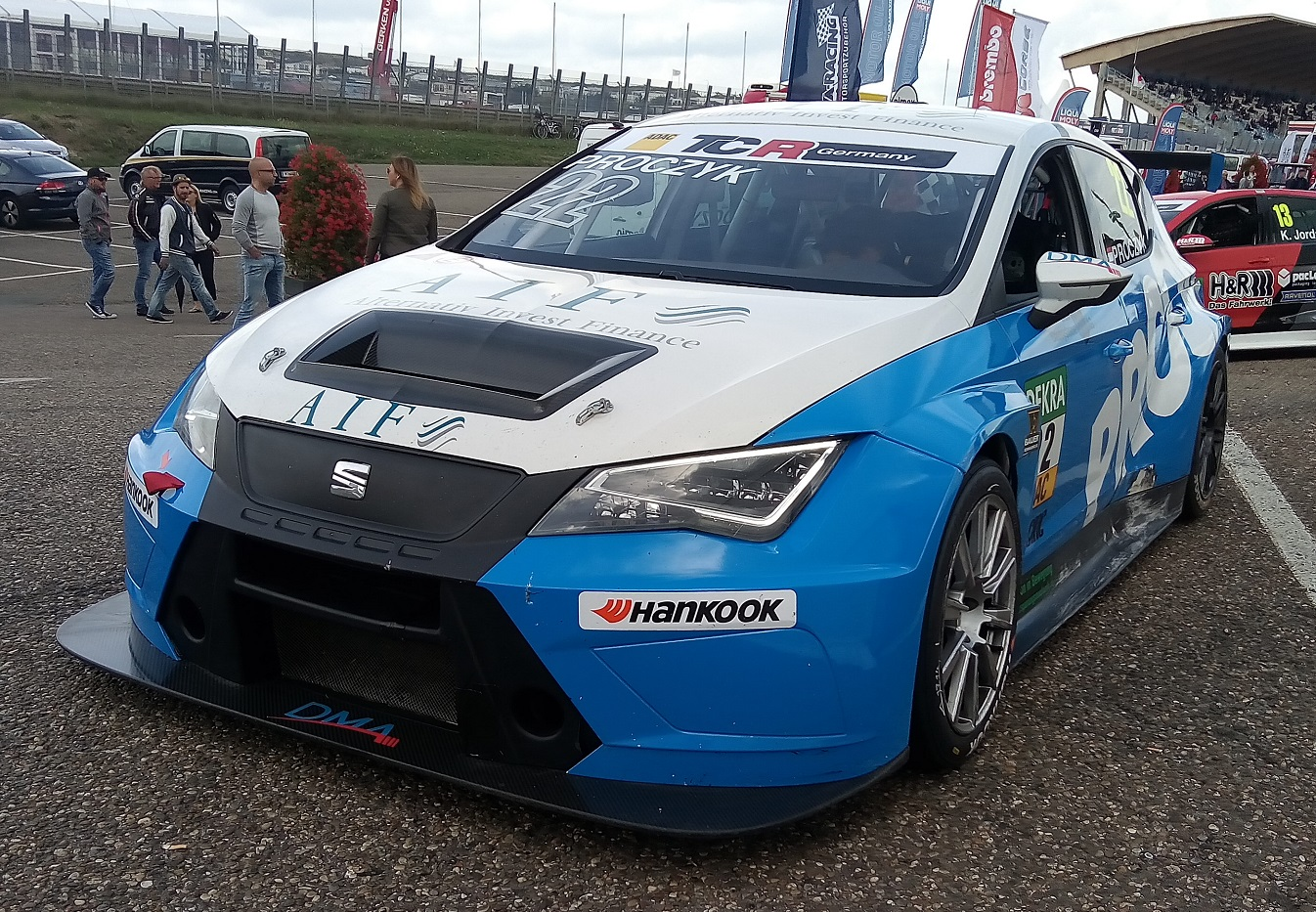
سيات ليون TCR سيارة السباق
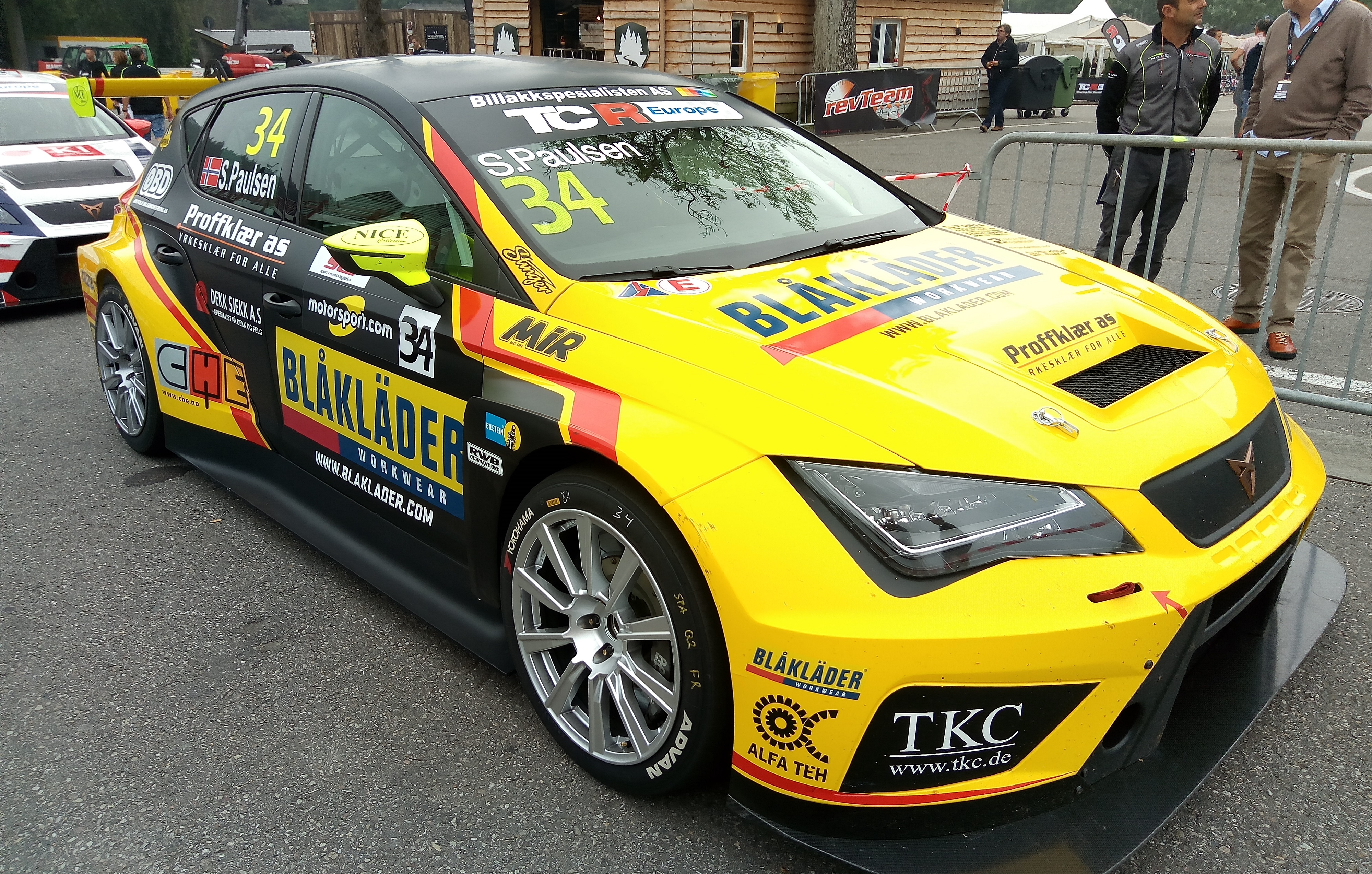
سيات ليون كوبرا TCR سيارة السباق

### ملخص
| سنة  | بطولة                                | نتيجة               |
| ---- | ------------------------------------ | ------------------- |
| 2006 | البطولة البريطانية للسيارات السياحية | 1 (الشركات المصنعة) |
| 2006 | بطولة السيارات السياحية الإيطالية    | 1 (سائقين)          |
| 2007 | البطولة البريطانية للسيارات السياحية | 1 (فرق)             |
| 2007 | البطولة الدنماركية للسيارات السياحية | 1                   |
| 2008 | بطولة العالم للسيارات السياحية       | 1                   |
| 2009 | بطولة العالم للسيارات السياحية       | 1                   |
| 2012 | بطولة روسيا للسيارات السياحية        | 3                   |

## أرقام المبيعات والإنتاج
منذ إطلاقها في عام 1999، تم إنتاج وبيع أكثر من مليوني سيارة سيات ليون في أجيالها الثلاثة حتى الوقت الحاضر، والتي تم تصنيعها في مصنع سيات مارتوريل ومصانع أخرى تابعة لمجموعة فولكس فاجن.
في عام 2011، بلغ إجمالي مبيعات التجزئة السنوية لسيارات سيات ليون 77.075 سيارة، بينما وصل الإنتاج السنوي للمركبات إلى 80736 وحدة.
يوضح الجدول التالي إجمالي الإنتاج السنوي لسيارات سيات ليون، المصنعة في سيات وغيرها من مصانع مجموعة فولكس فاجن:
| الموديل                 | 1999  | 2000   | 2001   | 2002   | 2003   | 2004   | 2005   | 2006    | 2007    | 2008   | 2009   | 2010   | 2011   | 2012   | 2013    | 2014    | 2015    | 2016    | 2017    |
| ----------------------- | ----- | ------ | ------ | ------ | ------ | ------ | ------ | ------- | ------- | ------ | ------ | ------ | ------ | ------ | ------- | ------- | ------- | ------- | ------- |
| سيات ليون مجموع الإنتاج | 6,080 | 93,123 | 91,939 | 93,606 | 96,536 | 90,850 | 98,130 | 126,511 | 120,630 | 96,761 | 66,368 | 79,462 | 80,736 | 71,295 | 114,568 | 157,087 | 169,455 | 163,228 | 163,306 |

## ذات صلة
هجين كوبرا ليون

## روابط خارجية
سيات ليون - الموقع الرسمي لشركة سيات المملكة المتحدة
LeonOC.com نادي أصحاب ليون

## الأجيال

### الجيل الأول Mk1 أو 1M (من 1998 حتى 2006)
صنّعت سيات ليون في البداية في الجيل الأول الذي كان يدعى Mk1 أو 1M واستمر تصنيع الجيل الأول حتى 2006.
ربحت ليون الجيل الأول جائزة "Carro do ano" سنة 2001 في البرتغال.

### الجيل الثاني Mk2 أو 1P (من 2005 حتى الآن)

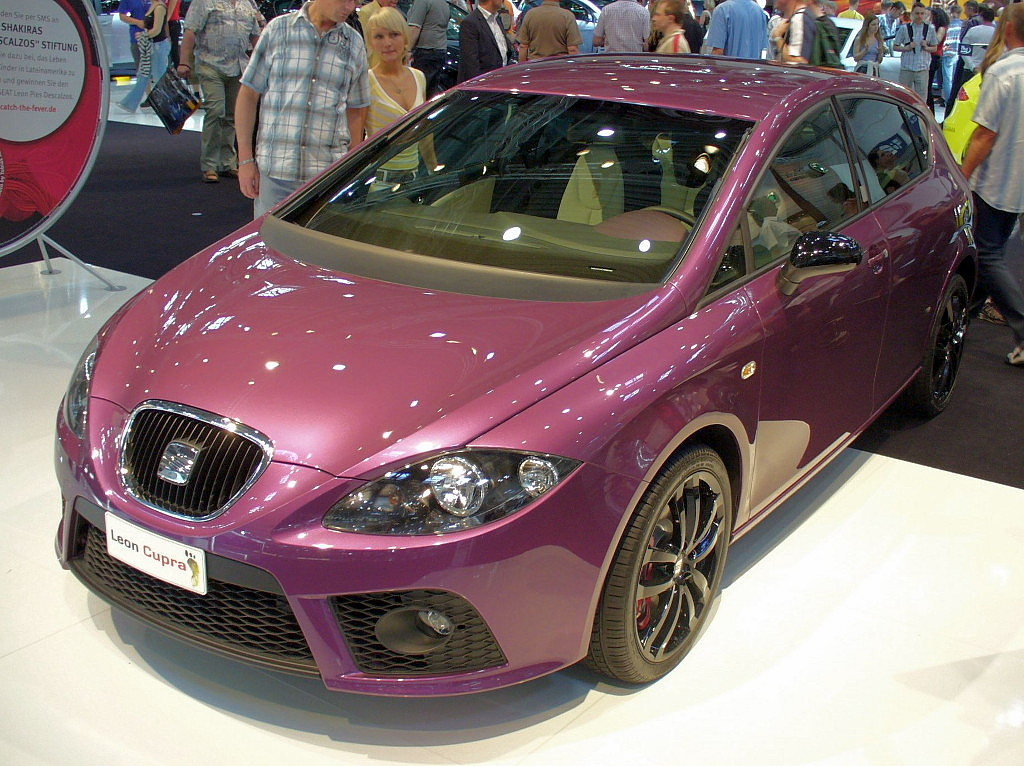
Seat Leon إصدار Cupra Pies Descalzos

ليون الحالية، أطلقت في 2005، تصنع في إسبانيا ولها شهرة كبيرة.
ربحت سيات ليون الجيل الثاتي عدة جوائز، ومنها جائزة "Red dot" سنة 2006، جائزة "Car of the Year 2006" (سيارة هذه السنة 2006) في الدنمارك، جائزة "Hellenic Car of the Year 2007"، والمزيد...
تحمل ليون Mk2 إصدارات خاصة :
- إصدار Copa
- إصدار Streetcopa
- إصدار Cupra 310 المحدود
- إصدار Cupra Pies Descalzos
- إصدار Supercopa المستعمل في السباقات

## وصلات خارجية
- موقع سيات ليون البريطاني الرسمي